# Liste der Biografien/Sand
Liste der Biografien |
Portal Biografien |
Personensuche
# |
A |
B |
C |
D |
E |
F |
G |
H |
I |
J |
K |
L |
M |
N |
O |
P |
Q |
R |
S |
T |
U |
V |
W |
X |
Y |
Z |
?
 
Sa |
Sb |
Sc |
Sd |
Se |
Sf |
Sg |
Sh |
Si |
Sj |
Sk |
Sl |
Sm |
Sn |
So |
Sp |
Sq |
Sr |
Ss |
St |
Su |
Sv |
Sw |
Sy |
Sz
 
Saa |
Sab |
Sac |
Sad |
Sae |
Saf |
Sag |
Sah |
Sai |
Saj |
Sak |
Sal |
Sam |
San |
Sao |
Sap |
Saq |
Sar |
Sas |
Sat |
Sau |
Sav |
Saw |
Sax |
Say |
Saz
 
Sana |
Sanb |
Sanc |
Sand |
Sane |
Sanf |
Sang |
Sanh |
Sani |
Sanj |
Sank |
Sanl |
Sanm |
Sann |
Sano |
Sanp |
Sanq |
Sanr |
Sans |
Sant |
Sanu |
Sanv |
Sanw |
Sany |
Sanz
Die Liste der Biografien führt alle Personen auf, die in der deutschsprachigen Wikipedia einen Artikel haben. Dieses ist eine Teilliste mit 1049 Einträgen von Personen, deren Namen mit den Buchstaben „Sand“ beginnt.

## Sand
- Sand Andersen, Camilla (* 1986), dänische Fußballspielerin
- Sand Christensen, Hanne (* 1973), dänische Fußballspielerin
- Sand, Alexander (1928–2013), deutscher Neutestamentler
- Sand, Aurore (1866–1961), französische Schriftstellerin; letzte Eigentümerin des Maison de George Sand
- Sand, Axel (* 1961), deutscher Regisseur und Kameramann
- Sand, Christof der Jüngere (1644–1680), unitarisch-humanistischer Theologe und Schriftsteller
- Sand, Christoph der Ältere (1611–1686), preußischer Jurist, Regierungsbeamter und Anhänger des Unitarismus
- Sand, Dennis (* 1985), deutscher Autor und Redakteur
- Sand, Ebbe (* 1972), dänischer Fußballspieler
- Sand, George (1804–1876), französische SchriftstellerinGeorge Sand (1804–1876)

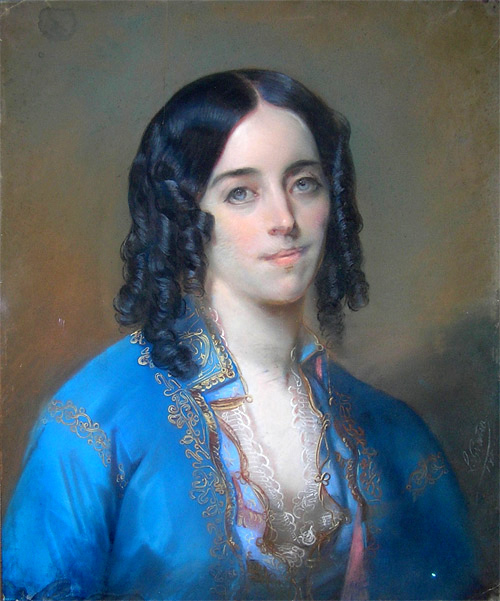
George Sand (1804–1876)

- Sand, Gottfried (1647–1710), deutscher Mediziner
- Sand, Günther (1941–1989), deutscher Grafiker
- Sand, Henry Julius Salomon (1873–1944), schottischer Elektrochemiker
- Sand, Herbert (* 1951), deutscher Schauspieler
- Sand, Hermann (1940–2014), deutscher Buchautor und Heimatforscher
- Sand, Ida (* 1977), schwedische Soul- und Jazzmusikerin
- Sand, Jon Ola (* 1961), norwegischer Fernsehproduzent
- Sand, José (* 1980), argentinischer Fußballspieler
- Sand, Karl Ludwig (1795–1820), radikaler BurschenschafterKarl Ludwig Sand (1795–1820)

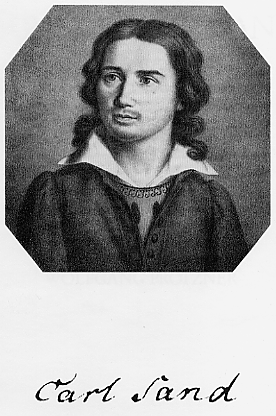
Karl Ludwig Sand (1795–1820)

- Sand, Knud (1887–1968), dänischer forensischer Pathologe
- Sand, Loui (* 1992), schwedischer Handballspieler
- Sand, Luis (1909–1981), italienischer Rechtsanwalt und Politiker (Südtirol)
- Sand, Marc (* 1988), österreichischer Fußballspieler
- Sand, Marten (* 1963), deutscher Schauspieler, Regisseur, Intendant, Librettist und Hörspielsprecher
- Sand, Maurice (1823–1889), französischer Schriftsteller und Illustrator
- Sand, Michael (* 1970), dänischer Schauspieler
- Sand, Nina (* 1999), schwedische Schauspielerin
- Sand, Paul (* 1932), US-amerikanischer Schauspieler
- Sand, Peter (* 1936), deutscher Rechtswissenschaftler
- Sand, Shauna (* 1971), US-amerikanische Schauspielerin, Model und Erotikdarstellerin
- Sand, Shlomo (* 1946), israelischer Hochschullehrer, Geschichtsprofessor in Tel AvivShlomo Sand (* 1946)

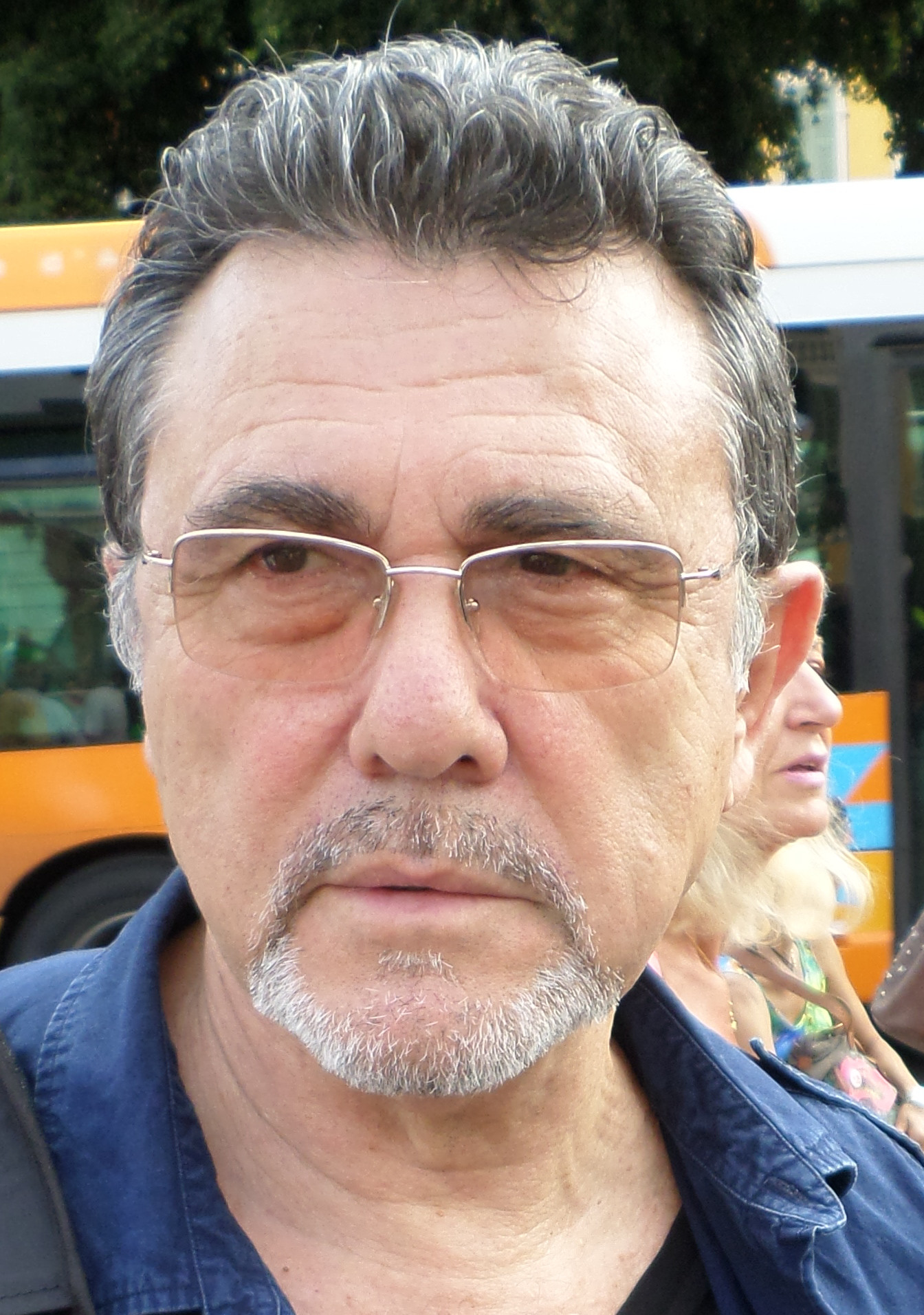
Shlomo Sand (* 1946)

- Sand, Todd (* 1963), US-amerikanischer Eiskunstläufer
- Sand, Ulf (1938–2014), norwegischer Politiker
- Sand, Ulrich (* 1944), deutscher Fußballspieler
- Sand, Wolfgang (1937–2001), deutscher Brigadegeneral des Heeres der Bundeswehr

### Sanda
- Sanda, Aboubakar Amadou (* 1964), nigrischer Offizier
- Sanda, Anthony Ichirō (* 1944), japanischer Physiker
- Sanda, Dominique (* 1951), französische Schauspielerin
- Sanda, Joseph (1985–2020), kamerunischer Radrennfahrer
- Šanda, Michal (* 1965), tschechischer Dichter und Schriftsteller
- Sanda, Naoki (* 1992), japanischer Fußballspieler
- Sandagdordsch, Namsrain (* 1949), mongolischer Skilangläufer
- Sandage, Allan Rex (1926–2010), US-amerikanischer Astronom
- Sandager, Harry (1887–1955), US-amerikanischer Politiker
- Sandahl Jørgensen, Per (* 1953), dänischer Radrennfahrer
- Sandahl, Gösta (* 1893), schwedischer Eiskunstläufer
- Sandahl, Ingrid (1924–2011), schwedische Turnerin
- Sandahl, Ronnie (* 1984), schwedischer Journalist, Schriftsteller, Filmregisseur und Drehbuchautor
- Sandaker, Jon Petter (* 1974), norwegischer Skispringer
- Sandal, Mustafa (* 1970), türkischer Popmusiker
- Sandal, Reidar (* 1949), norwegischer Politiker
- Sandale, John († 1319), englischer Geistlicher und Beamter, Kanzler und Bischof von Winchester
- Sandalen-Maler, attisch-schwarzfiguriger Vasenmaler
- Sandales, Lee, Szenenbildner
- Sandalli, Vittorio (* 1957), italienischer Diplomat
- Sândalo Bernardino, Angélico (1933–2025), brasilianischer römisch-katholischer Geistlicher, Bischof von Blumenau
- Sandalo, Rudolf (1898–1980), deutsch-tschechoslowakischer Architekturfotograf
- Sandalow, Leonid Michailowitsch (1900–1987), sowjetischer Generaloberst
- Sandanski, Jane (1872–1915), bulgarischer FreiheitskämpferJane Sandanski (1872–1915)

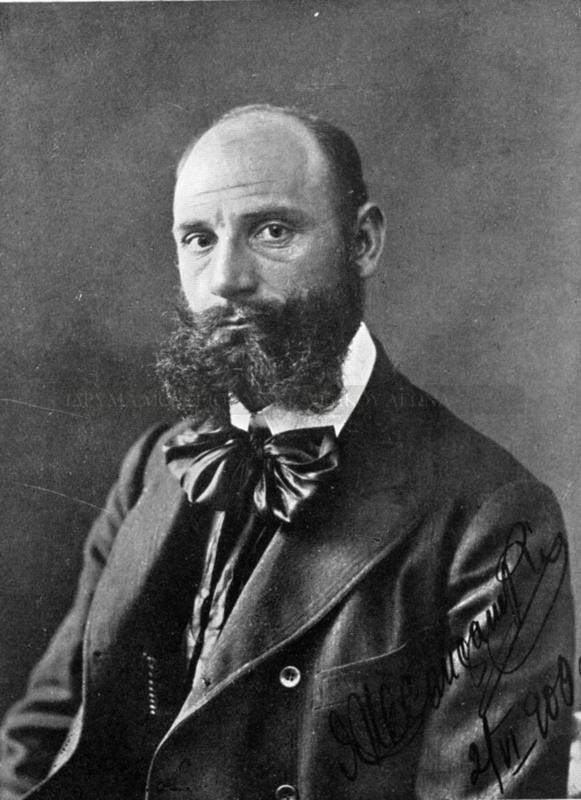
Jane Sandanski (1872–1915)

- Sandar, Alek (* 1987), bulgarisch-deutscher Musikproduzent, Songwriter und Musiker
- Sandars, Nancy (1914–2015), britische Prähistorikerin
- Sandars, Patrick (1935–2013), britischer Physiker
- Sandaruwan, Ishara (* 1994), sri-lankischer Stabhochspringer
- Sandau, Ernst (1880–1918), Fotograf
- Sandauer, Artur (1913–1989), polnischer Schriftsteller, Literaturkritiker, Übersetzer
- Sandauer, Heinz (1911–1979), österreichischer Dirigent, Komponist und Schriftsteller
- Sandaune, Brit (* 1972), norwegische Fußballspielerin
- Sandaune, Lill Harriet (* 1973), norwegische Politikerin
- Sanday, John (* 1960), fidschianischer Rugbyspieler
- Sanday, William (1843–1920), britischer anglikanischer Theologe

### Sandb
- Sandbach, Antoinette (* 1969), britische Politikerin
- Sandbach, Francis Henry (1903–1991), britischer Altphilologe
- Sandback, Fred (1943–2003), US-amerikanischer Künstler des Minimalismus
- Sandbæk, Harald (1904–1986), dänischer lutherischer Pfarrer und Widerstandskämpfer
- Sandbank, Hermann (1917–1998), deutscher Opernsänger
- Sandbech, Ståle (* 1993), norwegischer Snowboarder
- Sandbech, Stine (* 1996), dänische Fußballspielerin
- Sandberg, A. W. (1887–1938), dänischer Filmregisseur und Kameramann
- Sandberg, Åke (* 1944), schwedischer Soziologe
- Sandberg, Anna (* 2003), schwedische Fußballspielerin
- Sandberg, Birger (1918–1998), schwedischer Sportfunktionär
- Sandberg, Britta (* 1963), deutsche Journalistin und Autorin
- Sandberg, Carl (1798–1879), schwedischer Historiker
- Sandberg, Christina (* 1948), schwedische Tennisspielerin
- Sandberg, David F. (* 1981), schwedischer FilmemacherDavid F. Sandberg (* 1981)

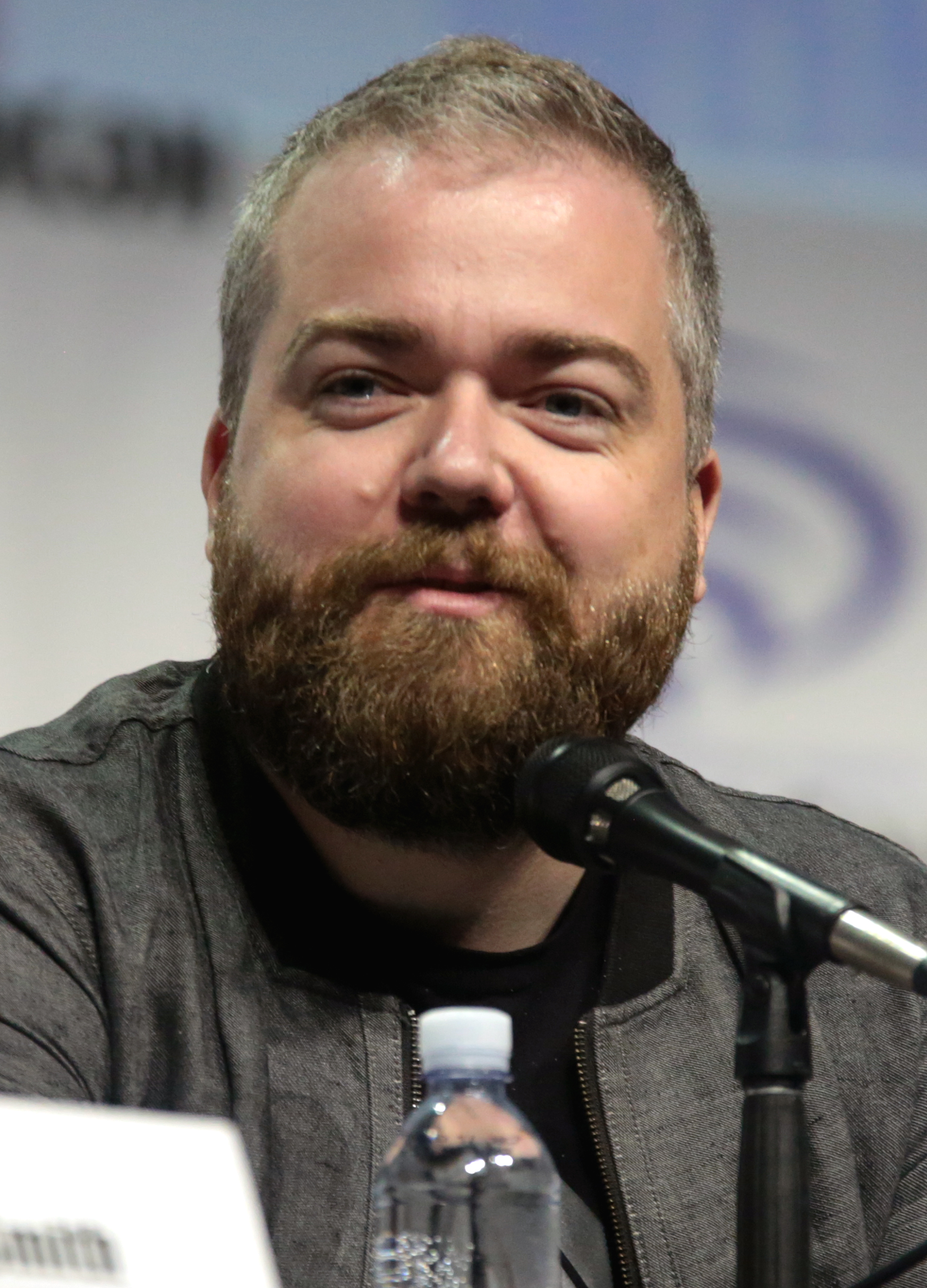
David F. Sandberg (* 1981)

- Sandberg, Eberhard (* 1926), deutscher Politiker CDU (DDR)
- Sandberg, Eliʿezer (* 1962), israelischer Politiker, Minister und Knesset-Abgeordneter
- Sandberg, Eric (1884–1966), schwedischer Segler
- Sandberg, Ernst (1849–1917), deutscher Mediziner
- Sandberg, Espen (* 1971), norwegischer Filmregisseur und Werbe-Filmproduzent
- Sandberg, Francine, französische Filmeditorin
- Sandberg, Gösta (1932–2006), schwedischer Fußball- und Eishockeyspieler
- Sandberg, Gustaf (1888–1956), schwedischer Fußballspieler
- Sandberg, Håkan (* 1958), schwedischer Fußballspieler und -trainer
- Sandberg, Harald (1883–1940), schwedischer Segler
- Sandberg, Harald (* 1950), schwedischer Diplomat
- Sandberg, Heinz, deutscher Jazz- und Unterhaltungsmusiker (Akkordeon, Piano) und Bandleader
- Sandberg, Herbert (1908–1991), deutscher Grafiker und Karikaturist
- Sandberg, Inger (1930–2023), schwedische Schriftstellerin
- Sandberg, Johan Gustaf (1782–1854), schwedischer Maler und Zeichner
- Sandberg, Kristin (* 1972), norwegische Fußballspielerin
- Sandberg, Lasse (1924–2008), schwedischer Illustrator und Schriftsteller
- Sandberg, Malin (* 2000), schwedische Handballspielerin
- Sandberg, Marius (1896–1986), niederländischer Fußballspieler
- Sandberg, Mauritz (1895–1981), schwedischer Fußballspieler
- Sandberg, Michael, Baron Sandberg (1927–2017), britischer Politiker und Manager
- Sandberg, Niklas (* 1978), schwedischer Fußballspieler
- Sandberg, Nina (* 1967), norwegische Politikerin (Ap)
- Sandberg, Per (* 1960), norwegischer Politiker (Fremskrittspartiet), Mitglied des Storting
- Sandberg, Roger (* 1972), schwedischer Fußballspieler, -trainer und -funktinoär
- Sandberg, Roland (* 1946), schwedischer Fußballspieler
- Sandberg, Ryne (1959–2025), US-amerikanischer Baseballspieler
- Sandberg, Serge (1879–1981), französischer Unternehmer und Filmproduzent
- Sandberg, Sheryl (* 1969), amerikanische GeschäftsfrauSheryl Sandberg (* 1969)

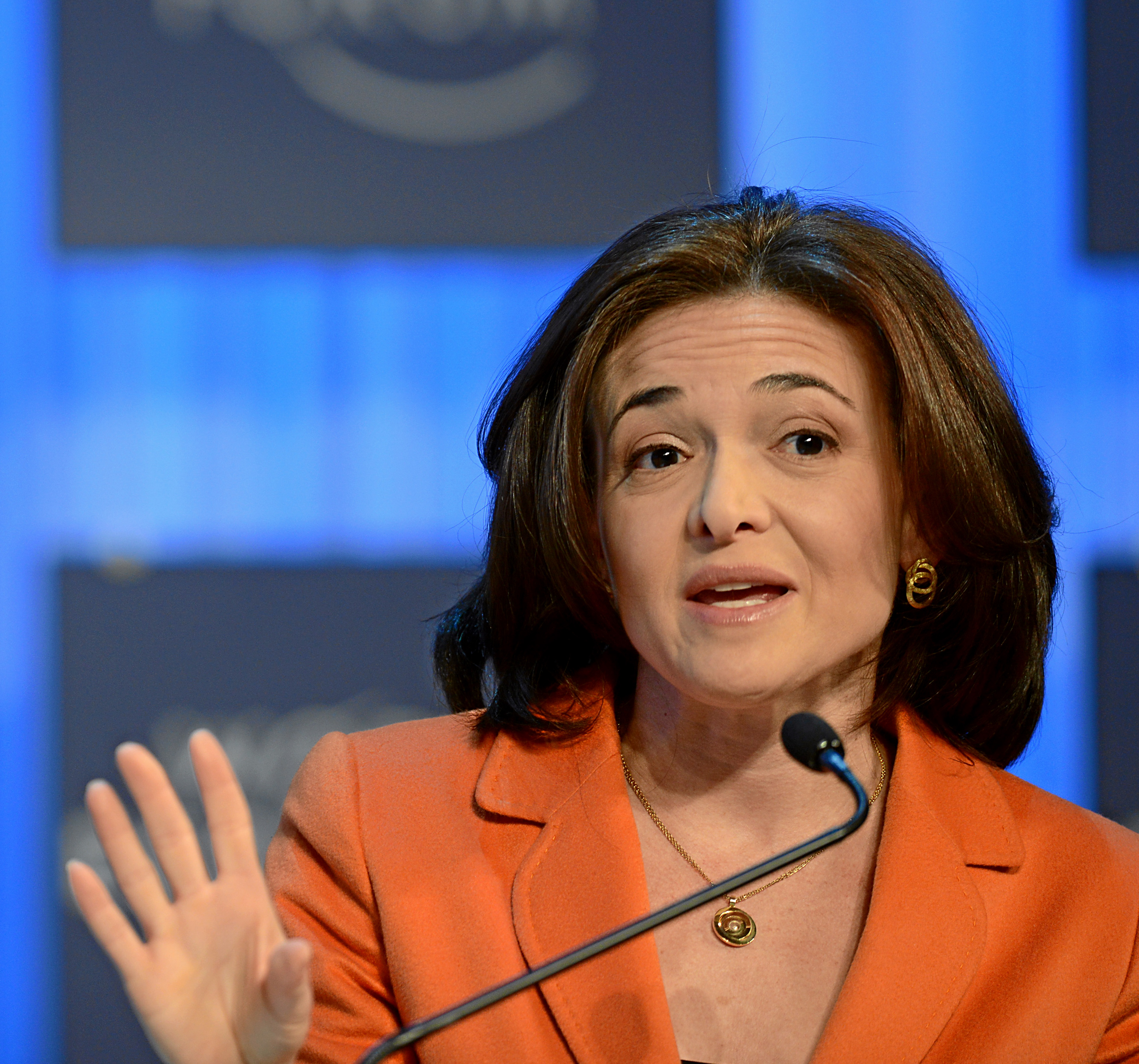
Sheryl Sandberg (* 1969)

- Sandberg, Thomas (* 1952), deutscher Fotograf
- Sandberg, Tom (* 1955), norwegischer Nordischer Kombinierer
- Sandberg, Vera (1895–1979), schwedische Chemieingenieurin
- Sandberg, Vivien (* 2001), deutsche Tennisspielerin
- Sandberg, Willem (1897–1984), niederländischer Grafiker, Grafikdesigner und Museumsdirektor
- Sandberg-Ciletti, Mechtild, deutsche Übersetzerin
- Sandberger, Adolf (1864–1943), deutscher Musikwissenschaftler und Komponist
- Sandberger, Fridolin von (1826–1898), deutscher Geologe, Paläontologe und Mineraloge
- Sandberger, Georg (* 1940), deutscher Jurist und ehemaliger Universitätskanzler
- Sandberger, Guido (1821–1879), deutscher Geologe und Paläontologe
- Sandberger, Gustav Wilhelm (1824–1881), württembergischer Oberamtmann
- Sandberger, Johann Philipp (1783–1844), deutscher Theologe
- Sandberger, Karl Ferdinand (1776–1856), deutscher Oberamtmann
- Sandberger, Martin (1911–2010), deutscher SS-Standartenführer und Kommandeur der SicherheitspolizeiMartin Sandberger (1911–2010)

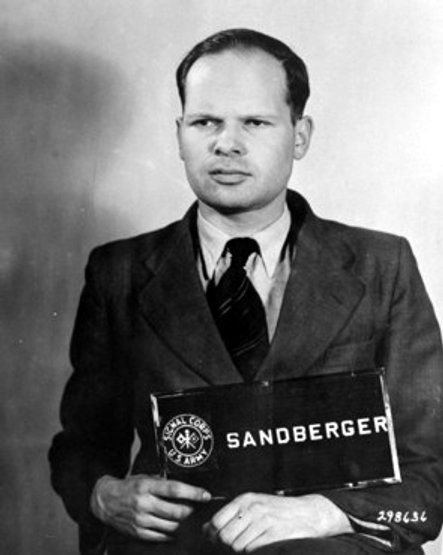
Martin Sandberger (1911–2010)

- Sandberger, Viktor (1898–1947), deutscher Major und Kriegsverbrecher
- Sandberger, Viktor Friedrich (1769–1837), württembergischer Oberamtmann
- Sandberger, Viktor von (1835–1912), deutscher Theologe
- Sandberger, Wolfgang (* 1961), deutscher Musikwissenschaftler und Hochschullehrer
- Sandbichler, Alois (1751–1820), deutscher Augustinerpater, Theologe und Hochschullehrer
- Sandbichler, Armin (* 1985), österreichischer Tennisspieler
- Sandbichler, Heidrun (* 1970), österreichische Künstlerin, Kuratorin und Autorin
- Sandbichler, Peter (* 1964), österreichischer Künstler
- Sandblom, Carl (1908–1984), schwedischer Segler
- Sandblom, John (1871–1948), schwedischer Segler
- Sandblom, Linda (* 1989), finnische Hochspringerin
- Sandblom, Philip (1903–2001), schwedischer Segler
- Sandböck, Franz (1817–1891), österreichischer Buchhändler und Verleger in Steyr
- Sandborg, Gunnar (1927–2022), norwegischer Ruderer
- Sandborgh, Per (* 1945), schwedischer Schauspieler und Synchronsprecher
- Sandbothe, Elizabeth (* 1998), US-amerikanische Volleyballspielerin
- Sandbothe, Mike (* 1961), deutscher Philosoph und Intellektueller
- Sandburg, Carl (1878–1967), US-amerikanischer Lyriker, Biograf und HistorikerCarl Sandburg (1878–1967)

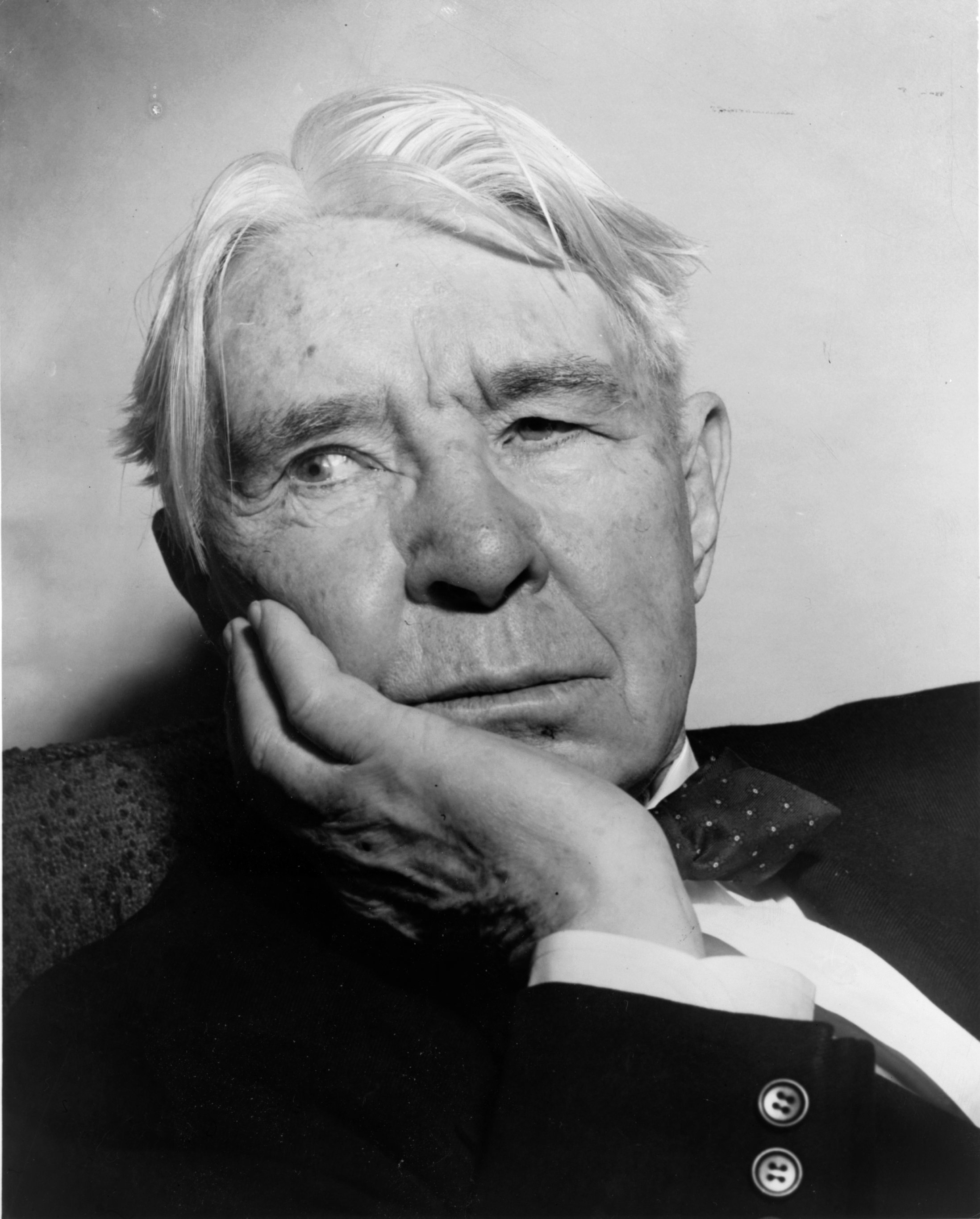
Carl Sandburg (1878–1967)

- Sandby, Paul (1731–1809), englischer Landschaftsmaler und Kartenzeichner
- Sandby, Thomas (1721–1798), britischer Zeichner, Aquarellmaler, Architekt und Lehrer

### Sande
- Sande Bakhuyzen, Geraldine van de (1826–1895), niederländische Malerin
- Sande Bakhuyzen, Hendricus Gerardus van de (1838–1923), niederländischer Astronom
- Sande Bakhuyzen, Hendrik van de (1795–1860), niederländischer Landschaftsmaler und Tiermaler der Romantik
- Sande Bakhuyzen, Julius van de (1835–1925), niederländischer Landschaftsmaler, Radierer und Aquarellist
- Sande Bakhuyzen, Willem van de (1957–2005), niederländischer Regisseur
- Sande Lacoste, Carel Eliza van der (1860–1894), niederländischer Porträtmaler und Zeichner
- Sande, Antonio (* 1909), argentinischer Sprinter
- Sande, Christopher (* 1964), kenianischer Boxer
- Sandé, Emeli (* 1987), britische R&B-SängerinEmeli Sandé (* 1987)

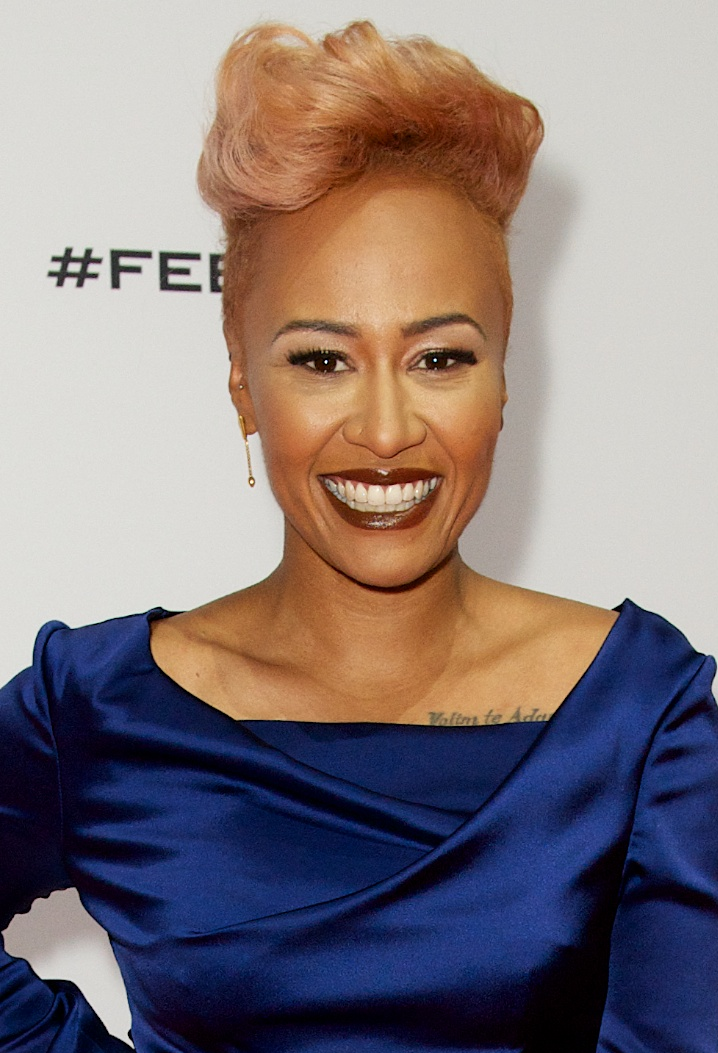
Emeli Sandé (* 1987)

- Sande, Erling (* 1978), norwegischer Politiker
- Sande, Jakob (1906–1967), norwegischer Schriftsteller, Dichter und Sänger
- Sande, Jort van der (* 1996), niederländischer Fußballspieler
- Sande, Karl von (1877–1951), deutscher Tierarzt und Bakteriologe
- Sande, Louis van de (1887–1954), niederländischer Opernsänger (Bassbariton)
- Sande, Siri (* 1943), norwegische Klassische Archäologin
- Sande, Theo van de (* 1947), niederländischer Kameramann
- Sande, Walter (1906–1971), US-amerikanischer Schauspieler

#### Sandea
- Sandeau, Jules (1811–1883), französischer Schriftsteller

#### Sandeb
- Sandeberg, Helena af (* 1971), schwedische Filmschauspielerin
- Sandeberg, Magnus af (* 1983), schwedischer Schauspieler

#### Sandee
- Sandee (* 1976), Schweizer Mundartsängerin
- Sandeen, Darrell (1930–2009), US-amerikanischer Schauspieler

#### Sandeh
- Sandeh, Sarah (* 1980), deutsch-iranische Theater-, Film- und Fernsehschauspielerin

#### Sandel
- Sandel, Ari (* 1974), amerikanischer Regisseur mit israelischen Wurzeln
- Sandel, Cora (1880–1974), norwegische Schriftstellerin
- Sandel, Józef (1894–1962), polnischer Kunsthistoriker, Publizist und Kunsthändler
- Sandel, Maria (1870–1927), schwedische Schriftstellerin und Textilarbeiterin
- Sandel, Michael (* 1953), US-amerikanischer PhilosophMichael Sandel (* 1953)

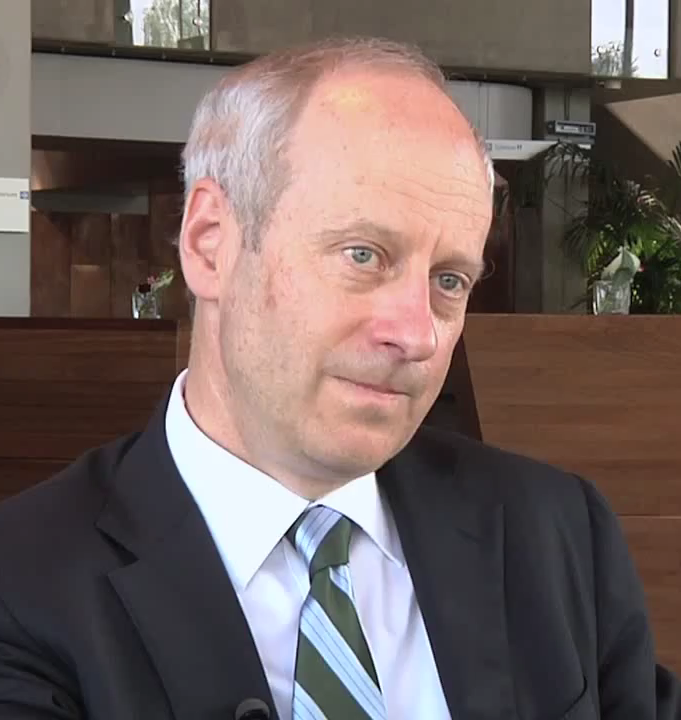
Michael Sandel (* 1953)

- Sandel, Theodor (1845–1902), deutscher Architekt und Vermessungsingenieur in Palästina
- Sandelin, Eino (1864–1937), finnischer Segler
- Sandelin, Jarmo (* 1967), schwedischer Golfpro
- Sandelin, Jorma (* 1936), finnischer Bogenschütze
- Sandelin, Torsten (1887–1950), finnischer Turner und Segler
- Sandell Svensson, Victoria (* 1977), schwedische Fußballspielerin
- Sandell, Åsa (* 1967), schwedische Boxerin, Journalistin und Schriftstellerin
- Sandell, Cecilia (* 1968), schwedische Fußballspielerin
- Sandell, Jonas (* 1995), norwegischer Skispringer schwedischer Herkunft
- Sandell, Lukas (* 1997), schwedischer HandballspielerLukas Sandell (* 1997)

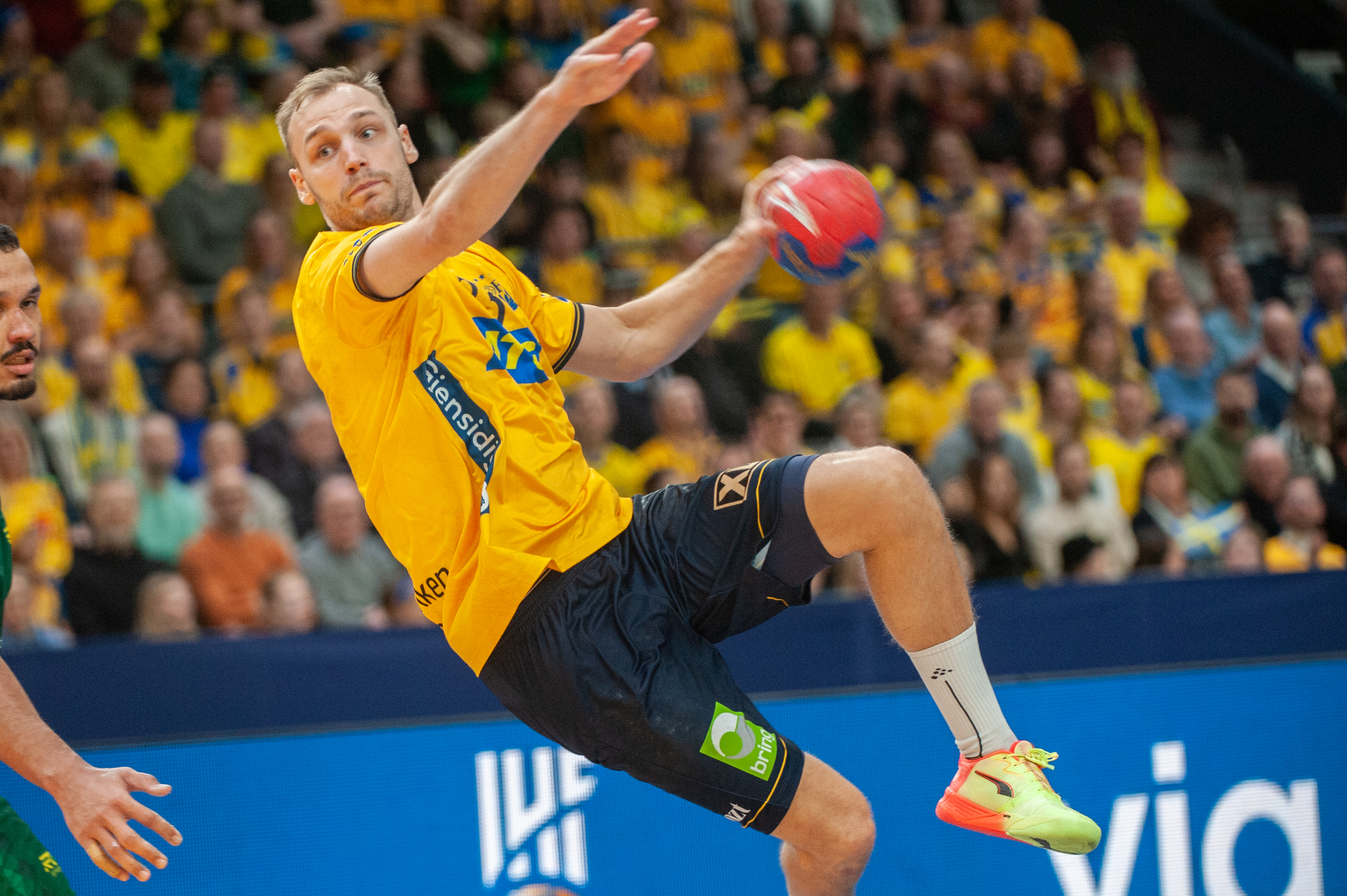
Lukas Sandell (* 1997)

- Sandell, Marcus (* 1987), finnischer Skirennläufer
- Sandell, Nils-Åke (1927–1992), schwedischer Fußballspieler
- Sandell, Sami (* 1987), finnischer Eishockeyspieler
- Sandell, Sten (* 1958), schwedischer (Jazz-)Pianist und Komponist
- Sandell, Thomas (* 1964), schwedischer Unternehmer und Investor
- Sandell, William (* 1950), US-amerikanischer Filmarchitekt
- Sandell-Berg, Lina (1832–1903), schwedische Dichterin
- Sandels, Johan August (1764–1831), schwedischer Offizier und Politiker
- Sandelson, Joel (* 1994), britischer Musiker (Cello) und Dirigent

#### Sandem
- Sandeman, Robert Groves (1835–1892), britischer Offizier und Administrator in Belutschistan (1871–1892)
- Sandemo, Margit (1924–2018), schwedisch-norwegische Schriftstellerin
- Sandemose, Aksel (1899–1965), dänisch-norwegischer Schriftsteller, Entwickler des JantegesetzesAksel Sandemose (1899–1965)

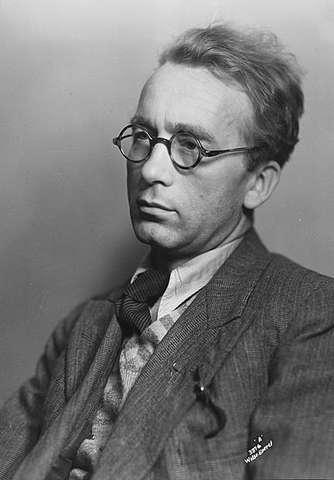
Aksel Sandemose (1899–1965)

#### Sanden
- Sanden, Alfred von (1861–1935), preußischer Gutsbesitzer und Politiker
- Sanden, Aline (1876–1955), deutsche Opernsängerin (Sopran) und Librettistin
- Sanden, Bernhard der Ältere von (1636–1703), deutscher lutherischer Theologe
- Sanden, Bernhard der Jüngere von (1666–1721), deutscher lutherischer Theologe
- Sanden, Einar (1932–2007), estnischer Schriftsteller und Verleger
- Sanden, Gertrud von (1881–1940), deutsche Schriftstellerin
- Sanden, Hans (1891–1967), deutscher Schauspieler, Dramaturg und Regisseur
- Sanden, Heinrich (1877–1946), deutscher Fotograf und Medienunternehmer
- Sanden, Heinrich von (1672–1728), deutscher Arzt und Physiker
- Sanden, Heinrich von (1801–1875), preußischer Landrat
- Sanden, Horst von (1883–1965), deutscher Mathematiker und Hochschullehrer
- Sanden, Joachim (1965–2017), deutscher Jurist
- Sanden, Kurt von (1842–1901), deutscher Rittergutsbesitzer, Jurist und Politiker
- Sanden, Kurt von (1851–1918), deutscher Generalleutnant
- Sanden, Manfred (* 1940), deutscher Politiker (CDU)
- Sandén, Mårten (* 1962), schwedischer Schriftsteller
- Sandén, Molly (* 1992), schwedische PopsängerinMolly Sandén (* 1992)

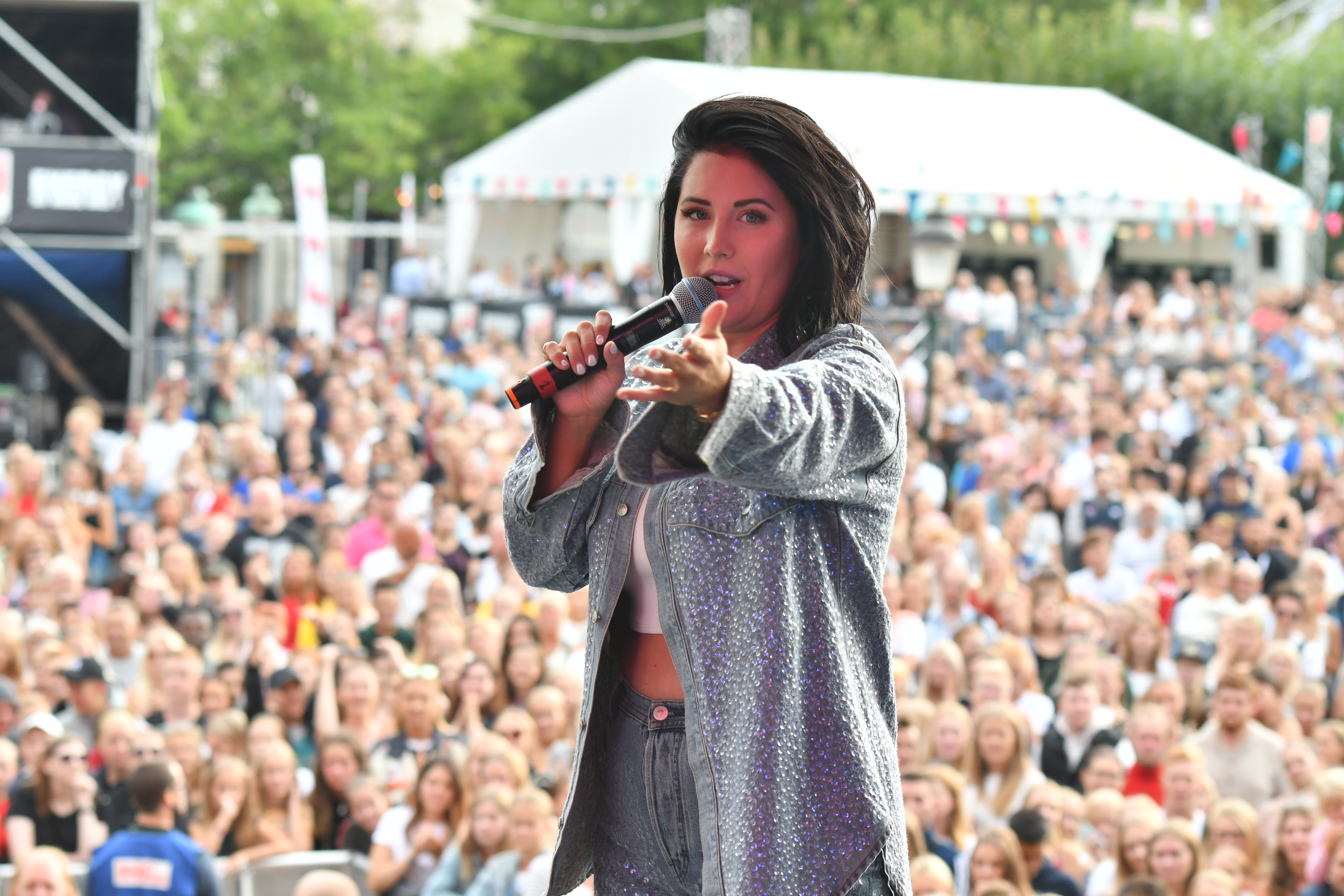
Molly Sandén (* 1992)

- Sanden, Oskar von (1811–1874), deutscher Rittergutsbesitzer und Landrat in Ostpreußen
- Sanden, Shanice van de (* 1992), niederländische Fußballspielerin
- Sanden, Wijnand van der (* 1953), niederländischer Prähistoriker
- Sanden, Wolfgang (* 1946), deutscher Schriftsteller
- Sanden-Guja, Edith von (1894–1979), deutsche Tierplastikerin und Malerin
- Sanden-Guja, Walter von (1888–1972), deutscher Schriftsteller, Naturforscher, Fotograf
- Sandeng, Solo (1959–2016), gambischer Politiker
- Sandeno, Kaitlin (* 1983), US-amerikanische Schwimmerin

#### Sander
- Sander von Oer († 1458), Domherr in Münster und kurkölnischer Kämmerer
- Sander, Adam Joachim († 1769), deutscher Kommunaljurist
- Sander, Adolf (1801–1845), deutscher Jurist und liberaler Abgeordneter des badischen Landtags
- Sander, Adolf (1864–1922), Fotograf, deutscher Politiker (DNVP) und Mitglied des Sächsischen Landtages
- Sander, Andreas (* 1989), deutscher Skirennläufer
- Sander, Anne (* 1973), französische Politikerin, MdEP
- Sander, August (1876–1964), deutscher Fotograf
- Sander, Axel (* 1951), deutscher Maler
- Sander, Beate (1937–2020), deutsche Realschul- und Volkshochschullehrerin sowie Autorin
- Sander, Bertha (1901–1990), deutsche Innenarchitektin und Fachautorin jüdischer Abstammung
- Sander, Berthold (* 1890), deutscher Dirigent und Chorleiter
- Sander, Britta (* 1970), deutsche Sportlehrerin und Fernsehmoderatorin
- Sander, Bruno (1884–1979), österreichischer Geologe und Schriftsteller
- Sander, Carsten (* 1965), deutscher Fotograf und Regisseur
- Sander, Casey (* 1956), US-amerikanischer Schauspieler, Filmschauspieler und Fernsehschauspieler
- Sander, Christian Levin (1756–1819), deutscher und dänischer Dichter und Pädagoge
- Sander, Christoph (* 1953), deutscher Diplomat
- Sander, Christoph (* 1988), österreichischer Mittel- und Langstreckenläufer
- Sander, Cliff (1931–2022), australischer Fußballspieler
- Sander, Daniel († 2007), französischer Choreograf, Balletttänzer, Schauspieler und Sänger
- Sander, David (1867–1939), deutscher Rabbiner
- Sander, Dirk (* 1956), deutscher Langstreckenläufer
- Sander, Edgar, namibischer Chirurg und Bürgermeister
- Sander, Edwin (1857–1925), preußischer Verwaltungsbeamter, Landrat des Kreises Waldbröl und zuletzt Finanzgerichtspräsident
- Sander, Elisabeth (* 1941), deutsch-österreichische Psychologin
- Sander, Ellekari (* 1977), schwedische Musikerin (Gesang, Piano, Komposition)
- Sander, Ellen (* 1942), deutsche Sängerin, Jodlerin und Interpretin
- Sander, Emil (1905–1985), deutscher Politiker (KPD), MdL
- Sander, Engelbert (1929–2004), deutscher Gewerkschafter und Politiker (SPD), MdB
- Sander, Enno (1822–1912), deutscher Revolutionär und Pharmazeut
- Sander, Erich (1885–1975), deutscher Gymnasiallehrer und Historiker
- Sander, Erich (1903–1944), deutscher Fotograf
- Sander, Erna (1914–1991), deutsche Kostümbildnerin
- Sander, Ernemann (1925–2020), deutscher Bildhauer
- Sander, Ernst (1898–1976), deutscher Schriftsteller und Übersetzer
- Sander, Ernst (1916–1989), deutscher Gestapomitarbeiter
- Sander, Erol (* 1968), deutsch-türkischer SchauspielerErol Sander (* 1968)

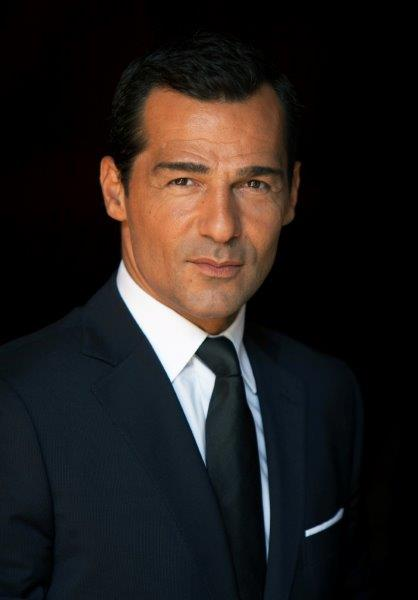
Erol Sander (* 1968)

- Sander, Erwin (1892–1962), deutscher Generalleutnant im Zweiten Weltkrieg
- Sander, Evamarie (1928–2023), deutsche Phytopathologin und Phytovirologin
- Sander, Ferdinand (1840–1921), deutscher Pädagoge, Autor, Geistlicher
- Sander, Ferdinand (1840–1920), deutscher Unternehmer und Politiker (NLP), MdR
- Sander, Frank (1927–2018), deutschamerikanischer Rechtswissenschaftler
- Sander, Frank (* 1980), deutscher Wasserspringer
- Sander, Franz Günter (1943–2012), deutscher Physiker und Kieferorthopäde
- Sander, Frederick (1847–1920), deutsch-englischer Gärtner
- Sander, Friedrich (1832–1911), deutscher Domänenpächter und Politiker (NLP), MdR
- Sander, Friedrich (1856–1899), deutscher Musiker, Komponist und Musikpädagoge
- Sander, Friedrich (1889–1971), deutscher Psychologe und Hochschullehrer
- Sander, Friedrich Ludwig (1783–1846), deutscher Bergmeister
- Sander, Friedrich Wilhelm (1885–1938), deutscher Konstrukteur, Ingenieur
- Sander, Fritz (1889–1939), österreichisch-tschechoslowakischer Rechtswissenschaftler
- Sander, Fritz (1905–1986), deutscher Kommunalpolitiker, Rechtsanwalt und Notar
- Sander, Gerald G. (* 1966), deutscher Jurist
- Sander, Gregor (* 1968), deutscher Schriftsteller
- Sander, Gudrun (* 1964), österreichische Wirtschaftswissenschaftlerin, Titularprofessorin für Betriebswirtschaftslehre an der Universität St. Gallen
- Sander, Günther M. (* 1961), deutscher Jurist, Richter am Bundesgerichtshof
- Sander, Gustav (1881–1955), deutscher Gewerkschafter und Politiker (SPD), MdB
- Sander, Hanns (1888–1968), deutscher Regierungsbaumeister, Kommunalpolitiker (NSDAP), Oberbürgermeister von Dessau
- Sander, Hans (1911–1996), deutscher Widerstandskämpfer
- Sander, Hans-Dietrich (1928–2017), deutscher Publizist und Autor der Neuen Rechten
- Sander, Hans-Heinrich (1945–2017), deutscher Politiker (FDP), MdL, niedersächsischer Umweltminister
- Sander, Hans-Joachim (* 1959), deutscher römisch-katholischer Theologe und Hochschullehrer
- Sander, Heinrich (1754–1782), deutscher Gymnasiallehrer und Schriftsteller
- Sander, Heinrich (1910–1982), deutscher Landwirt und Politiker (FDP), MdB
- Sander, Heinrich Christian (1853–1934), deutscher Jurist und Politiker, MdHB, Senator
- Sander, Hela (1879–1952), deutsche Schriftstellerin
- Sander, Helge (* 1950), dänischer Politiker (Venstre), Minister für Wissenschaft, Technologie und Forschung
- Sander, Helke (* 1937), deutsche Regisseurin und AutorinHelke Sander (* 1937)

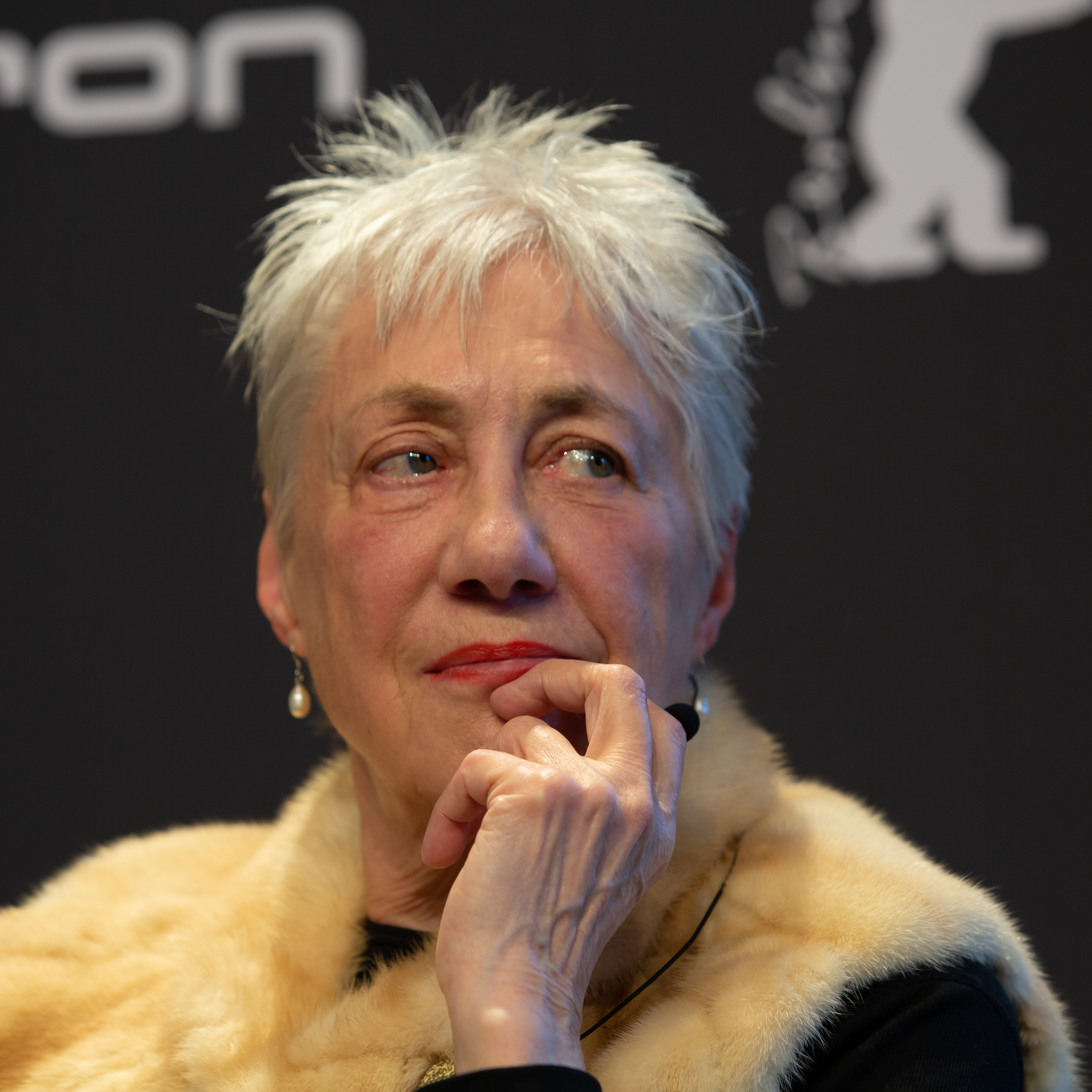
Helke Sander (* 1937)

- Sander, Helmut (1920–1988), deutscher Kommunalpolitiker, Oberbürgermeister von Goslar
- Sander, Herbert (1938–2018), deutscher Maler und Graphiker
- Sander, Hergen (* 1943), deutscher Jurist
- Sander, Hermann (1840–1919), österreichischer Lehrer, Schriftsteller und Historiker
- Sander, Hermann (1845–1939), deutscher Unternehmer, Kommunalpolitiker
- Sander, Horst (1904–1945), deutscher Musikverleger und Kulturfunktionär
- Sander, Immanuel Friedrich (1797–1859), deutscher lutherischer Geistlicher und Theologe
- Sander, Ingo (* 1973), deutscher Politiker (CDU), Landrat des Kreises Rendsburg-Eckernförde
- Sander, Ingrid (1931–2006), deutsche Filmregisseurin und Drehbuchautorin
- Sander, Jean-Marie (* 1949), französischer Bankier
- Sander, Jens, deutscher American-Football-Spieler
- Sander, Jil (* 1943), deutsche Modedesignerin
- Sander, Jochen (* 1958), deutscher Kurator
- Sander, Johann Daniel (1759–1825), Lehrer, Privatgelehrter, Buchhändler, Verleger, Komponist und Gegner der Romantik
- Sander, Johann Heinrich (1810–1865), deutscher Landschafts- und Marinemaler
- Sander, Johannes (1455–1544), deutscher Notar an der Römischen Rota
- Sander, Johannes (* 1936), deutscher Mediziner
- Sander, Jörg (* 1960), deutscher Fußballspieler
- Sander, Jörg (* 1967), deutscher Gitarrist und Komponist
- Sander, Julius (1838–1897), deutscher Rittergutsbesitzer und Parlamentarier
- Sander, Jutta (* 1959), österreichische Politikerin der Grünen
- Sander, Karin (1939–2010), deutsche Politikerin (CDU)
- Sander, Karin (* 1957), deutsche KünstlerinKarin Sander (* 1957)
- Sander, Karl, deutscher Architekt

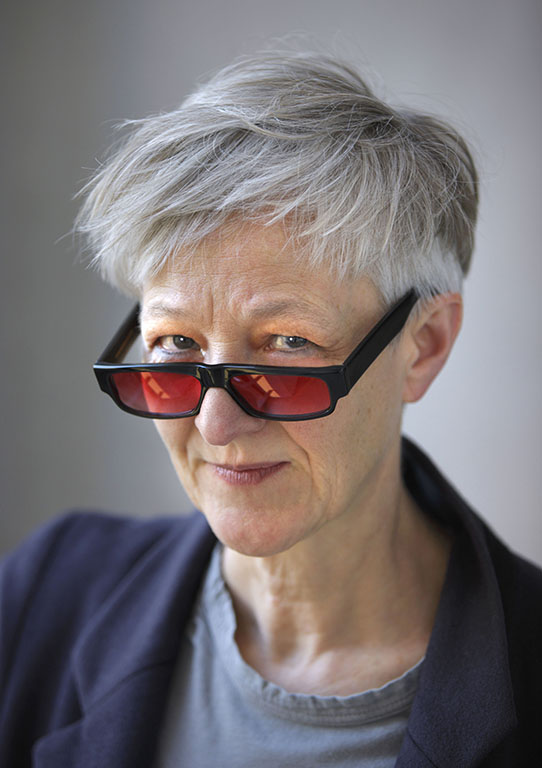
Karin Sander (* 1957)

- Sander, Karl (1878–1938), deutscher Romanist und Lehrer
- Sander, Karl Ludwig (* 1859), deutscher Mediziner in Deutsch-Südwestafrika
- Sander, Karl-Heinz (1917–1987), deutscher Chorleiter
- Sander, Katya (* 1970), dänische Künstlerin
- Sander, Klaus (1929–2015), deutscher Biologe
- Sander, Klaus (* 1968), deutscher Regisseur, Produzent, Autor, Herausgeber und Verleger
- Sander, Klemens, österreichischer Bariton
- Sander, Leif Erik (* 1977), deutscher Impfstoffforscher und Hochschullehrer
- Sander, Louis-Jean (* 1967), haitianischer römisch-katholischer Geistlicher, Weihbischof in Port-au-Prince
- Sander, Ludwig (1790–1877), deutscher Unternehmer
- Sander, Maike (* 1967), deutsche Medizinerin und Diabetesforscherin
- Sander, Manon (* 1970), deutsche Autorin
- Sander, Maria (1924–1999), deutsche Leichtathletin
- Sander, Mart (* 1967), estnischer Musiker, Schauspieler und Schriftsteller
- Sander, Martin (* 1960), deutscher Paläontologe
- Sander, Martin (* 1963), deutscher Organist
- Sander, Matthias (* 1964), deutscher Wirtschaftswissenschaftler und Hochschullehrer
- Sander, Meta (1906–1996), deutsche Gynäkologin und Geburtshelferin
- Sander, Nelly, niederländische Schlagersängerin
- Sander, Nicolaus (1750–1824), deutscher evangelischer Geistlicher
- Sander, Nikolaus (1943–2021), deutscher Politiker (SPD), MdA
- Sander, Ole (* 1967), deutscher Produzent
- Sander, Oskar (1885–1944), Arbeitersportler und Opfer des Nationalsozialismus
- Sander, Otfried (1919–1990), deutscher Jurist und Politiker (FDP)
- Sander, Otto (1941–2013), deutscher Schauspieler, Synchronsprecher und HörspielsprecherOtto Sander (1941–2013)

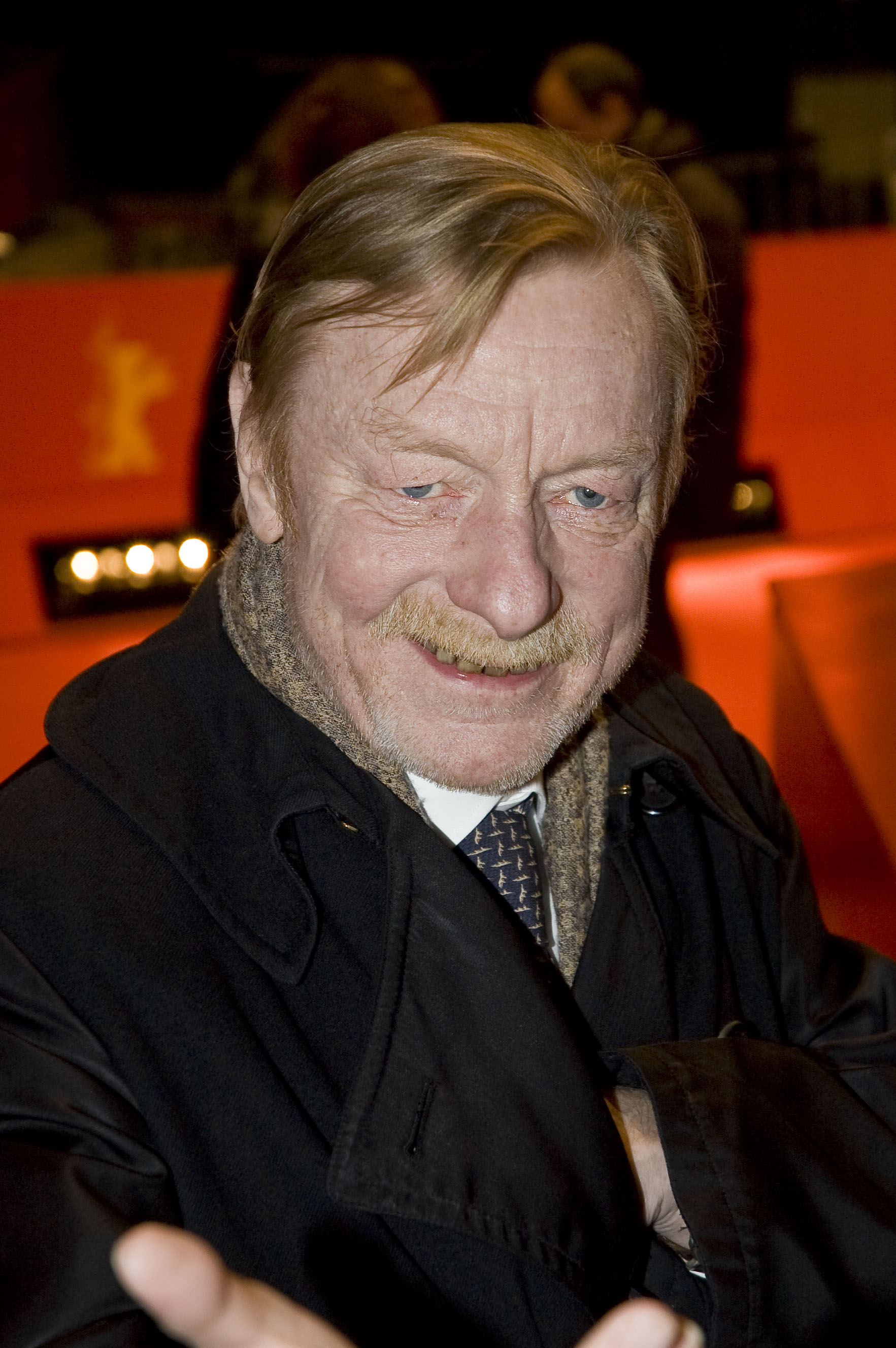
Otto Sander (1941–2013)

- Sander, Paul (1866–1919), deutscher Mittelalterhistoriker
- Sander, Peggy (* 1969), deutsche Synchronsprecherin
- Sander, Petra (* 1975), deutsche Hörfunkjournalistin
- Sander, Petrik (* 1960), deutscher Fußballspieler und -trainer
- Sander, Philipp (* 1998), deutscher Fußballspieler
- Sander, Rainer (* 1943), deutscher Jazzmusiker und Arzt
- Sander, Ralf (* 1963), deutscher Bildhauer und Installationskünstler
- Sander, Ralph (* 1963), deutscher Autor
- Sander, Rein (* 1945), estnischer Dichter und Botaniker
- Sander, Reinhard (1921–2013), deutscher Jurist und Alpinist
- Sander, Richard (1906–1987), deutscher Maler
- Sander, Rüdiger (1941–2012), deutscher Theater- und Filmschauspieler
- Sander, Rudolf (1866–1942), deutscher Blechblasinstrumentenbauer
- Sander, Sophie (1768–1828), deutsche Salonnière
- Sander, Taylor (* 1992), US-amerikanischer Volleyball- und Beachvolleyballspieler
- Sander, Theo (* 2005), dänisch-französischer Fußballtorhüter
- Sander, Theodor (1858–1935), deutscher Landschaftsmaler
- Sander, Tim (* 1978), deutscher Schauspieler und Synchronsprecher
- Sander, Ulrich (1892–1972), deutscher Autor und Maler
- Sander, Ulrich (* 1941), deutscher Journalist und Buchautor
- Sander, Ute (* 1967), deutsches Fotomodell und SchauspielerinUte Sander (* 1967)

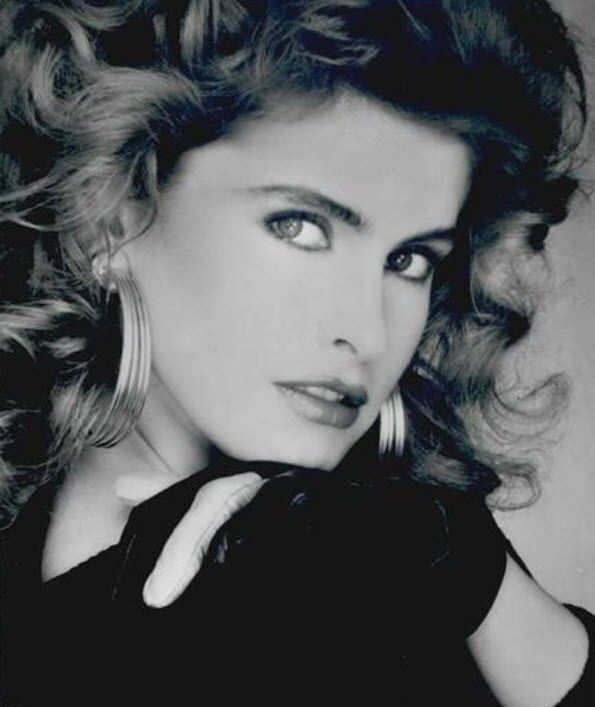
Ute Sander (* 1967)

- Sander, Uwe, deutscher Poolbillardspieler
- Sander, Volker (* 1971), deutscher Jurist, Richter am Bundesgerichtshof
- Sander, Werner (1902–1972), deutscher Chasan der Jüdischen Gemeinde zu Leipzig
- Sander, Wilhelm (1838–1922), deutscher Psychiater und Direktor der Berliner Irrenanstalt Dalldorf
- Sander, Wilhelm (1860–1930), Architekt
- Sander, Wilhelm (1895–1978), deutscher Gewerkschafter und sozialdemokratischer Politiker
- Sander, Wilhelm (1895–1934), deutscher SA-Führer
- Sander, Willi (1907–1995), deutscher Genossenschaftler
- Sander, Wolfgang (* 1944), deutscher Pädagoge
- Sander, Wolfgang (* 1953), deutscher Sozial- und Erziehungswissenschaftler
- Sander, Wolfram (* 1954), deutscher Chemiker
- Sander-Beuermann, Wolfgang (* 1947), deutscher Ingenieur
- Sander-Plump, Agnes (1888–1980), deutsche Malerin in der Künstlerkolonie Worpswede

##### Sanderc
- Sandercock, Leonie (* 1949), australische Stadtplanerin und Hochschullehrerin

##### Sanderl
- Sänderl, Simon (1800–1879), deutscher Missionar
- Sanderling, Kurt (1912–2011), deutscher Dirigent
- Sanderling, Michael (* 1967), deutscher Dirigent und CellistMichael Sanderling (* 1967)

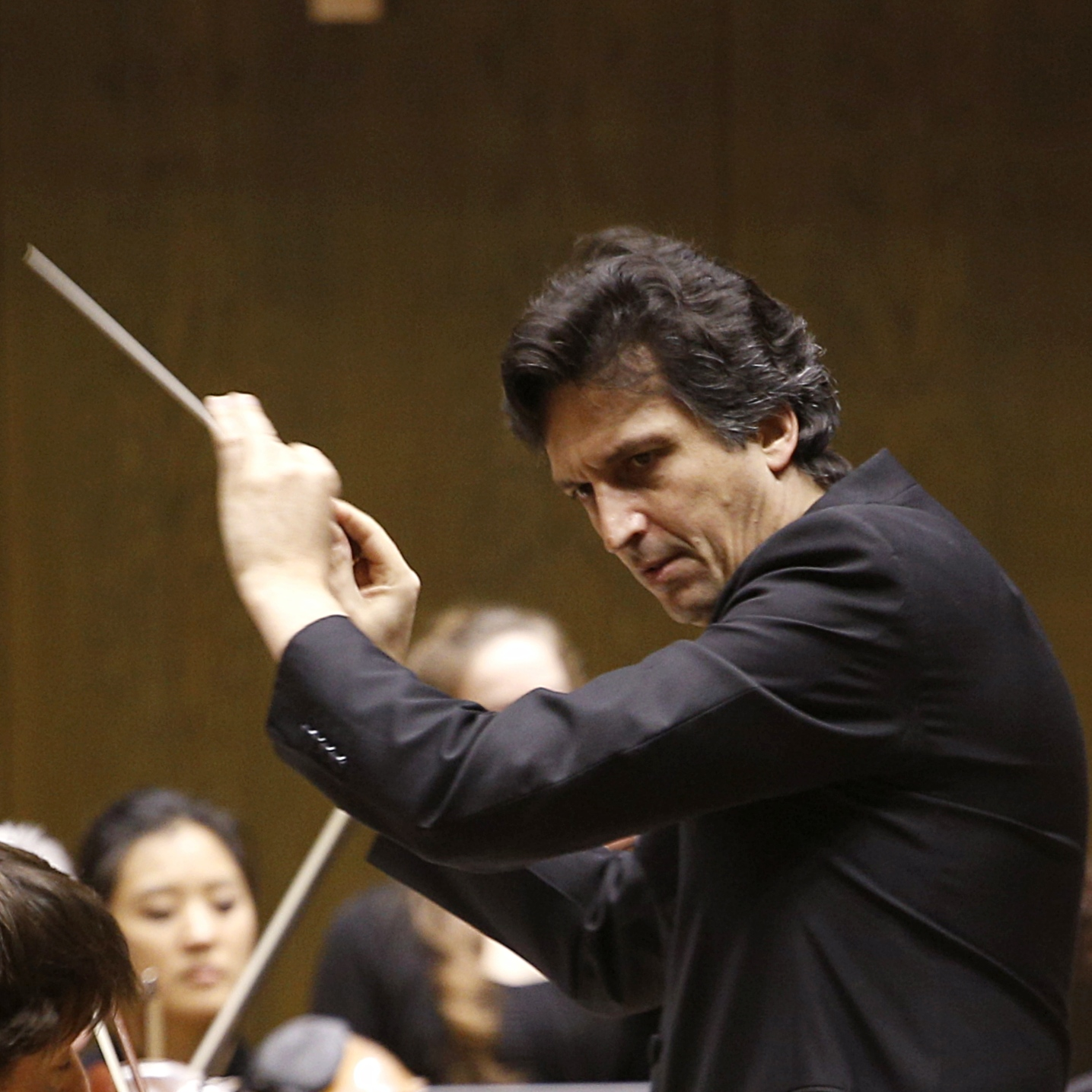
Michael Sanderling (* 1967)

- Sanderling, Stefan (* 1964), deutscher Dirigent
- Sanderling, Thomas (* 1942), deutscher Dirigent

##### Sanderm
- Sandermann, Wilhelm (1909–1994), deutscher Chemiker

##### Sanders
- Sanders III, Jerry (* 1936), US-amerikanischer Unternehmensgründer
- Sanders, Ace (* 1991), US-amerikanischer American-Football-Spieler
- Sanders, Alex (1926–1988), britischer Religionsgründer
- Sanders, Alvin (* 1952), US-amerikanisch-kanadischer Schauspieler und Synchronsprecher
- Sanders, Anne (* 1969), österreichische Schriftstellerin in Deutschland
- Sanders, Anne (* 1977), deutsche Rechtswissenschaftlerin
- Sanders, Annie (* 2007), US-amerikanische Sportkletterin
- Sanders, Archie D. (1857–1941), US-amerikanischer Politiker
- Sanders, Ashton (* 1995), US-amerikanischer FilmschauspielerAshton Sanders (* 1995)

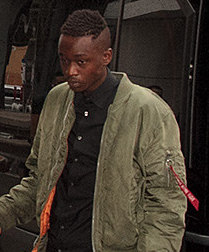
Ashton Sanders (* 1995)

- Sanders, August (1809–1881), deutscher Kaufmann, Mitglied der Hamburger Bürgerschaft und Präses der Handelskammer Hamburg
- Sanders, Barry (* 1938), US-amerikanischer Soziolinguist
- Sanders, Barry (* 1968), US-amerikanischer American-Football-Spieler
- Sanders, Beatrice (1874–1932), englisch-britische Suffragette
- Sanders, Béla (1905–1980), deutscher Bandleader
- Sanders, Bernie (* 1941), US-amerikanischer PolitikerBernie Sanders (* 1941)

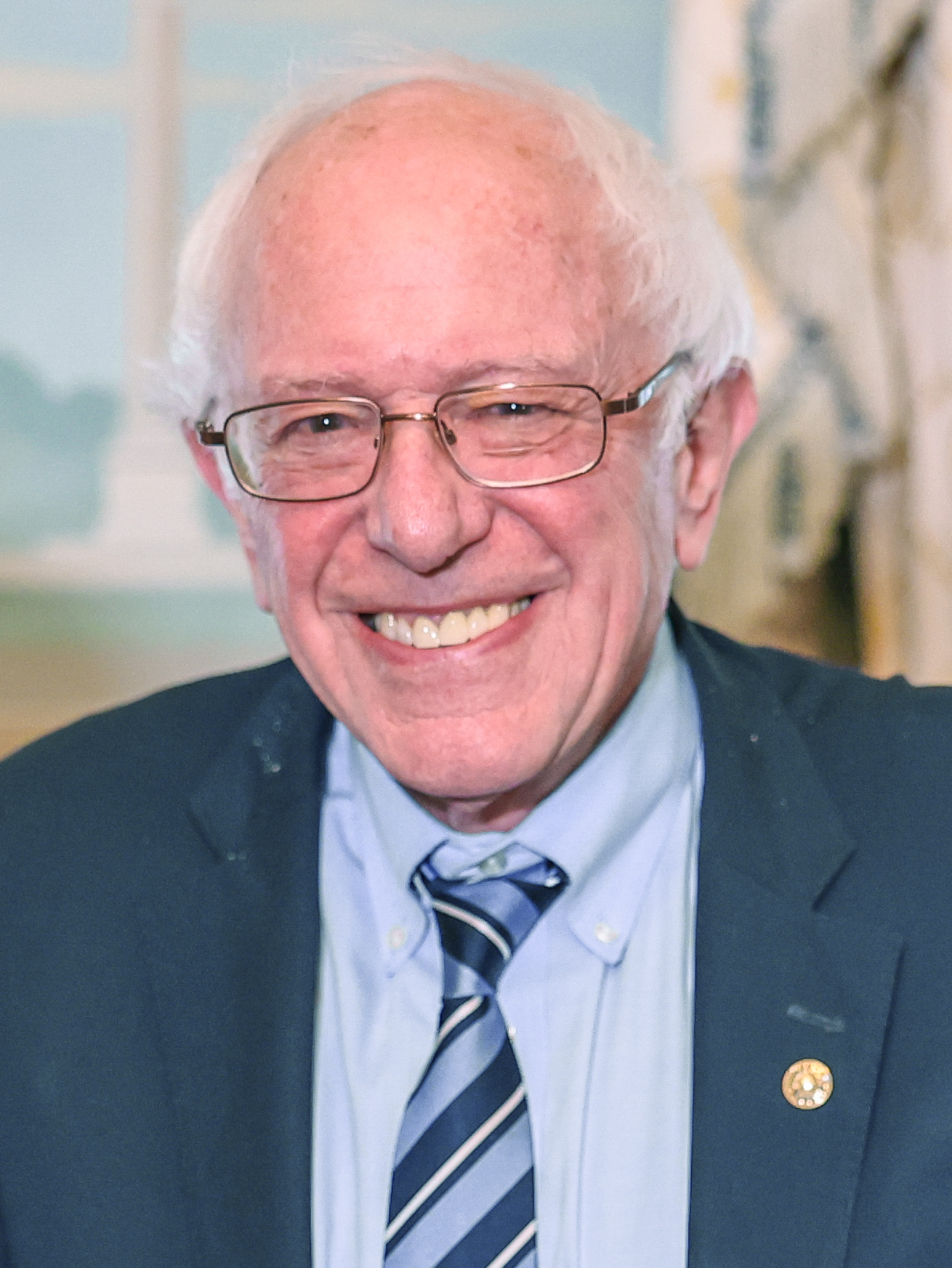
Bernie Sanders (* 1941)

- Sanders, Billy (1934–2001), britischer Sänger
- Sanders, Bryan (* 1970), US-amerikanischer Skispringer
- Sanders, Buck (* 1971), US-amerikanischer Filmkomponist
- Sanders, C. J. (* 1996), US-amerikanischer Kinderdarsteller
- Sanders, Carl (1925–2014), US-amerikanischer Jurist und Politiker
- Sanders, Charlie (1946–2015), US-amerikanischer American-Football-Spieler und -Trainer
- Sanders, Chris (* 1962), US-amerikanischer Filmanimator
- Sanders, Christoph (* 1988), US-amerikanischer Schauspieler
- Sanders, Corrie (1966–2012), südafrikanischer Boxer
- Sanders, Daniel (1819–1897), Lexikograf und Autor
- Sanders, Daniel (* 1994), australischer Motorradrennfahrer
- Sanders, David (* 1950), britischer Politologe
- Sanders, Deion (* 1967), US-amerikanischer Baseball- und American-Football-Spieler und Fernsehmoderator
- Sanders, Denis (1929–1987), US-amerikanischer Filmregisseur, Filmproduzent und Drehbuchautor
- Sanders, Dirk (* 1955), belgischer Fußballspieler
- Sanders, Ecstasia (* 1985), US-amerikanischstämmige, kanadische Schauspielerin
- Sanders, Ed (1930–1954), US-amerikanischer Boxer
- Sanders, Ed (* 1939), US-amerikanischer Poet, Sänger, Aktivist, Autor, Herausgeber und Musiker
- Sanders, Ed (* 1993), britischer Schauspieler und Sänger
- Sanders, Ed Parish (1937–2022), US-amerikanischer evangelischer Theologe, Neutestamentler und Autor
- Sanders, Emmanuel (* 1987), US-amerikanischer American-Football-Spieler
- Sanders, Erich (* 1908), deutscher SS-Funktionär, Nachrichtendienstler und Gestapobeamter
- Sanders, Erin (* 1991), US-amerikanische Schauspielerin
- Sanders, Ernest H. (1918–2018), US-amerikanischer Musikhistoriker deutsch-jüdischer Herkunft
- Sanders, Evelyn (1934–2022), deutsche Schriftstellerin
- Sanders, Everett (1882–1950), US-amerikanischer Politiker
- Sanders, Georg, russischer Eiskunstläufer
- Sanders, George (1906–1972), britischer SchauspielerGeorge Sanders (1906–1972)

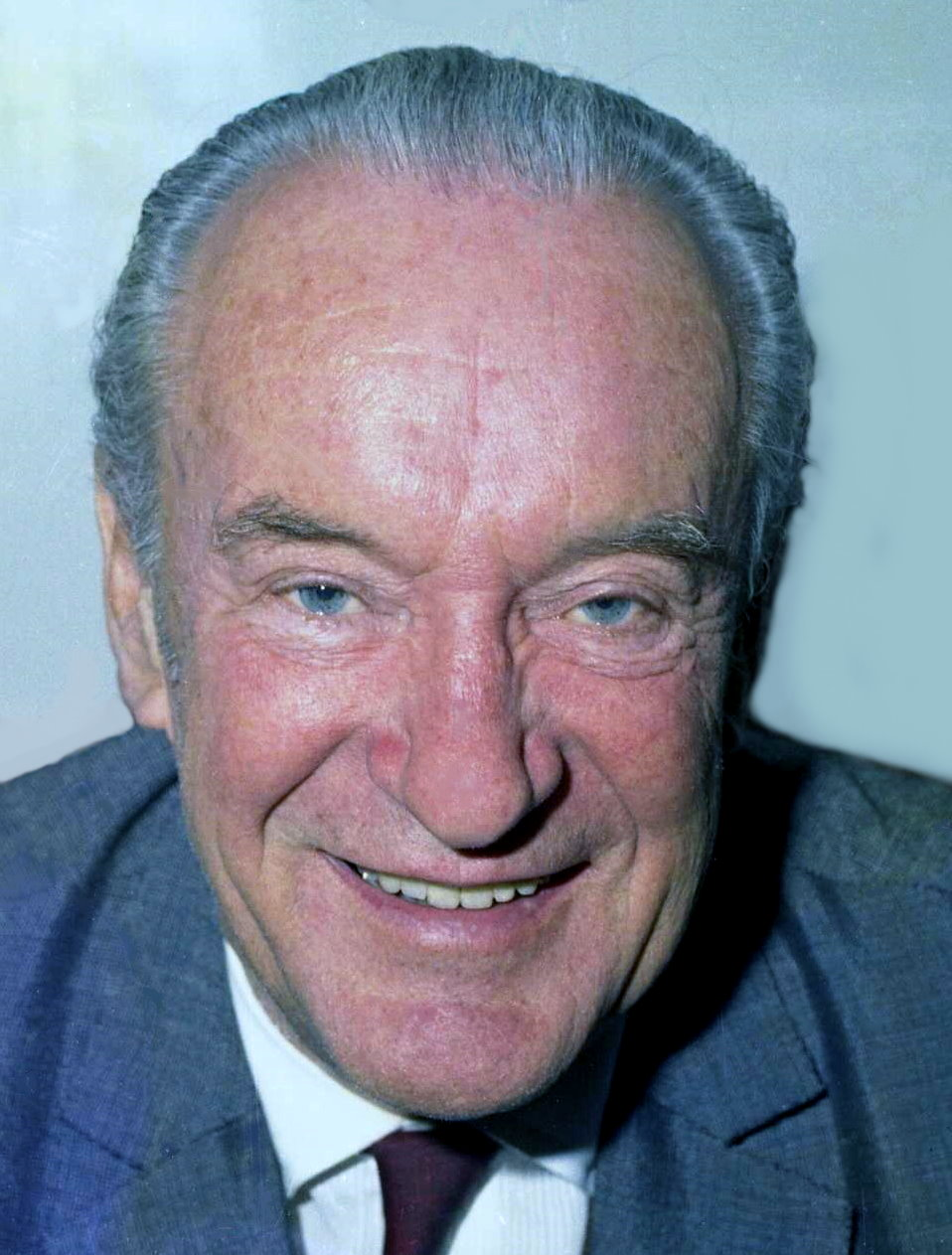
George Sanders (1906–1972)

- Sanders, Gilles (* 1964), französischer Radrennfahrer
- Sanders, Gillian (* 1981), südafrikanische Triathletin
- Sanders, Glenn, US-amerikanischer Radrennfahrer
- Sanders, Günter, deutscher Tennisfunktionär und -spieler
- Sanders, Hans (* 1946), deutscher Romanist
- Sanders, Hans (1946–2007), niederländischer Sänger und Gitarrist
- Sanders, Harland D. (1890–1980), US-amerikanischer Unternehmer, Gründer von Kentucky Fried Chicken (KFC)Harland D. Sanders (1890–1980)

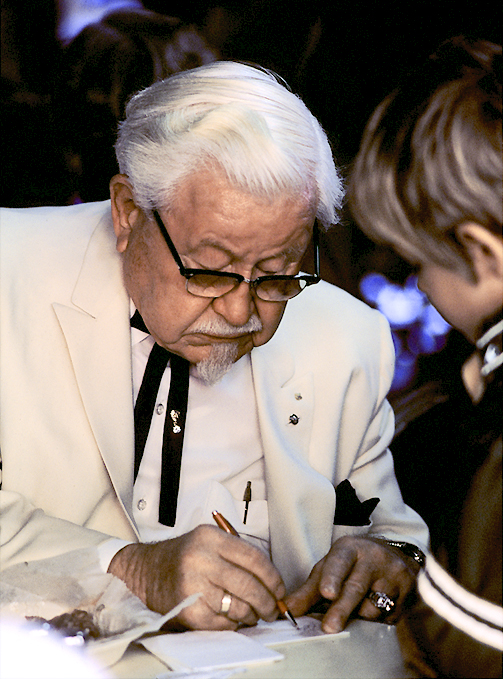
Harland D. Sanders (1890–1980)

- Sanders, Henry Arthur (1868–1956), US-amerikanischer Klassischer Philologe und Papyrologe
- Sanders, Henry G. (* 1942), US-amerikanischer Schauspieler
- Sanders, Hugh (1911–1966), US-amerikanischer Schauspieler
- Sanders, Hugo (* 1903), deutscher Berghauptmann des Oberbergamtes Dortmund
- Sanders, Ilse (1927–1986), deutsche Politikerin (CDU), MdHB
- Sanders, Jan (1919–2000), niederländischer Zeichner
- Sanders, Jane O’Meara (* 1950), amerikanische Sozialarbeiterin und Akademikerin
- Sanders, Jared Y. (1869–1944), US-amerikanischer Politiker

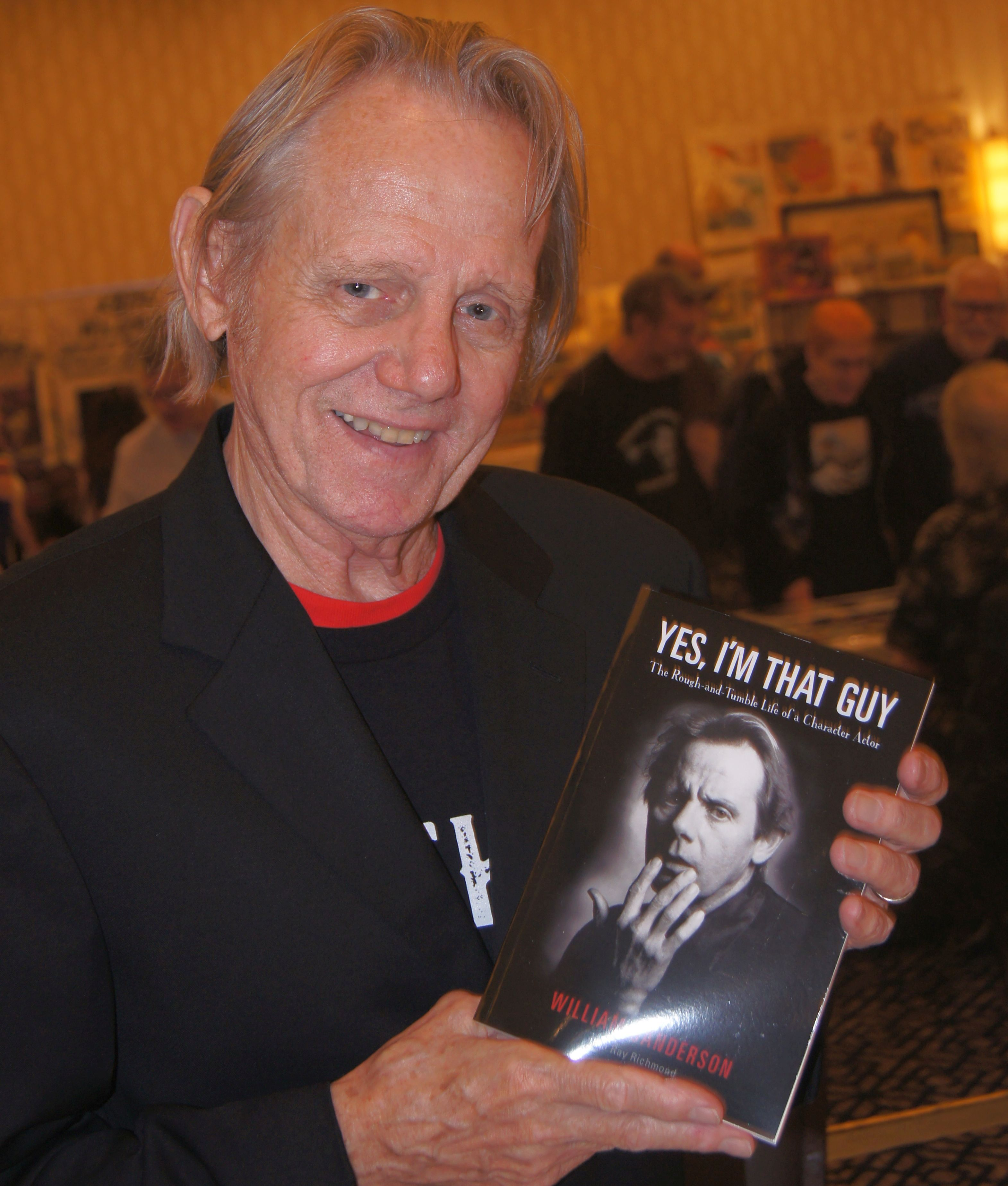
William Sanderson (* 1944)

- Sanders, Jared Y. junior (1892–1960), US-amerikanischer Politiker
- Sanders, Jason (* 1995), US-amerikanischer American-Football-Spieler
- Sanders, Jay O. (* 1953), US-amerikanischer CharakterschauspielerJay O. Sanders (* 1953)

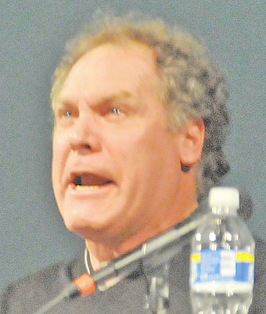
Jay O. Sanders (* 1953)

- Sanders, Jeremy (* 1948), englischer Chemiker
- Sanders, Jerry (* 1950), US-amerikanischer Politiker
- Sanders, Jesse (* 1989), US-amerikanischer Basketballspieler
- Sanders, Jessica, Filmproduzentin und Filmregisseurin
- Sanders, Joe (* 1984), US-amerikanischer Bassist des Modern Jazz
- Sanders, John Herne (1888–1976), britischer Autor
- Sanders, John Lyell (1924–1998), US-amerikanischer Maschinenbau- und Luftfahrtingenieur
- Sanders, Jordan, US-amerikanischer Schauspieler, Musiker und Produzent
- Sanders, Karl (* 1964), US-amerikanischer Gitarrist und Sänger
- Sanders, Karlheinz (1924–2003), deutscher Politiker (CDU) und MdHB
- Sanders, Kelsey (* 1990), US-amerikanische Schauspielerin, Moderatorin und Sängerin
- Sanders, Kim (* 1968), US-amerikanische Sängerin und Komponistin
- Sanders, Kyle, US-amerikanischer Rock- und Metal-Bassist
- Sanders, Lara Juliette (* 1968), deutsche Drehbuchautorin, Regisseurin und Produzentin
- Sanders, Larry (* 1988), US-amerikanischer Basketballspieler
- Sanders, Lawrence (1920–1998), US-amerikanischer Journalist und Schriftsteller
- Sanders, Leen (1908–1992), niederländischer Boxer
- Sanders, Lionel (* 1988), kanadischer Triathlet und Ironman-Sieger (2014)Lionel Sanders (* 1988)

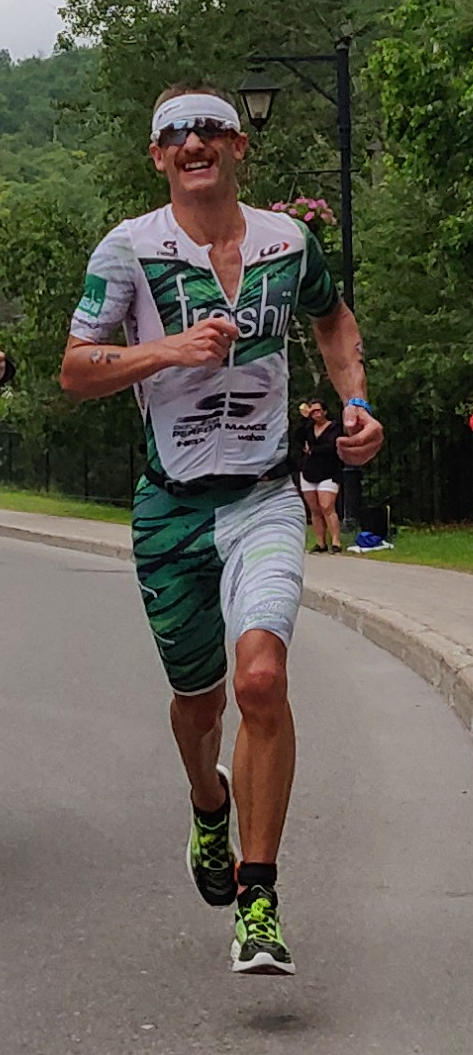
Lionel Sanders (* 1988)

- Sanders, Loni (* 1958), amerikanische Pornodarstellerin
- Sanders, Lucy (* 1954), US-amerikanische Informatikerin
- Sanders, Ludwig Adrian (1867–1956), niederländischer Bauingenieur und Bauunternehmer
- Sanders, Madeleine (* 1977), deutsche Off-Sprecherin und Schauspielerin
- Sanders, Manuel (* 1998), deutscher Leichtathlet
- Sanders, Marco (* 1979), deutsch-US-amerikanischer Basketballspieler
- Sanders, Maria (* 1984), deutsche Journalistin und Schriftstellerin
- Sanders, Mark (* 1960), britischer Jazz-Schlagzeuger
- Sanders, Mathias (* 1973), deutscher Schauspieler
- Sanders, Maxine (* 1946), britische Anhängerin des Wicca
- Sanders, Miles (* 1997), amerikanischer American-Football-Spieler
- Sanders, Morgan G. (1878–1956), US-amerikanischer Politiker
- Sanders, Moritz (* 1998), deutscher Basketballspieler
- Sanders, Nat, amerikanischer Filmeditor
- Sanders, Newell (1850–1939), US-amerikanischer Politiker
- Sanders, Nicholas (1530–1581), englischer katholischer Theologe und Polemiker
- Sanders, Nicola (* 1982), englische Sprinterin und Hürdenläuferin
- Sanders, Olaf (* 1967), deutscher Erziehungswissenschaftler und Hochschullehrer
- Sanders, Patrick (* 1966), britischer Armeeoffizier
- Sanders, Paul (* 1962), britischer Leichtathlet
- Sanders, Peter (* 1961), britischer Radrennfahrer
- Sanders, Peter (* 1967), deutscher Informatiker und Professor
- Sanders, Pharoah (1940–2022), amerikanischer Jazz-MusikerPharoah Sanders (1940–2022)

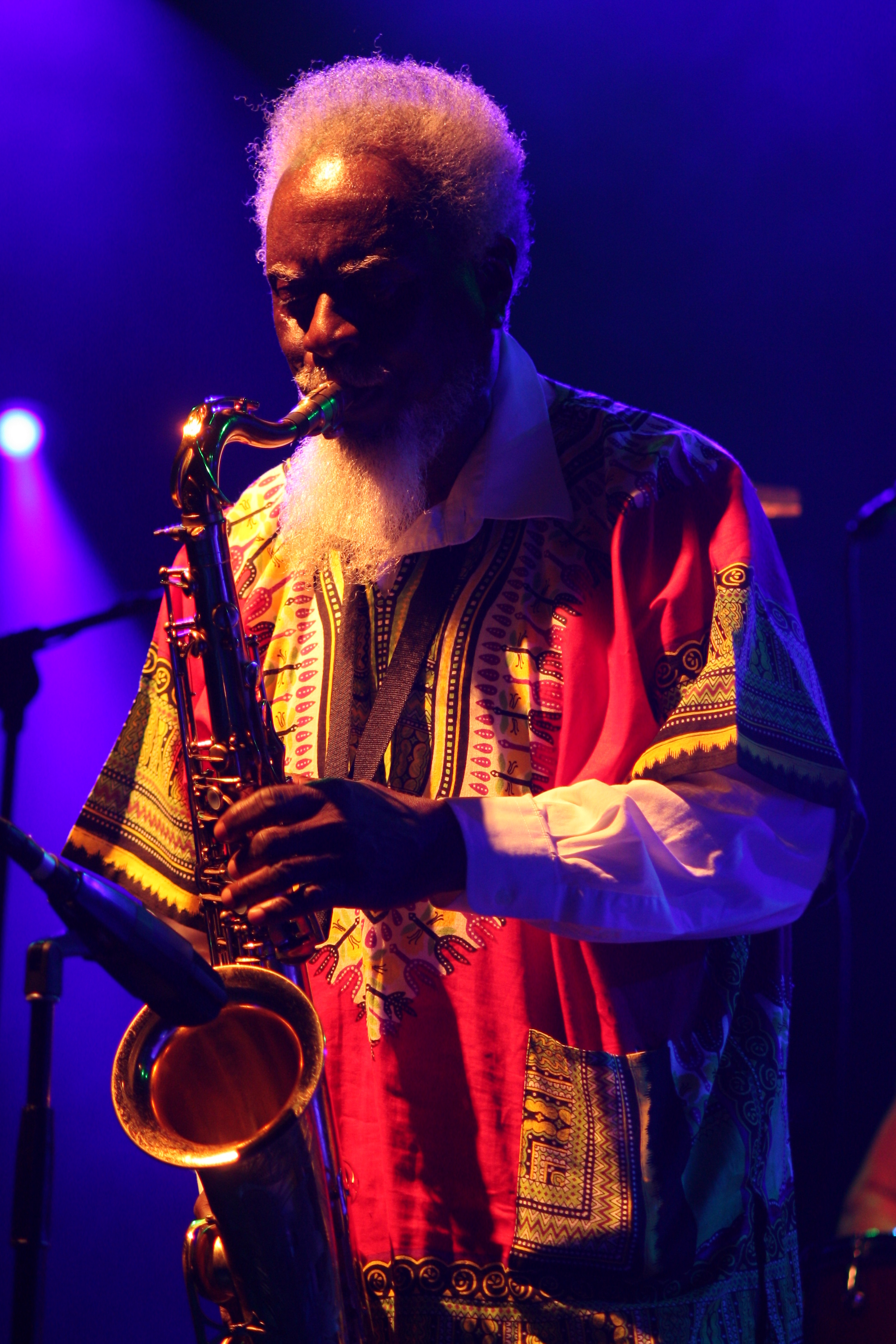
Pharoah Sanders (1940–2022)

- Sanders, Pien (* 1998), niederländische Hockeyspielerin
- Sanders, Rakim (* 1989), US-amerikanischer Basketballspieler
- Sanders, Ric (* 1952), britischer Folkfiedler
- Sanders, Richard (1945–1972), US-amerikanischer Ringer
- Sanders, Robert, 1. Baron Bayford (1867–1940), britischer Politiker, Unterhausmitglied und Peer
- Sanders, Ronald (* 1945), kanadischer Filmeditor
- Sanders, Rupert (* 1971), britischer Werbefilm-, Kurzfilm- und Spielfilmregisseur
- Sanders, Sarah (* 1983), deutsche Schauspielerin
- Sanders, Shedeur (* 2002), US-amerikanischer American-Football-SpielerShedeur Sanders (* 2002)

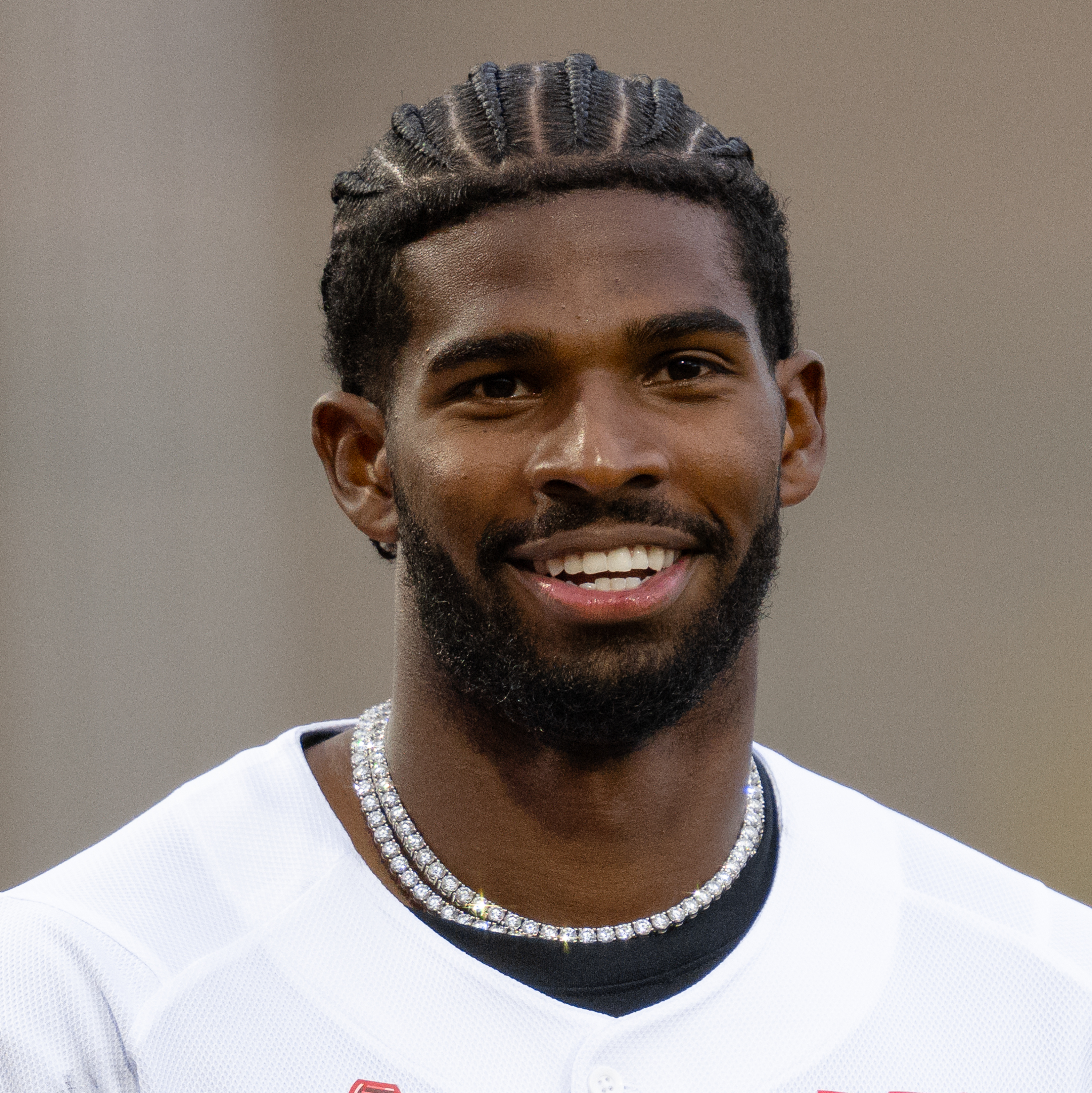
Shedeur Sanders (* 2002)

- Sanders, Stefanie (* 1998), deutsche Fußballspielerin
- Sanders, Summer (* 1972), US-amerikanische Schwimmerin
- Sanders, Symone D. (* 1989), US-amerikanische politische Strategin und Autorin
- Sanders, Terence (1901–1985), britischer Ruderer
- Sanders, Terry (* 1931), US-amerikanischer Filmproduzent, Filmregisseur und Drehbuchautor
- Sanders, Thomas (* 1989), US-amerikanischer Sänger, Schauspieler, Drehbuchautor und Internetpersönlichkeit
- Sanders, Thomas E. (1953–2017), US-amerikanischer Szenenbildner und Artdirector
- Sanders, Tom, britischer Mathematiker
- Sanders, Tom (* 1938), US-amerikanischer Basketballspieler und -trainer
- Sanders, Torsten (* 1994), deutscher Leichtathlet
- Sanders, Troy (* 1973), US-amerikanischer Bassist und SängerTroy Sanders (* 1973)

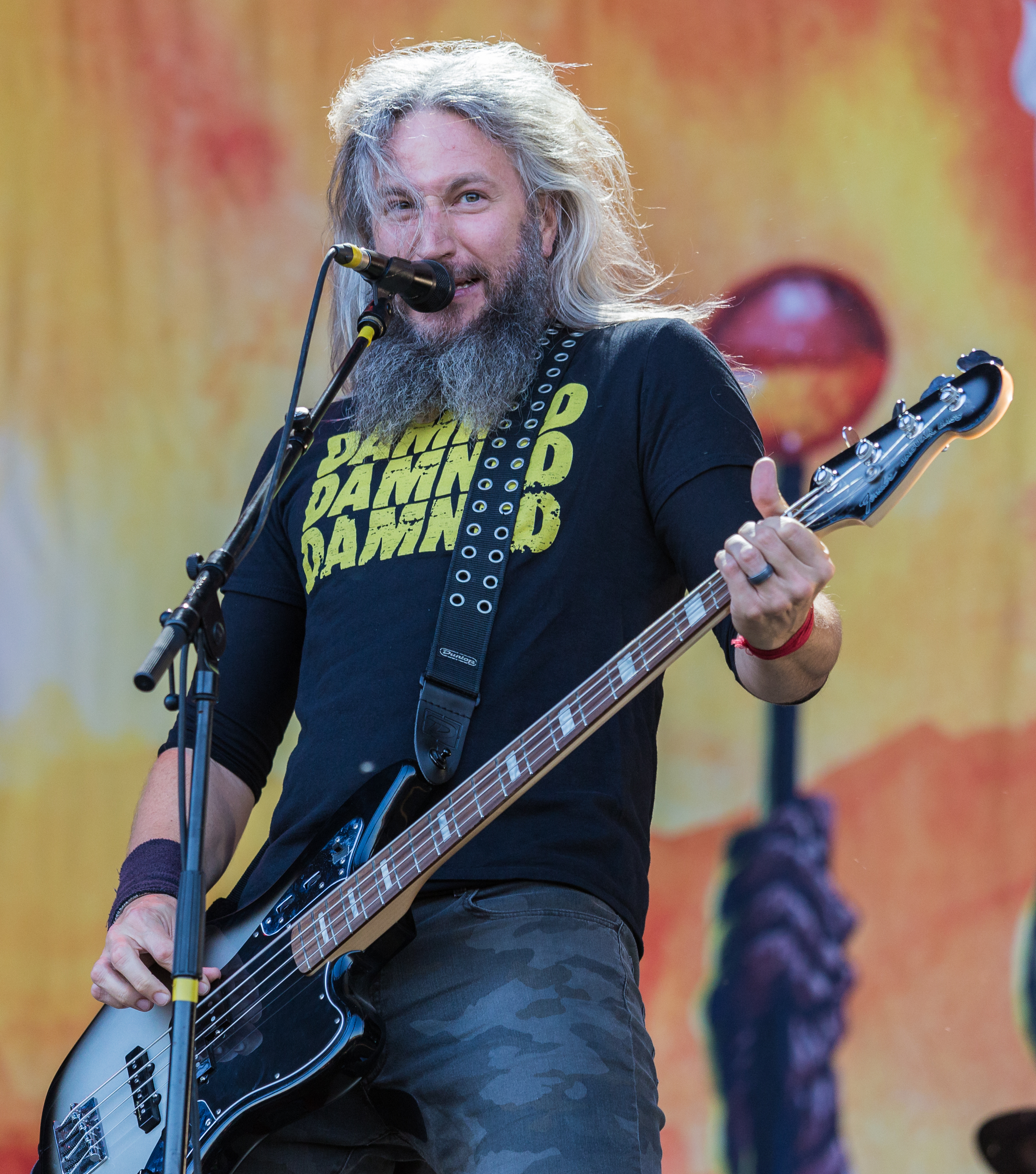
Troy Sanders (* 1973)

- Sanders, Tyler (2004–2022), US-amerikanischer Schauspieler
- Sanders, Wilbur F. (1834–1905), US-amerikanischer Politiker
- Sanders, Will (* 1965), niederländischer Hornist und Hochschullehrer
- Sanders, William (1871–1941), britischer Politiker (Labour Party)
- Sanders, Willy (* 1934), deutscher Germanist
- Sanders, Wilm (* 1935), deutscher römisch-katholischer Theologe
- Sanders-Brahms, Helma (1940–2014), deutsche Filmregisseurin, Drehbuchautorin und Filmproduzentin
- Sanders-Dornseif, Kerstin (* 1943), deutsche Synchronsprecherin und Theaterschauspielerin
- Sanders-Platz, Elvira (1891–1942), deutsche getaufte Jüdin, Opfer des Holocaust
- Sanders-Ten Holte, Marieke (* 1941), niederländische Politikerin (VVD), MdEP
- Sandersen, Eva (* 2001), dänische Taekwondoin
- Sandersleben, Friedrich von (1814–1903), sächsischer Generalmajor
- Sandersleben, Hans Rudolf von (1853–1943), deutscher Rittergutsbesitzer und Politiker
- Sandersleben, Heinrich von († 1650), deutscher Soldat und Hofbeamter
- Sandersleben, Johann Georg von (1715–1795), kursächsischer Kammerjunker, Oberforst- und Wildmeister sowie Rittergutsbesitzer
- Sanderson, Amy (1876–1931), schottisch-britische Suffragette
- Sanderson, Brandon (* 1975), US-amerikanischer SchriftstellerBrandon Sanderson (* 1975)

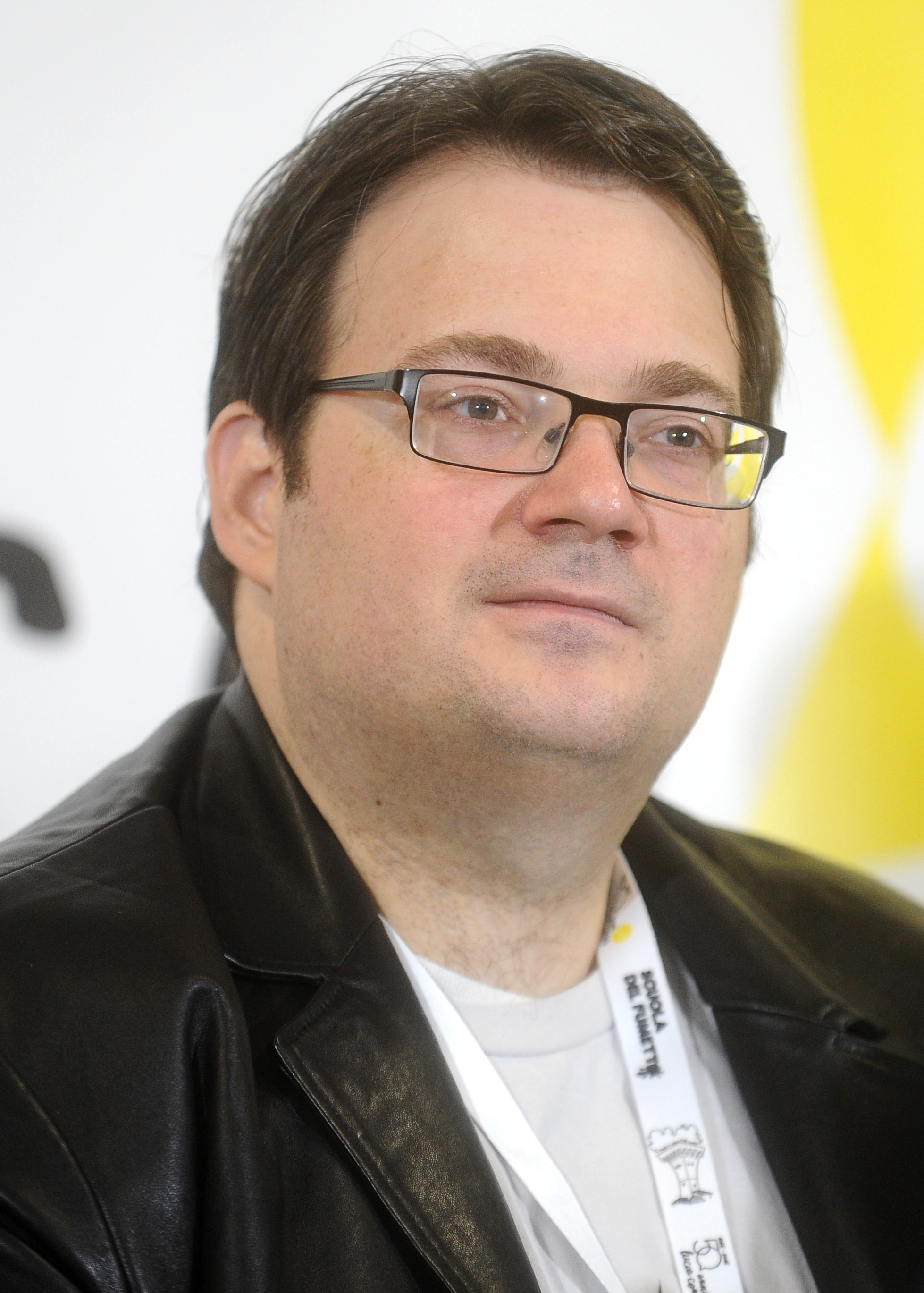
Brandon Sanderson (* 1975)

- Sanderson, Cael (* 1979), US-amerikanischer Ringer
- Sanderson, Charles, Baron Sanderson of Bowden (* 1933), britischer Politiker, Unternehmer und Wirtschaftsmanager
- Sanderson, David (1960–2024), US-amerikanischer Kameramann und Drehbuchautor
- Sanderson, Derek (* 1946), kanadischer Eishockeyspieler
- Sanderson, Donald (1935–2020), britischer Radrennfahrer
- Sanderson, Ezra Dwight (1878–1944), US-amerikanischer Soziologe
- Sanderson, Fred (1872–1928), US-amerikanischer Tennisspieler
- Sanderson, Fred Hugo (1914–2010), deutsch-US-amerikanischer Ökonom und NS-Gegner
- Sanderson, Geoff (* 1972), kanadischer Eishockeyspieler
- Sanderson, Grant (* 1997), Mathematik-Youtuber
- Sanderson, Harold (1859–1932), Geschäftsführer der White Star Line
- Sanderson, Ivan T. (1911–1973), US-amerikanischer Schriftsteller
- Sanderson, Jake (* 2002), US-amerikanischer Eishockeyspieler
- Sanderson, Janet A. (* 1955), amerikanische Diplomatin
- Sanderson, Jim (* 1949), US-amerikanischer Mathematiker und Ökologe
- Sanderson, Job, US-amerikanischer Filmtechniker
- Sanderson, John Pease (1816–1871), amerikanischer Politiker
- Sanderson, Lianne (* 1988), englische Fußballspielerin
- Sanderson, Lillian (1866–1947), Sängerin und Gesangspädagogin
- Sanderson, Martyn (1938–2009), neuseeländischer Schauspieler, Regisseur und Drehbuchautor
- Sanderson, Mike (* 1971), neuseeländischer Segler und Segelmacher
- Sanderson, Mildred (1889–1914), US-amerikanische Mathematikerin
- Sanderson, Nicholas (* 1984), australischer Radrennfahrer
- Sanderson, Nicole (* 1976), australische Beachvolleyballspielerin
- Sanderson, Ninian (1925–1985), britischer Automobilrennfahrer
- Sanderson, Pat (* 1977), britischer Rugby-Union-Spieler
- Sanderson, Richard (* 1953), schottischer SängerRichard Sanderson (* 1953)

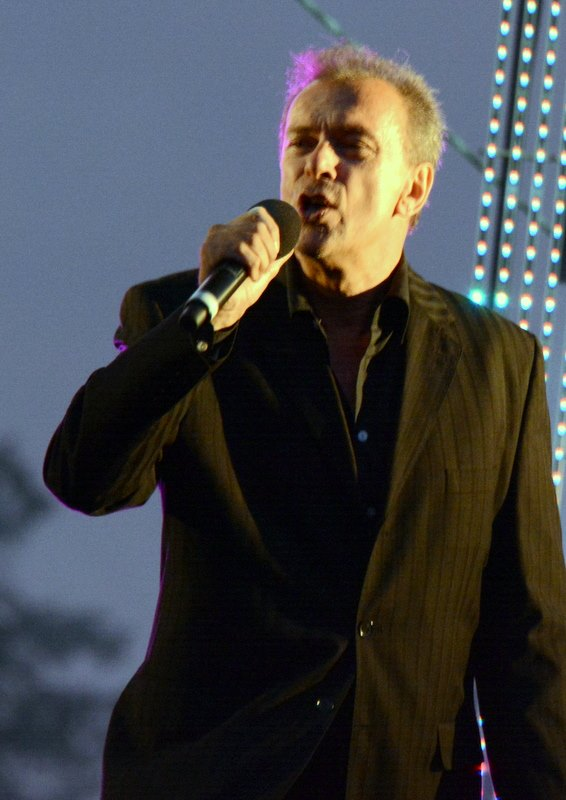
Richard Sanderson (* 1953)

- Sanderson, Robert Thomas (1912–1989), US-amerikanischer Chemiker
- Sanderson, Ronald (1876–1918), britischer Ruderer
- Sanderson, Rupert (* 1966), britischer Schuhdesigner für Damenschuhe
- Sanderson, Sibyl (1865–1903), US-amerikanische Opernsängerin (Sopran) und Muse von Jules Massenet
- Sanderson, Terry (1946–2022), britischer Säkularist und Aktivist der Homosexuellenbewegung
- Sanderson, Tessa (* 1956), britische Speerwerferin und Olympiasiegerin
- Sanderson, Thomas, 1. Baron Sanderson (1841–1923), britischer Diplomat, Regierungsbeamter und Politiker
- Sanderson, Wayne, kanadischer Snookerspieler
- Sanderson, Will (* 1980), kanadischer Schauspieler
- Sanderson, William (* 1944), US-amerikanischer SchauspielerWilliam Sanderson (* 1944)

#### Sandes
- Sandes von Hoffmann, Hans-Heinrich (1885–1941), deutscher Verwaltungsjurist, Regierungsvizepräsident in Arnsberg, Direktor des Oberversicherungsamtes Köslin
- Sandes, Flora (1876–1956), britische Krankenschwester und Soldatin

#### Sandeu
- Sandeul (* 1992), südkoreanischer Sänger, Schauspieler und MC
- Sandeus, Felinus (1444–1503), mittelalterlicher Kirchenjurist und Bischof von Lucca

#### Sandey
- Sandeyron, Maurice (1921–1999), französischer Boxer

#### Sandez
- Sandez, Elías (* 1995), uruguayischer Fußballspieler

### Sandf
- Sandfeld, Kristian (1873–1942), dänischer Romanist
- Sandford, Ben (* 1979), neuseeländischer Skeletonpilot
- Sandford, Bruce (* 1962), neuseeländischer Skeletonpilot
- Sandford, Cecil (1928–2023), britischer Motorradrennfahrer
- Sandford, Christopher (* 1956), britischer Musikjournalist
- Sandford, Ed (1928–2023), kanadischer Eishockeyspieler
- Sandford, Frank (1862–1948), US-amerikanischer Prediger und Prophet
- Sandford, James T., US-amerikanischer Politiker
- Sandford, John (* 1944), US-amerikanischer Schriftsteller
- Sandford, John of († 1294), englischer Geistlicher
- Sandford, Thomas (1762–1808), US-amerikanischer Politiker
- Sandford, Tiny (1894–1961), US-amerikanischer SchauspielerTiny Sandford (1894–1961)

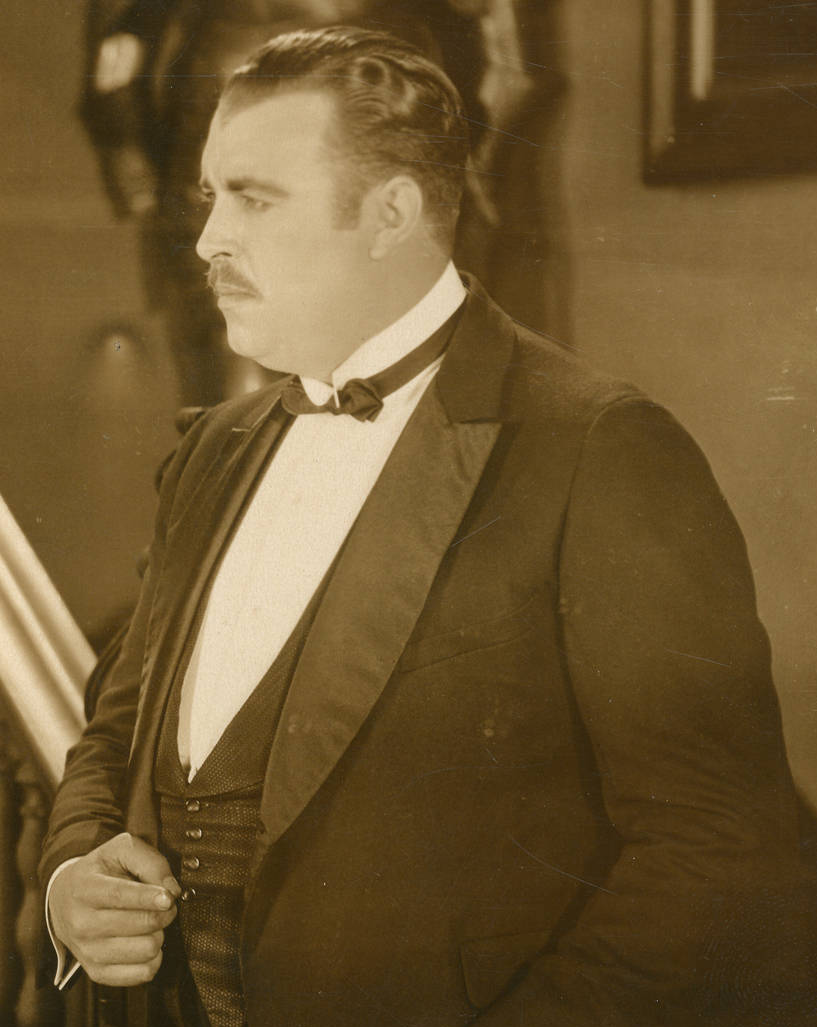
Tiny Sandford (1894–1961)

- Sandfort, Lothar (* 1951), deutscher Psychologe
- Sandfort, Paul Aron (1930–2007), dänischer Musikwissenschaftler
- Sandfort, Robert (1880–1945), deutscher Kirchenmaler
- Sandforth, Willi (1922–2017), deutscher Maler und Grafiker
- Sandfuchs, Wilhelm (1891–1969), deutscher Lehrer und Schriftsteller
- Sandfuchs, Wilhelm (1913–1999), deutscher Kirchenjournalist

### Sandg
- Sandgreen, Otto (1914–1999), grönländischer Schriftsteller, Pastor, Katechet und Lehrer
- Sandgreen, Svend (1734–1793), schwedischer Kaufmann und Walfänger
- Sandgren, Åke (* 1955), dänisch-schwedischer Filmregisseur, Drehbuchautor und Filmproduzent
- Sandgren, Gustav (1904–1983), schwedischer Schriftsteller
- Sandgren, Linus (* 1972), schwedischer Kameramann
- Sandgren, Tennys (* 1991), amerikanischer Tennisspieler
- Sandgruber, Roman (* 1947), österreichischer Historiker

### Sandh
- Sandhaas, Carl Friedrich (1801–1859), deutscher Maler und Zeichner
- Sandhaas, Georg (1823–1865), deutscher Rechtswissenschaftler, Rechtshistoriker und Hochschullehrer
- Sandhaas, Josef (1784–1827), deutscher Maler
- Sandhage, Klaus (* 1936), deutscher Mediziner
- Sandhagen, Caspar Hermann (1639–1697), deutscher evangelischer Theologe
- Sandhaus, Jody (1951–2012), US-amerikanische Jazzsängerin
- Sandherr, Jean (1846–1897), französischer Offizier
- Sandhja (* 1991), finnische Sängerin
- Sandhof, Adelheid (* 1950), deutsche Malerin
- Sandhofe, Peter (* 1957), deutscher Fußballtorhüter und -trainer
- Sandhofer, Gerhard (* 1948), österreichischer Naturbahnrodler
- Sandhofer, Michael (1907–1984), österreichischer Politiker (ÖVP), Landtagsabgeordneter im Burgenland
- Sandhoff, Konrad (* 1939), deutscher Biochemiker
- Sandhøj, Rikke (* 1972), dänische Radrennfahrerin
- Sandholt, Gard (* 1985), norwegischer Skispringer
- Sandhowe, Reiko (* 1995), deutscher Wasserballspieler
- Sandhowe, Wolfgang (* 1953), deutscher Fußballspieler und -trainer
- Sandhu, Banita (* 1997), britische Schauspielerin
- Sandhu, Emanuel (* 1980), kanadischer Eiskunstläufer
- Sandhu, Gia (* 1991), kanadische Theater- und FilmschauspielerinGia Sandhu (* 1991)

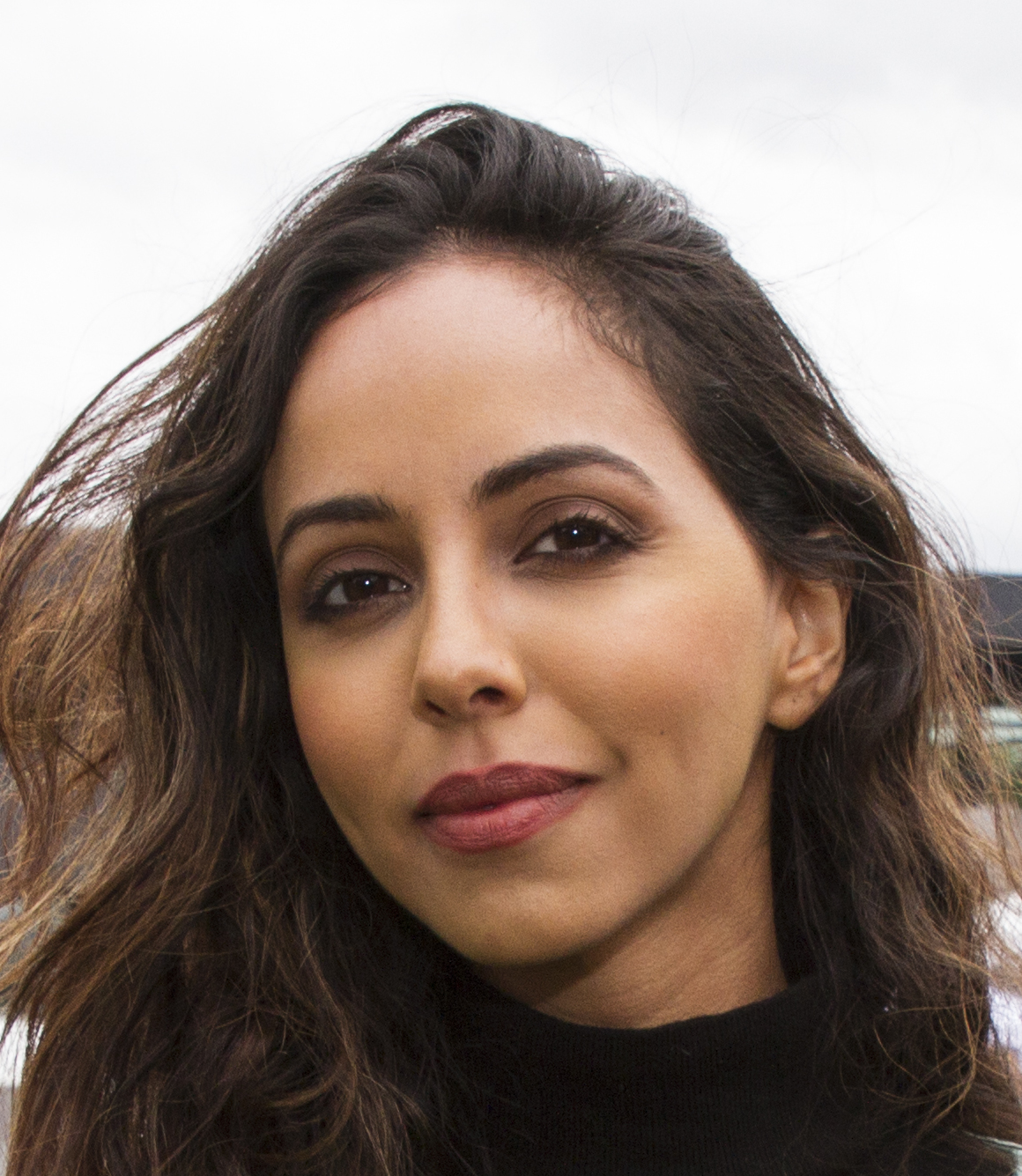
Gia Sandhu (* 1991)

- Sandhu, Gurpreet Singh (* 1992), indischer Fußballspieler
- Sandhu, Harnaaz (* 2000), indisches Model und SchönheitsköniginHarnaaz Sandhu (* 2000)

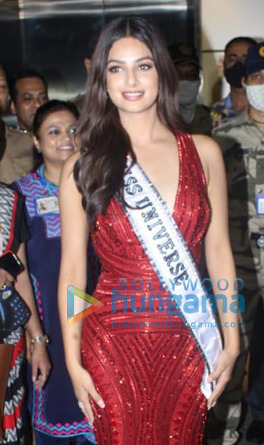
Harnaaz Sandhu (* 2000)

- Sandhu, Megha, kanadische Schauspielerin und Model
- Sandhu, Nashra (* 1997), pakistanische Cricketspielerin
- Sandhu, Parm (* 1968), britischer Manager

### Sandi
- Sandi, Vettor (1703–1784), italienischer Historiker, Advokat
- Sandiarto (* 1973), indonesischer Badmintonspieler
- Sandic, Michel (* 1990), österreichischer Fußballspieler
- Sandić, Mirko (1942–2006), jugoslawischer Wasserballspieler
- Sandicchi, Pasquale (1868–1957), italienischer Diplomat und Senator
- Sandick, Anna van (1818–1904), niederländische Malerin
- Sandick, Rudolf Adriaan van (1855–1933), niederländischer Bauingenieur
- Sandidge, John M. (1817–1890), US-amerikanischer Politiker
- Sandifer, Emily (* 1985), US-amerikanische Schauspielerin, Filmschaffende und Fotografin
- Sandiford, Chanté (* 1990), US-amerikanische Fußballspielerin
- Sandiford, Jacinta (1932–1987), ecuadorianische Hochspringerin
- Sandiford, Lloyd Erskine (1937–2023), barbadischer Politiker, Premierminister von Barbados
- Sandiford-Artest, Metta (* 1979), US-amerikanischer BasketballspielerMetta Sandiford-Artest (* 1979)

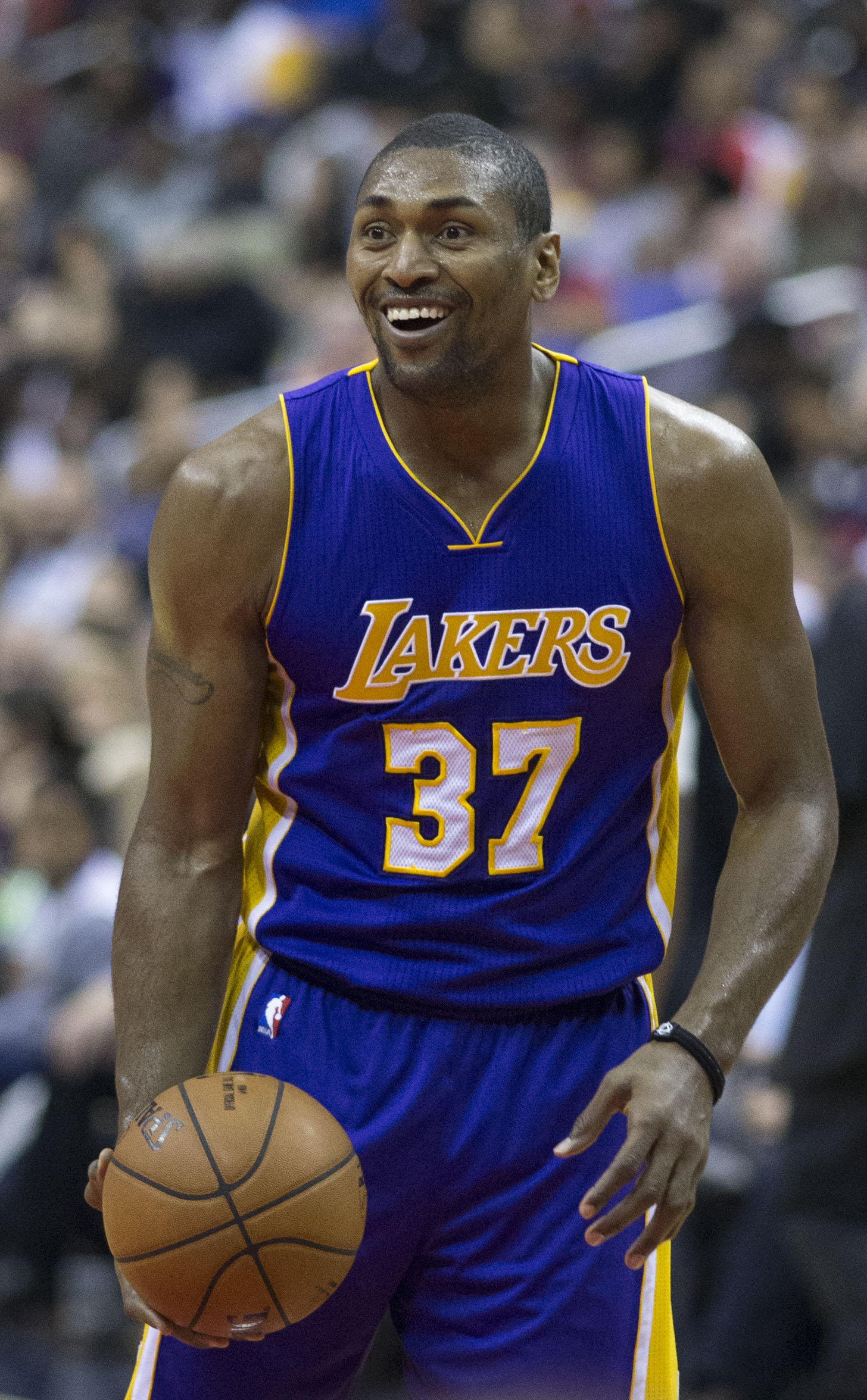
Metta Sandiford-Artest (* 1979)

- Sandifort, Eduard (1742–1814), niederländischer Anatom
- Sandifort, Gerard (1779–1848), niederländischer Mediziner
- Sandifort, Jan Bernard (1745–1827), niederländischer Mediziner und Stadtarzt in Den Haag
- Sandig, Armin (1929–2015), deutscher Maler und Grafiker
- Sandig, Barbara (1939–2013), deutsche Germanistin
- Sändig, Brigitte (* 1944), deutsche Romanistin
- Sandig, Curt (1901–1981), deutscher Betriebswirtschaftler und Hochschullehrer
- Sandig, Frauke (* 1961), deutsche Regisseurin und Produzentin von Dokumentarfilmen
- Sandig, Hans (1914–1989), deutscher Chorleiter, Dirigent, Komponist und Arrangeur
- Sandig, Hans-Ullrich (1909–1979), deutscher Astronom
- Sandig, Heiner (* 1945), deutscher Pfarrer, Politiker (CDU) und Sächsischer Ausländerbeauftragter
- Sandig, Helmut (1919–2012), deutscher ehemaliger Politiker (SED) und Funktionär der SED
- Sandig, Jochen (* 1968), deutscher Kulturunternehmer
- Sandig, Madeleine (* 1983), deutsche Radrennfahrerin
- Sandig, Marianne (1941–2005), deutsche Gewerkschafterin (FDGB)
- Sandig, Marita (* 1958), deutsche Olympiasiegerin im Rudern
- Sandig, Ulrike Almut (* 1979), deutsche Schriftstellerin und Lyrikerin
- Sándigo Jiron, René Sócrates (* 1965), nicaraguanischer Geistlicher und römisch-katholischer Bischof von León en Nicaragua
- Sandilands, James, 1. Lord Torphichen († 1579), schottischer Adliger
- Sandilands, Wayne (* 1983), südafrikanischer Fußballtorwart
- Sandim, Arley de Queroz (* 1986), brasilianischer Fußballspieler
- Sandin, Elis (1901–1987), schwedischer Skilangläufer
- Sandin, Emil (* 1988), schwedischer Eishockeyspieler
- Sandin, Erik (* 1966), US-amerikanischer Schlagzeuger der Punk-Rock-Band NOFX
- Sandín, Pablo (* 1994), uruguayischer Fußballspieler
- Sandin, Rasmus (* 2000), schwedischer Eishockeyspieler
- Sandino Moreno, Catalina (* 1981), kolumbianische SchauspielerinCatalina Sandino Moreno (* 1981)

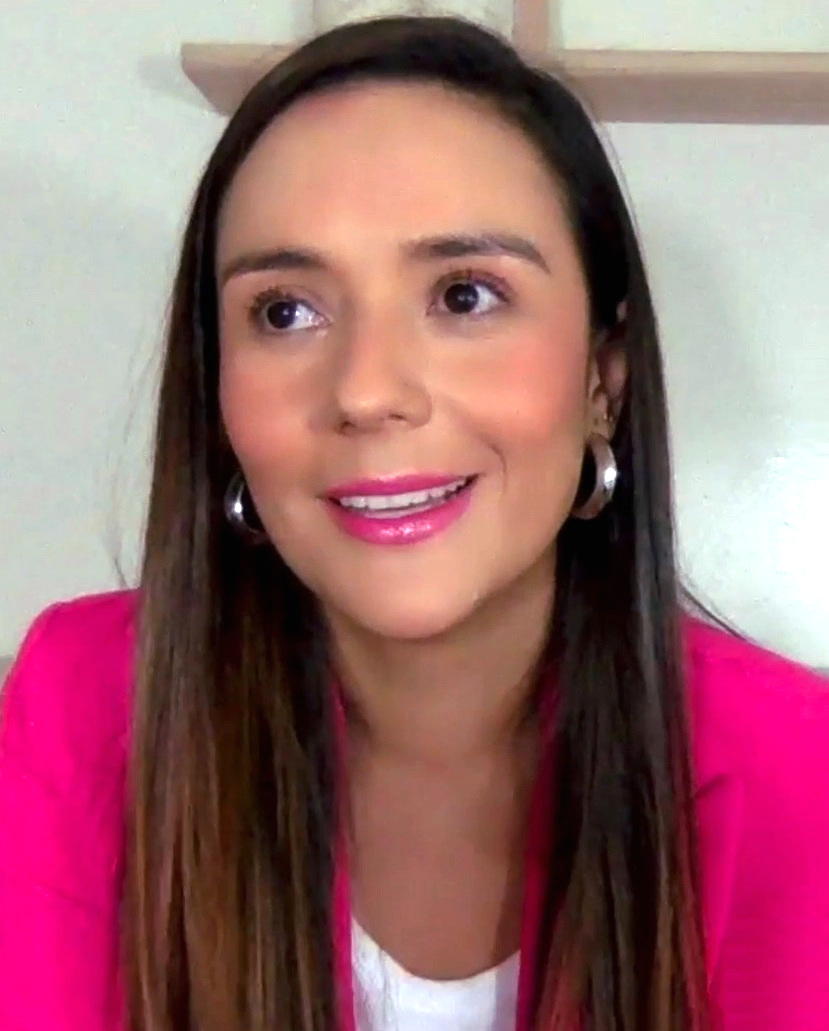
Catalina Sandino Moreno (* 1981)

- Sandino, Augusto César (1895–1934), Guerillaführer, Revolutionär, Kopf des nicaraguanischen Widerstands gegen die US-Besatzung in NicaraguaAugusto César Sandino (1895–1934)

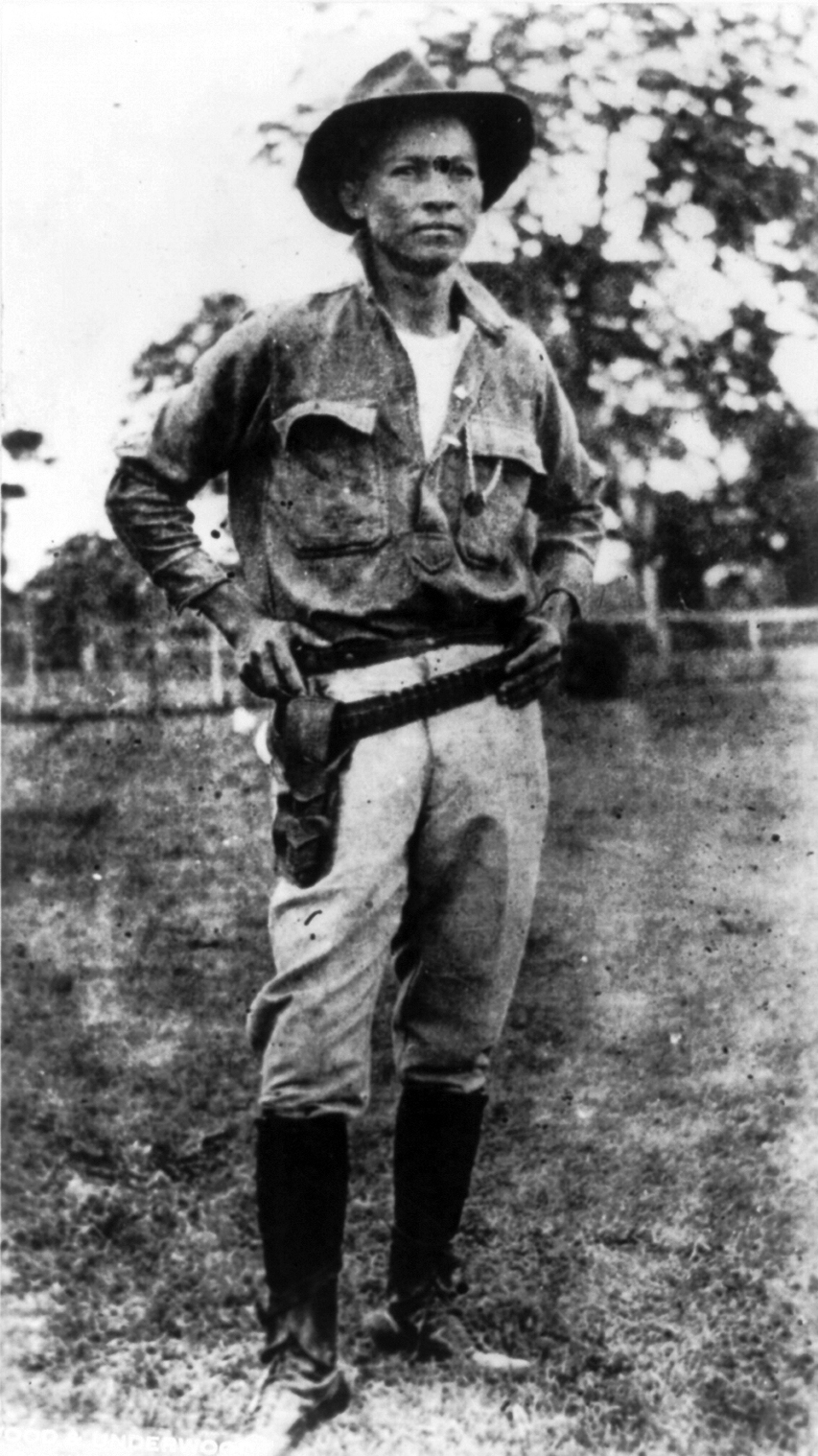
Augusto César Sandino (1895–1934)

- Sandipan, Chanda (* 1983), indischer Schachgroßmeister
- Sandison, Marcus Eoin (* 1971), britischer Musiker
- Sandison, Michael (* 1970), britischer Musiker
- Sandizell, Carl Theodor von und zu (1865–1939), deutscher Gutsbesitzer, erblicher Reichsrat und Politiker (Zentrum), MdR
- Sandizell, Moritz von (1514–1567), Bischof von Freising
- Sandizell, Nikolaus von und zu (* 1959), deutscher Unterwasserarchäologe

### Sandj
- Sandjon, Chantal-Fleur (* 1984), afrodeutsche Autorin, Lektorin, Literaturaktivistin und Diversity-Trainerin

### Sandk
- Sandkamm-Möller, Peter (1893–1981), norddeutscher Maler
- Sandkämper, Hermann (* 1930), deutscher Politiker (CDU), MdL
- Sandkaulen, Birgit (* 1959), deutsche Philosophin
- Sandkaulen, Tim (* 1997), deutscher Tennisspieler
- Sandke, Randy (* 1949), US-amerikanischer Trompeter des Mainstream Jazz
- Sandkuhl, Gustav (1828–1892), preußischer Generalleutnant und Inspekteur der 4. Ingenieur-Inspektion
- Sandkuhl, Hans (1877–1954), deutscher Kommunalpolitiker und ehrenamtlicher Landrat (CDU)
- Sandkuhl, Hermann (1872–1936), deutscher Maler und Kunstprofessor
- Sandkühler, Bruno (* 1931), deutscher Lehrer, Schriftsteller und Übersetzer
- Sandkühler, Hans Jörg (* 1940), deutscher Philosoph und Hochschullehrer
- Sandkühler, Konrad (1886–1976), deutscher Philologe, Waldorflehrer und Anthroposoph
- Sandkühler, Martin (1927–2016), deutscher Verlagskaufmann, Herausgeber, Autor, Reiseschriftsteller und Übersetzer
- Sandkühler, Stefan (1920–2004), deutscher Mediziner, Hochschullehrer und Kunstmäzen
- Sandkühler, Thomas (* 1962), deutscher Historiker und Hochschullehrer

### Sandl
- Sandl, Marcus (* 1967), Schweizer Historiker für die Geschichte der Frühen Neuzeit
- Sandlak, Jim (* 1966), kanadischer Eishockeyspieler, -trainer und -scout
- Sandle, Michael (* 1936), britischer Bildhauer
- Sandler, Adam (* 1966), US-amerikanischer Schauspieler, Comedian, Produzent und DrehbuchautorAdam Sandler (* 1966)

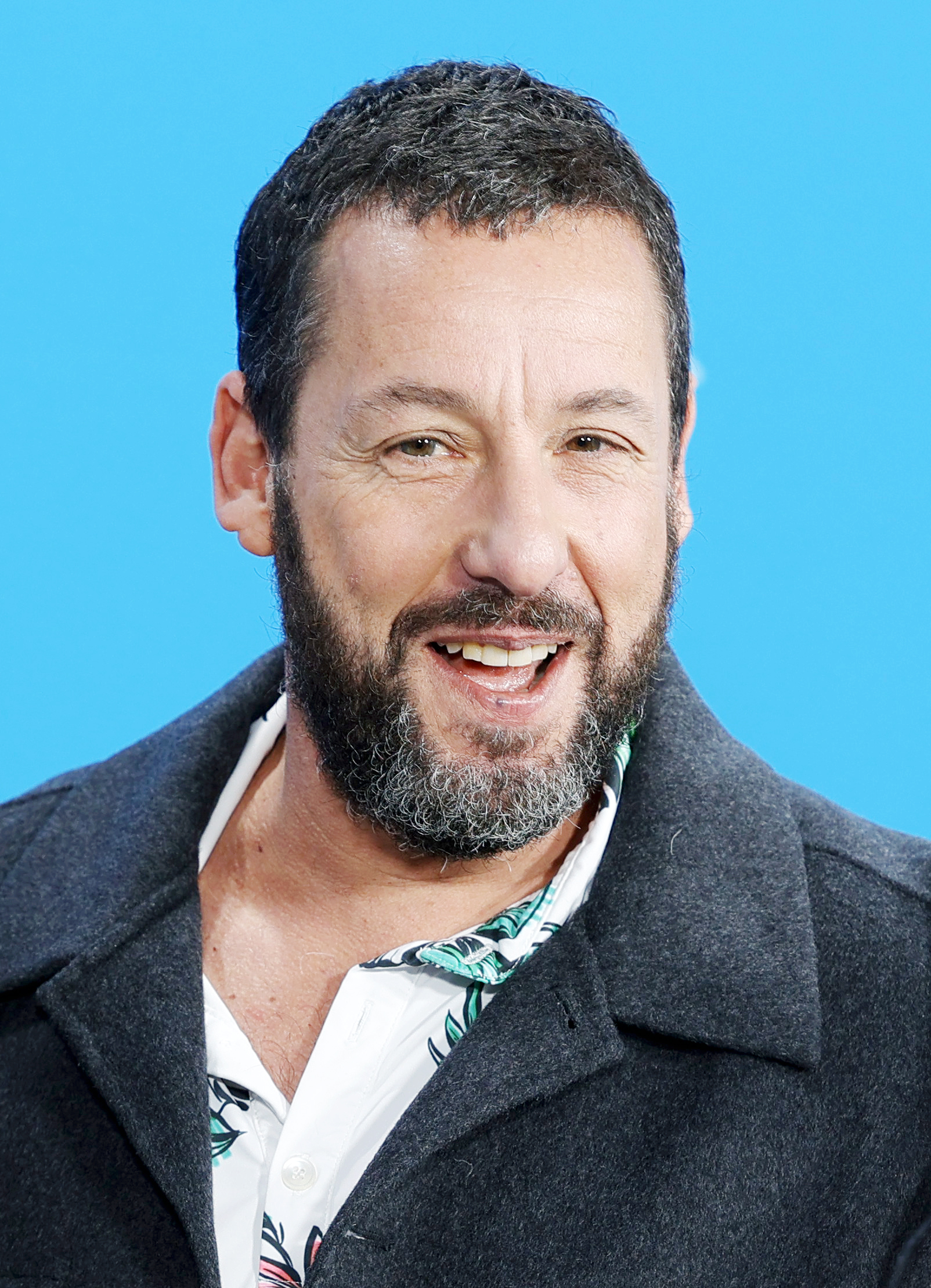
Adam Sandler (* 1966)

- Sandler, Anne-Marie (1925–2018), britische Psychologin, Psychoanalytikerin und Autorin
- Sandler, Barry (* 1947), US-amerikanischer Drehbuchautor und Filmproduzent
- Sandler, Birgit (* 1964), österreichische Politikerin (SPÖ), Abgeordnete zum Nationalrat
- Sandler, Christian (1858–1912), deutscher Geograph und Privatgelehrter
- Sandler, Christian Heinrich (1929–2009), deutscher Unternehmer
- Sandler, Diana (* 1969), deutsch-jüdische Antisemitismusbeauftragte
- Sandler, Guido (1928–2019), deutscher Manager
- Sandler, Irving (1925–2018), US-amerikanischer Kunsthistoriker und -kritiker
- Sandler, Jackie (* 1974), US-amerikanische Schauspielerin und Model
- Sandler, Joseph (1927–1998), englischer Psychoanalytiker, Arzt und Inhaber des "Freud Memorial Chair" am University College in London
- Sandler, Karen, US-amerikanische Juristin, Geschäftsführerin der Software Freedom Conservancy
- Sandler, Klaus (1945–1984), österreichischer Literaturherausgeber
- Sandler, Knut (* 1943), deutscher Ingenieur und Politiker (FDP)
- Sandler, Merton (1926–2014), britischer Pathologe und Psychopharmakologe
- Sandler, Örjan (* 1940), schwedischer Eisschnellläufer
- Sandler, Philippe (* 1997), niederländischer Fußballspieler
- Sandler, Rickard (1884–1964), schwedischer Politiker, Mitglied des Riksdag und Premierminister
- Sandler, Sadie (* 2006), US-amerikanische Schauspielerin
- Sandler, Sunny (* 2008), US-amerikanische SchauspielerinSunny Sandler (* 2008)

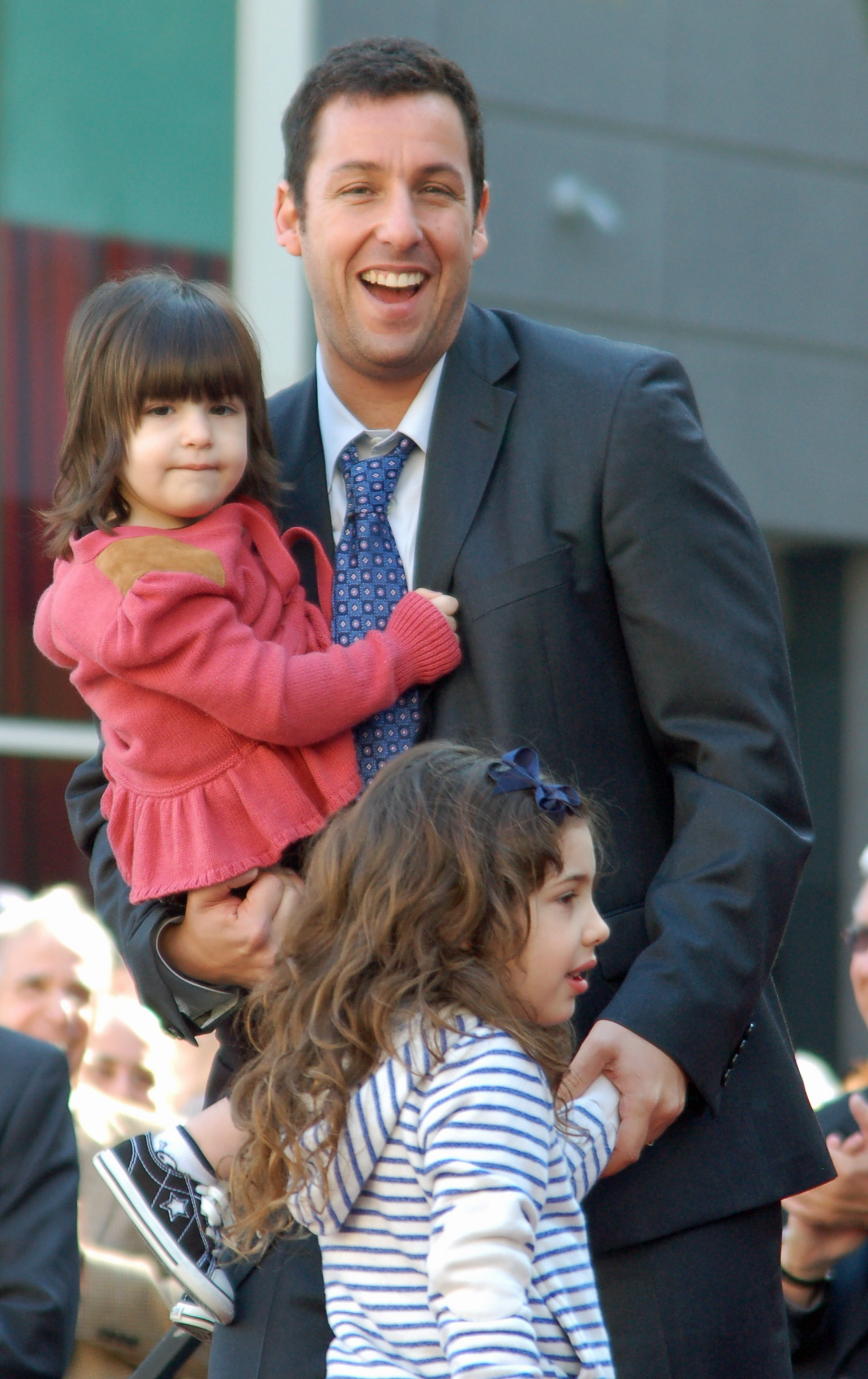
Sunny Sandler (* 2008)

- Sandler, Wendy (* 1949), amerikanisch-israelische Linguistin
- Sandler, Willibald (* 1962), österreichischer katholischer Theologe
- Sandles, Petra (* 1960), deutsche Fußballspielerin; Vizepräsidentin des Bayerischen Landeskriminalamts
- Sandlin, Destin (* 1981), US-amerikanischer Ingenieur
- Sandlin, John N. (1872–1957), US-amerikanischer Politiker
- Sandlin, Max (* 1952), US-amerikanischer Politiker
- Sandlin, Tommy (1944–2006), schwedischer Eishockeyspieler und -trainer
- Sandloff, Peter (1924–2009), deutscher Komponist und Filmkomponist

### Sandm
- Sandman, Charles W. (1921–1985), US-amerikanischer Politiker
- Sandman, Felix (* 1998), schwedischer Popsänger und Schauspieler
- Sandman, Lee, Filmschauspieler
- Sandman, Matz (* 1948), norwegischer Politiker
- Sandman, The (* 1963), US-amerikanischer WrestlerThe Sandman (* 1963)

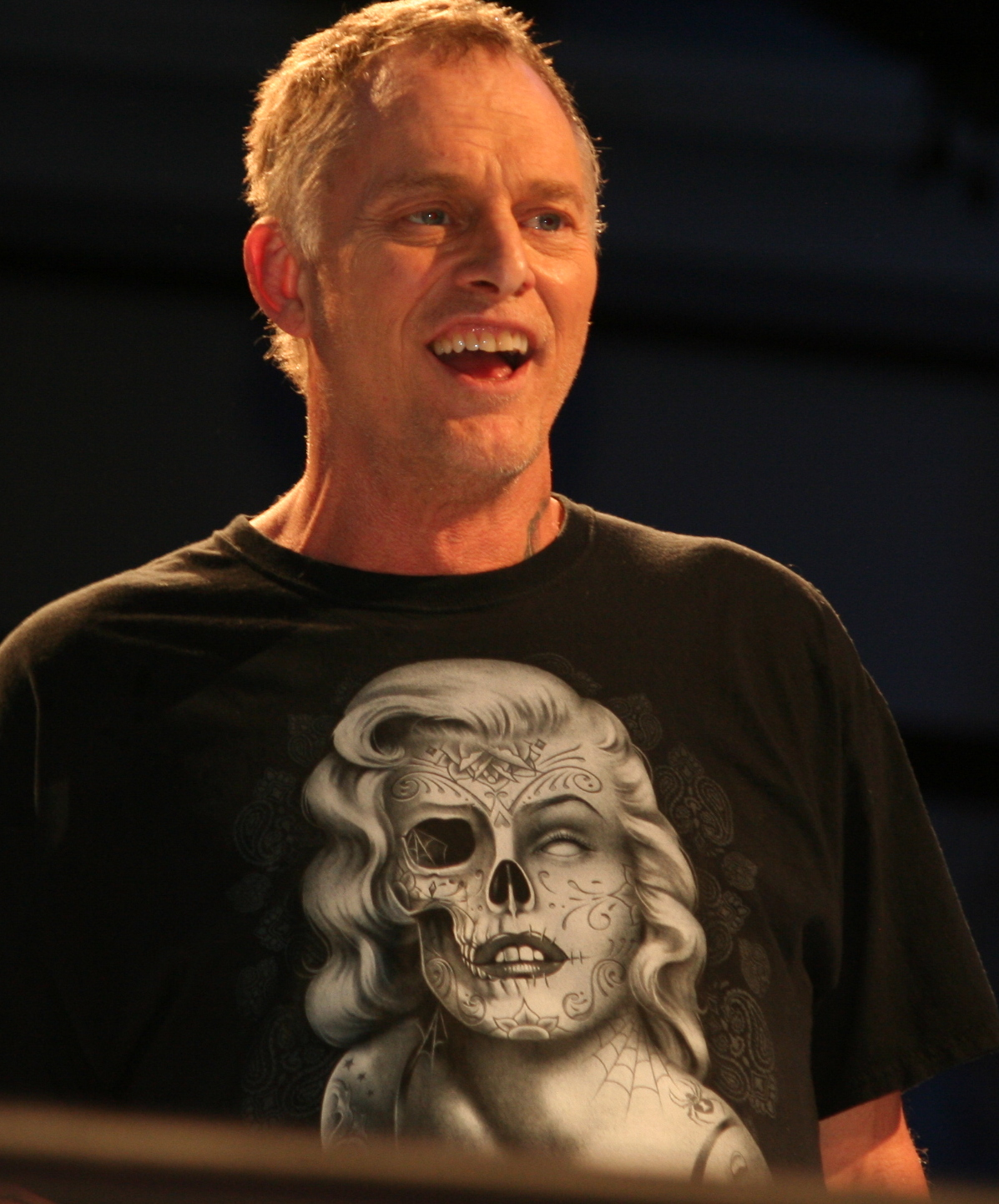
The Sandman (* 1963)

- Sandmann, Amélie (* 1967), deutsche Sängerin und Schauspielerin
- Sandmann, Anna (* 1995), deutsche Zwei- und Vierspännerfahrerin
- Sandmann, Christoph (* 1967), deutscher Fahrsportler und mehrfacher Weltmeister im Vierspännerfahren in der kombinierten Wertung
- Sandmann, Elisabeth (* 1960), deutsche Verlegerin
- Sandmann, Ernst (* 1909), deutscher Politiker (SPD), MdBB
- Sandmann, Frank (* 1966), deutscher Schauspieler, Moderator und Autor
- Sandmann, Franz Josef (1805–1856), deutsch-französischer Zeichner, Lithograf und Landschaftsmaler
- Sandmann, Friedrich-Karl (* 1948), deutscher Verleger
- Sandmann, Gertrude (1893–1981), deutsche Malerin und Zeichnerin
- Sandmann, Helmut (* 1944), deutscher Fußballspieler
- Sandmann, Herbert (1928–2007), deutscher Fußballspieler
- Sandmann, Jan (* 1978), deutscher Fußballspieler
- Sandmann, Katrin (* 1966), deutsche Fernsehjournalistin
- Sandmann, Lukas (* 1993), deutscher Musicaldarsteller
- Sandmann, Manfred (1906–1980), deutschamerikanischer Romanist und Sprachwissenschaftler
- Sandmann, Markus (1764–1832), österreichischer Bibliothekar und Autor, Direktor der Universitätsbibliothek Graz (1817–1832)
- Sandmann, Thomas (* 1966), deutscher Rennfahrer, Ingenieur und Musikproduzent
- Sandmann, Wilhelm (1933–2018), deutscher Manager und Zeitungsverleger, Präsident des Bundesverbandes Deutscher Zeitungsverleger
- Sandmann, Wilhelm (* 1942), deutscher Gefäßchirurg
- Sandmayr, Luka (* 1999), österreichischer Fußballspieler
- Sandmayr, Maria (1901–1920), deutsches Mordopfer
- Sandmeier, Jens (* 1995), deutscher Volleyballspieler
- Sandmeier, Julius (1881–1941), deutscher Schriftsteller und literarischer Übersetzer
- Sandmeier, Karl (1917–2000), österreichischer Beamter und Politiker (ÖVP), Abgeordneter zum Nationalrat
- Sandmeier, Melchior (1813–1854), Schweizer Lehrer, Natulehrer- und Landwirtschaftslehrer, Redakteur und Autor
- Sandmeier, Thorben (* 1992), deutscher Volleyballspieler
- Sandmel, Samuel (1911–1979), amerikanischer Rabbiner und Alttestamentler
- Sandmeyer, Fridolin (* 1987), deutscher Schauspieler
- Sandmeyer, Merlin (* 1990), deutscher SchauspielerMerlin Sandmeyer (* 1990)

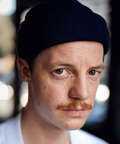
Merlin Sandmeyer (* 1990)

- Sandmeyer, Traugott (1854–1922), Schweizer Chemiker
- Sandmeyer, Wilhelm (1863–1944), deutscher Diabetologe

### Sandn
- Sandner, Albert (* 1955), deutscher Autor, Drehbuchautor und Schauspieler
- Sandner, Anton (1906–1942), sudetendeutscher Politiker (NSDAP), MdR
- Sandner, Christoph (* 1971), deutscher Eishockeyspieler und -funktionär
- Sandner, Gerhard (1929–2013), deutscher Geograph und Hochschullehrer an der Universität Hamburg
- Sandner, Harald (* 1960), deutscher Autor
- Sandner, Kurt (* 1910), österreichischer Schriftsteller
- Sandner, Leo (* 1965), deutscher Komponist, Dirigent und Musikproduzent
- Sandner, Michael, deutscher Tonmeister und Hochschullehrer
- Sandner, Philipp (1980–2024), deutscher Wirtschaftswissenschaftler und HochschullehrerPhilipp Sandner (1980–2024)

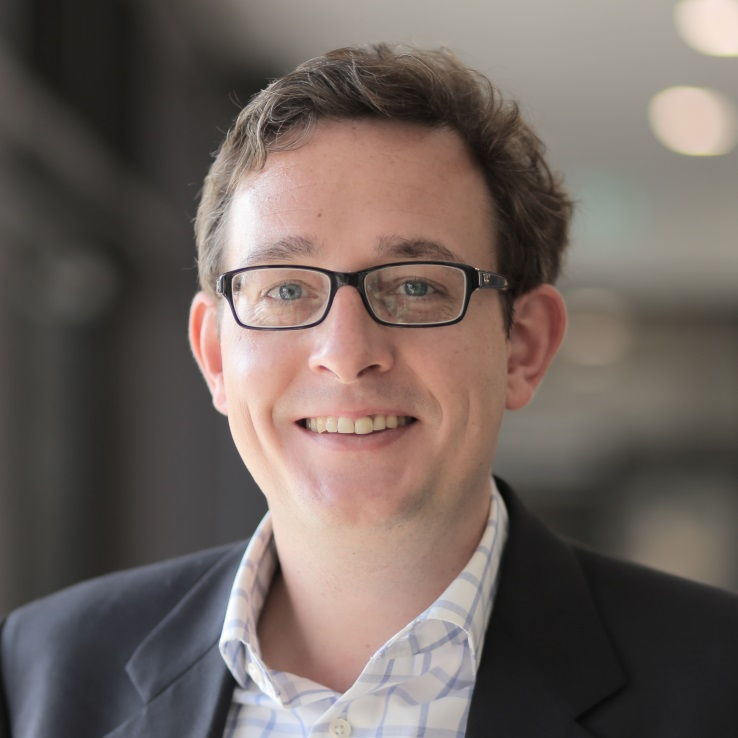
Philipp Sandner (1980–2024)

- Sandner, Rudolf (1905–1983), deutscher Politiker (NSDAP), MdR
- Sandner, Rudolf (* 1958), deutscher Fußballspieler
- Sandner, Ruth (* 1974), deutsche Archäologin und Denkmalpflegerin
- Sandner, Wilhelm (1911–1984), deutscher Eisschnellläufer
- Sandner, Wolfgang (* 1942), deutscher Musikkritiker, Musikwissenschaftler und Jazzautor
- Sandner, Wolfgang (1949–2015), deutscher Physiker
- Sandnes, Cathrine (* 1972), norwegische Journalistin, Herausgeberin, Autorin und ehemalige Kampfsportlerin
- Sandness, Robert G., US-amerikanischer Amateurastronom und Asteroidenentdecker

### Sando
- Sando, Emily Stang (* 1989), norwegische Handballspielerin
- Sando, Frank (1931–2012), britischer Langstrecken- und Crossläufer
- Sando, Mie (* 1993), norwegische Handballspielerin
- Sando, Stein Olaf (* 1968), norwegischer Handballspieler
- Sandø, Waage (* 1943), dänischer Schauspieler, Regisseur und Theaterleiter
- Sandochadse, Nika (* 1994), georgischer Fußballspieler
- Sandoghdar, Vahid (* 1966), iranischer Physiker
- Săndoi, Emil (* 1965), rumänischer Fußballspieler
- Sandol-Roy, Simon de (1754–1831), Schweizer Offizier in fremden Diensten und niederländischer Generalmajor
- Sandole, Dennis (1913–2000), US-amerikanischer Jazzgitarrist, Musikpädagoge und Komponist
- Sandolo, Sophie (* 1976), italienische Golfsportlerin
- Sandomierski, Grzegorz (* 1989), polnischer Fußballtorhüter und Torwarttrainer
- Sandomingo Núñez, Francisco Javier (* 1954), spanischer Diplomat
- Sandomirskaja, Beatrissa Jurjewna (1894–1974), russisch-sowjetische Bildhauerin und Hochschullehrerin
- Sandon, Frank (1890–1979), britischer Schwimmer
- Sandoni, Pietro Giuseppe (1685–1748), italienischer Komponist, Cembalist und Organist
- Sandon’s, Flo (1924–2006), italienische Sängerin
- Sandør, Gabriel (* 1996), schwedischer Triathlet
- Sándor, György (1912–2005), ungarisch-US-amerikanischer Pianist
- Sándor, Iván (* 1930), ungarischer Autor
- Sándor, János (1860–1922), ungarischer Politiker und Minister
- Sándor, József (* 1956), rumänischer Mathematiker
- Sándor, Károly (1928–2014), ungarischer Fußballspieler
- Sándor, Móric (1805–1878), ungarischer Sportsmann, Großgrundbesitzer, Reiter und Pferdezüchter
- Sándor, Renáta (* 1990), ungarische Volleyballspielerin
- Sándor, Renée (1899–1977), ungarische Pianistin
- Sandor, Sebastian (* 1988), deutscher Koch
- Sándor, Stefan (1914–1953), ungarischer Ordensbruder und Märtyrer
- Sándor-Székely, Ottó (* 2000), rumänischer Eishockeyspieler
- Sandorf, Marc (* 1964), deutscher Schlagersänger
- Sándorfi, István (1948–2007), ungarisch-französischer Maler des Hyperrealismus
- Sandorfy, Camille (1920–2006), ungarisch-kanadischer theoretischer Chemiker (Quantenchemie, Molekülspektroskopie)
- Sándorné Sipos, Éva (1973–2018), ungarische Handballspielerin
- Sandorov, Michael (* 1981), deutscher Schauspieler, Kameramann und Sprecher
- Sandouno, Norbert Tamba (* 1967), guineischer römisch-katholischer Geistlicher, Bischof von Guéckédou
- Sandoval Íñiguez, Juan (* 1933), mexikanischer Kardinal der römisch-katholischen Kirche, emeritierter Erzbischof von Guadalajara
- Sandoval Molina, Mario (* 2007), chilenischer Fußballspieler
- Sandoval Peña, Ángel (1871–1941), Nationaler Delegierter für das Tiefland Boliviens
- Sandoval Sandoval, Rafael (* 1947), mexikanischer Ordensgeistlicher und römisch-katholischer Bischof von Autlán
- Sandoval y Rojas, Bernardo de (1546–1618), spanischer Kardinal der Römischen Kirche
- Sandoval, Andrés (1924–2004), venezolanischer Komponist
- Sandoval, Arcoiris, amerikanische Jazzmusikerin (Piano, Arrangement, Komposition)
- Sandoval, Arturo (* 1949), US-amerikanischer TrompeterArturo Sandoval (* 1949)

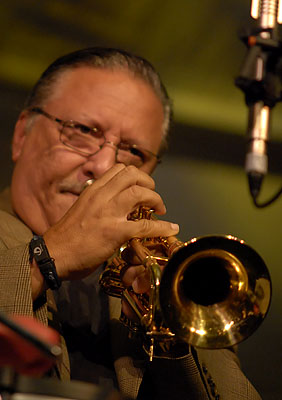
Arturo Sandoval (* 1949)

- Sandoval, Brian (* 1963), US-amerikanischer Jurist und Politiker
- Sandoval, Carlos (* 1928), guatemaltekischer Radrennfahrer
- Sandoval, Esther (1928–2006), puerto-ricanische Schauspielerin
- Sandoval, Eulogio (* 1922), bolivianischer Fußballspieler
- Sandoval, Fernando (1942–2020), brasilianischer Wasserballspieler
- Sandoval, Gael (* 1995), mexikanischer Fußballspieler
- Sandoval, Gonzalo de (* 1497), spanischer Konquistador
- Sandoval, Hope (* 1966), US-amerikanische Sängerin und SongschreiberinHope Sandoval (* 1966)

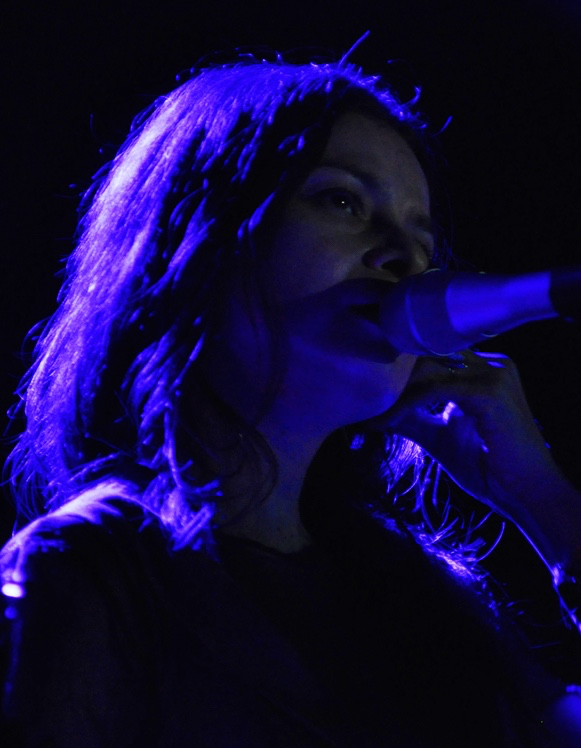
Hope Sandoval (* 1966)

- Sandoval, Jery (* 1986), kolumbianische Filmschauspielerin, Fotomodell, Sängerin
- Sandoval, Jonathan (* 1987), uruguayischer Fußballspieler
- Sandoval, José León (1789–1854), nicaraguanischer Politiker und Supremo Director (1845–1847)
- Sandoval, José Ramón (* 1968), spanischer Fußballtrainer
- Sandoval, Luis Alonso (* 1981), mexikanischer Fußballspieler
- Sandoval, Mario (* 1991), chilenischer Fußballspieler
- Sandoval, Mauricio (* 1998), bolivianischer Hürdenläufer
- Sandoval, Miguel (* 1951), US-amerikanischer Schauspieler
- Sandoval, Miguel Ángel (* 1949), guatemaltekischer Soziologe und Menschrechtler
- Sandoval, Nancy (* 1999), salvadorianische Hürdenläuferin
- Sandoval, Richard (1960–2024), US-amerikanischer Boxer
- Sandoval, Rodolfo (* 1948), uruguayischer Fußballspieler
- Sandoval, Sonny (* 1974), US-amerikanischer Sänger und Rapper
- Sandow, Damien (* 1982), US-amerikanischer Wrestler
- Sandow, Eugen (1867–1925), deutscher Kraftsportler und Begründer des BodybuildingsEugen Sandow (1867–1925)

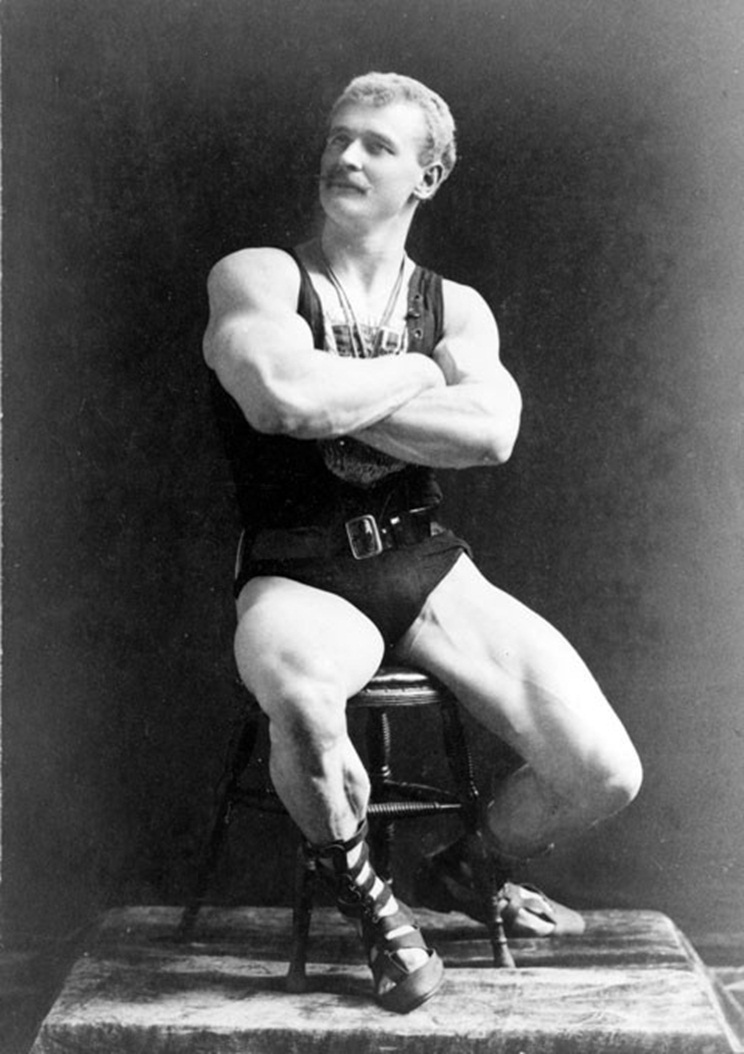
Eugen Sandow (1867–1925)

- Sandow, Nick (* 1966), US-amerikanischer Schauspieler
- Sandow, Nino (* 1961), deutscher Opernsänger, Regisseur, Schauspieler
- Sandoy, Remy (* 1992), neuseeländischer Eishockeyspieler
- Sandoz, Claude (* 1946), Schweizer Maler und Grafiker
- Sandoz, Daniel (* 1961), Schweizer Skilangläufer
- Sandoz, Edouard Constant (1853–1928), Schweizer Unternehmer
- Sandoz, Édouard-Marcel (1881–1971), Schweizer Bildhauer und Aquarellmaler
- Sandoz, Jean-Luc (* 1960), Schweizer Ingenieur
- Sandoz, Mari (1896–1966), US-amerikanische Autorin, Biografin, Lehrerin und Dozentin
- Sandoz, Maurice-Yves (1892–1958), Schweizer Schriftsteller
- Sandoz, Suzette (* 1942), Schweizer Politikerin
- Sandoz-Peter, Lore (1899–1989), Schweizer Unternehmerin

### Sandq
- Sandquist, Simon (* 1973), schwedischer Filmregisseur, Drehbuchautor und Filmeditor
- Sandqvist, Jonas (* 1981), schwedischer Fußballtorhüter

### Sandr
- Sandra (* 1962), deutsch-französische PopsängerinSandra (* 1962)

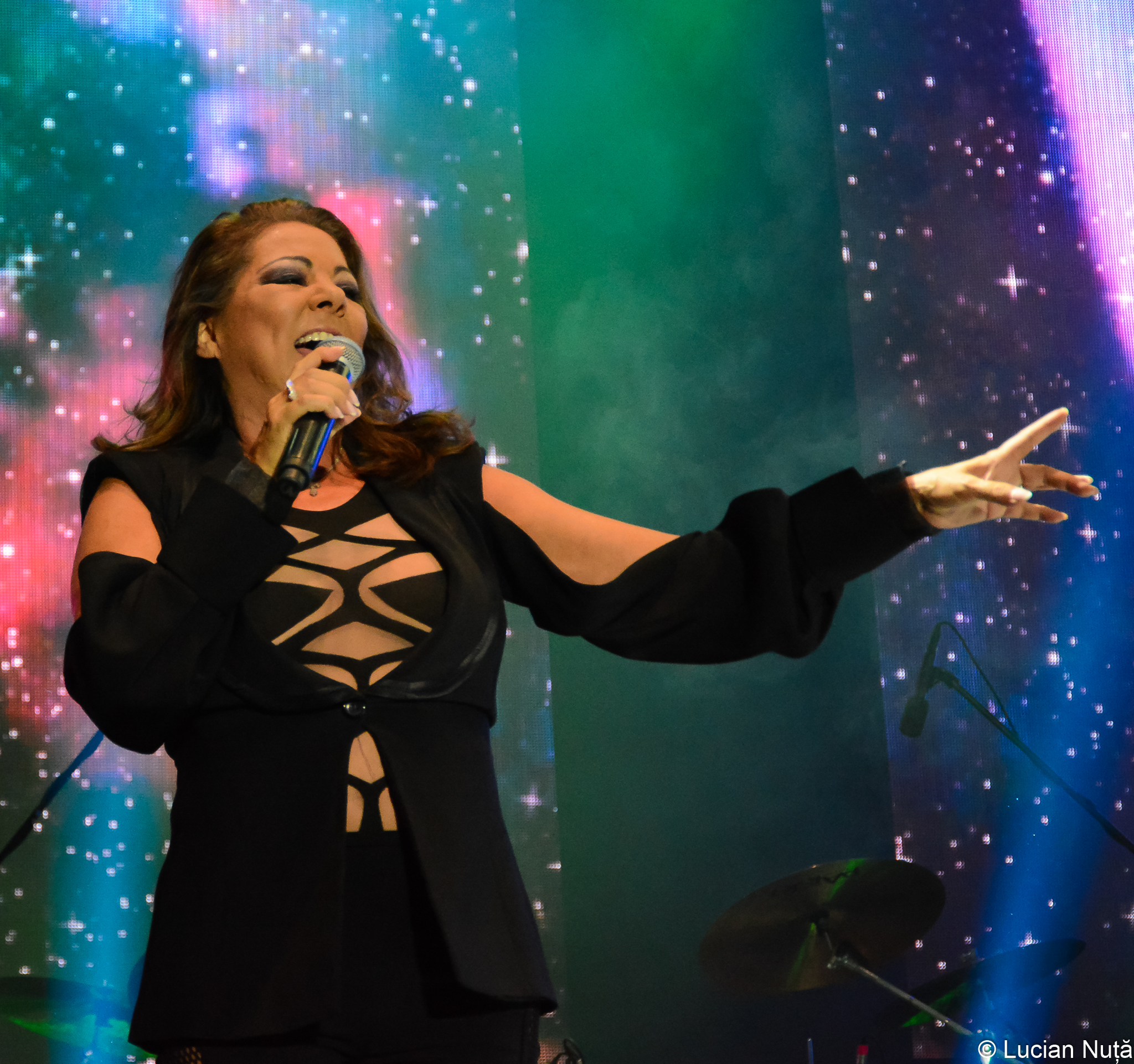
Sandra (* 1962)

- Sandra Erlingsdóttir (* 1998), isländische Fußball- und Handballspielerin
- Sandra N. (* 1991), rumänische Sängerin
- Sandra Sigurðardóttir (* 1986), isländische Fußballspielerin
- Sandra XS (* 1989), bosnische Sängerin
- Sandra, Cisse (* 2003), belgischer Fußballspieler
- Sandrad, Benediktiner und Abt der Klöster Gladbach und Weißenburg im Elsass
- Sandrak, Richard (* 1992), US-amerikanischer Schüler und Bodybuilder
- Sandrart, Ferdinand Friedrich von (1774–1866), preußischer Generalmajor, Brigadier der 8. Landgendarmerie-Brigade in Koblenz
- Sandrart, Georg (1665–1727), Kaufmann und Tabakfabrikant
- Sandrart, Hans-Henning von (1933–2013), deutscher Militär, General der Bundeswehr
- Sandrart, Jacob von (1630–1708), Kupferstecher und Verleger in Nürnberg
- Sandrart, Joachim von (1606–1688), deutscher Maler, Kupferstecher und Kunsthistoriker
- Sandrart, Jürgen-Joachim von (* 1962), deutscher Brigadegeneral der BundeswehrJürgen-Joachim von Sandrart (* 1962)

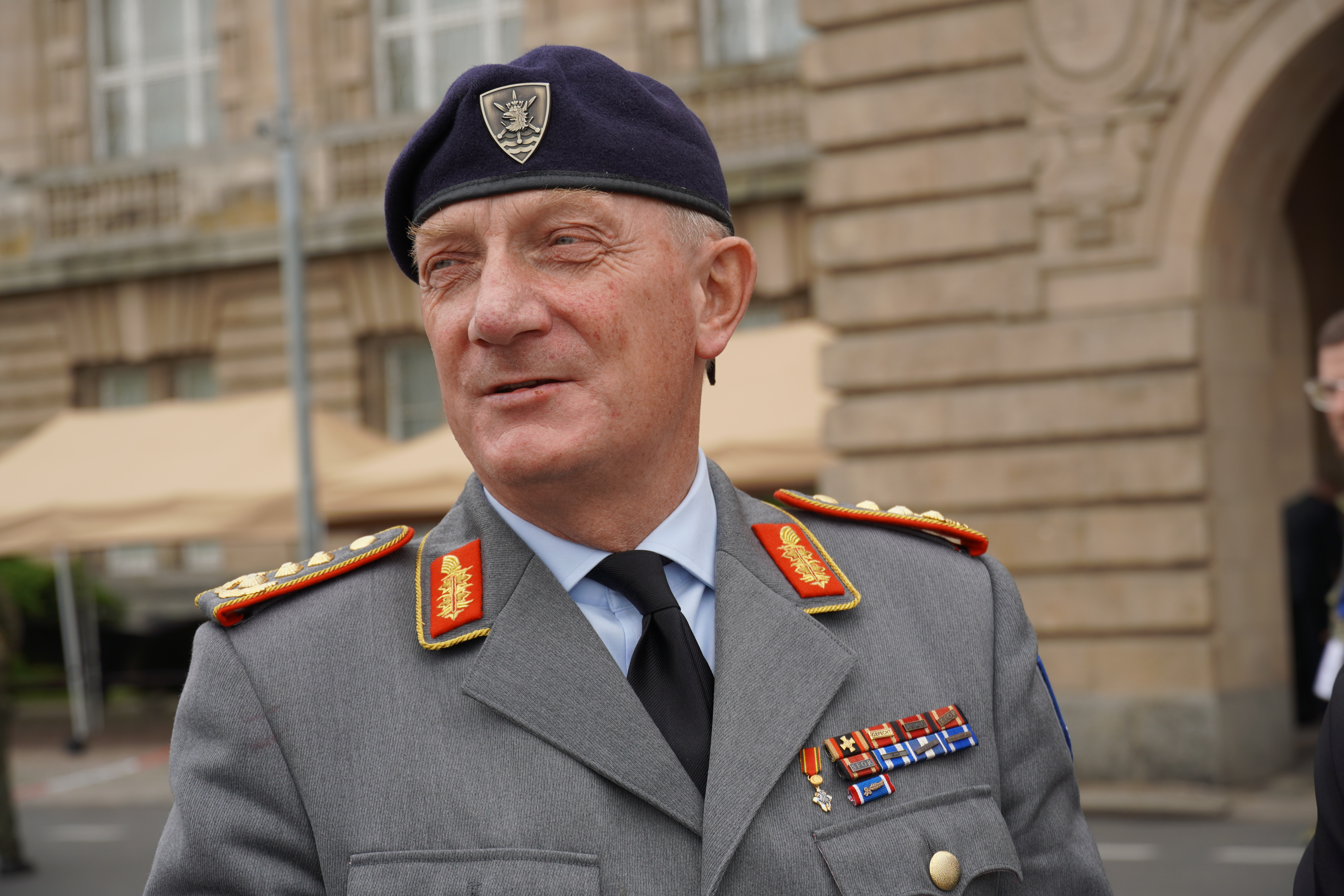
Jürgen-Joachim von Sandrart (* 1962)

- Sandrart, Karl Gustav von (1817–1898), preußischer General der Infanterie
- Sandrart, Peter († 1722), Bürgermeister in Magdeburg
- Sandrart, Susanna Maria von (1658–1716), deutsche Künstlerin
- Sandrart, Wilhelm von (1773–1859), preußischer General der Kavallerie
- Sandras, Gustave (1872–1951), französischer Turner
- Sandray, Louis, französischer Turner
- Sandre, Didier (* 1946), französischer Schauspieler und Theaterregisseur
- Sandre, Thierry (1891–1950), französischer Schriftsteller
- Sandreani, Mauro (* 1954), italienischer Fußballspieler und -trainer
- Sandrel, Julien (* 1980), französischer Schriftsteller
- Sandrelli, Amanda (* 1964), italienische Schauspielerin
- Sandrelli, Dante Carlos (1922–2002), italienischer Geistlicher
- Sandrelli, Stefania (* 1946), italienische Schauspielerin
- Sandretzki, Carl Gottlieb Ferdinand von (1746–1803), preußischer Landrat
- Sandreuter, Hans (1850–1901), Schweizer Künstler
- Sandreuter, Rudolf (1868–1926), Schweizer Architekt
- Sandreuter-Steiger, Irma (1896–1996), Schweizer und Montessori-Pädagogin und Kindergärtnerin
- Sandri, Clara (1918–2004), Schweizer Laborantin, auf Histologie und Elektronenmikroskopie spezialisiert
- Sandri, Giuseppe (1946–2019), italienischer Ordensgeistlicher, römisch-katholischer Bischof von Witbank
- Sandri, Guglielmo (1906–1961), italienischer Automobil- und Motorradrennfahrer
- Sandri, Leonardo (* 1943), argentinischer Kurienkardinal und Präfekt der Kongregation für die orientalischen KirchenLeonardo Sandri (* 1943)

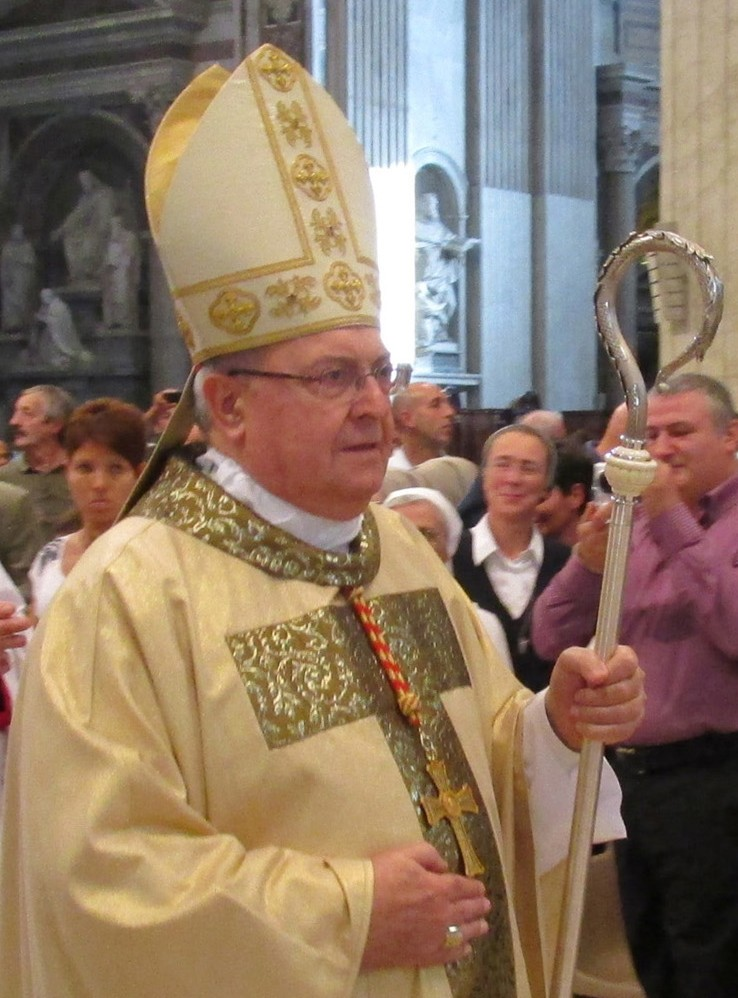
Leonardo Sandri (* 1943)

- Sandrić, Antonija (* 1988), kroatische Basketballspielerin
- Sandrich, Mark (1900–1945), US-amerikanischer Filmregisseur
- Sandrieser, Stefan (* 1966), österreichischer Politiker (SPÖ), Landtagsabgeordneter in Kärnten
- Sandrin, Pierre, französischer Komponist der Renaissance
- Sandrinelli, Luigi (1846–1922), österreichischer Jurist und Kommunalpolitiker
- Sandrini, Domenico (1883–1973), italienischer Skispringer und Skilangläufer
- Sandrini, Francesco (* 1984), italienischer Snowboarder
- Sandrini, Peter (* 1961), italienischer Übersetzungswissenschaftler und Terminologe
- Sandritter, Angela (* 1971), deutsche Schauspielerin
- Sandritter, Max (* 1989), deutscher Automobilrennfahrer
- Sandritter, Walter (1920–1980), deutscher Pathologe
- Sandro (* 1993), deutscher Schlagersänger
- Sandro Sala, Maurizio (* 1958), brasilianischer Automobilrennfahrer
- Sandro, Amico di, italienischer Künstler der Frührenaissance
- Sandrock, Adele (1863–1937), deutsch-niederländische SchauspielerinAdele Sandrock (1863–1937)

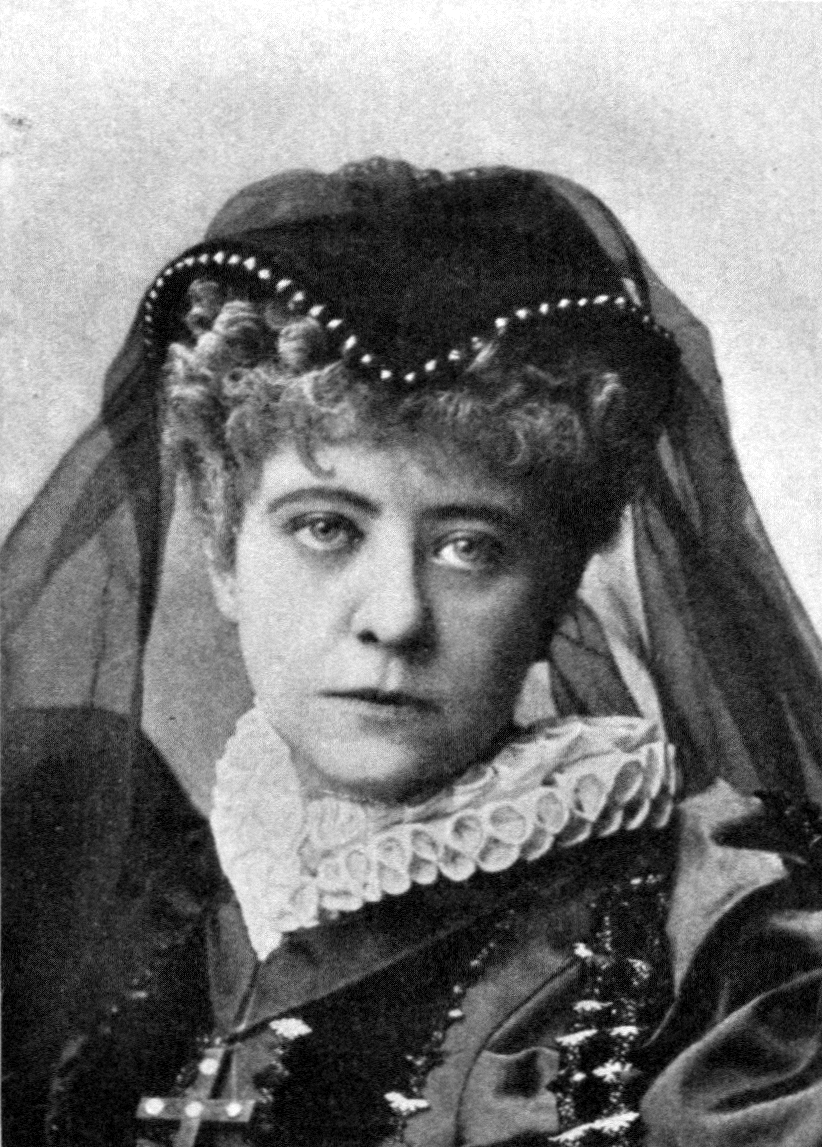
Adele Sandrock (1863–1937)

- Sandrock, Bernd (* 1955), deutscher Fußballspieler
- Sandrock, Christian (* 1862), deutscher Maler und Schriftsteller
- Sandrock, Heinrich (1811–1882), deutscher Gutsbesitzer und Mitglied der kurhessischen Ständeversammlung
- Sandrock, Heinz (1909–1990), deutscher Kunstturner
- Sandrock, Helmut (* 1956), deutscher Fußballfunktionär
- Sandrock, Leonhard (1867–1945), deutscher Maler und Radierer
- Sandrock, Martina (* 1960), deutsche Managerin
- Sandrock, Otto (1930–2017), deutscher Rechtswissenschaftler
- Sandrock, Robby (* 1978), kanadischer Eishockeyspieler
- Sandrock, Robert (1897–1956), deutscher Maler
- Sandrock, Stefan (* 1976), deutscher Künstler und Buchautor
- Sandrock, Wilhelmine (1861–1948), deutsche Schauspielerin und Sängerin
- Sandroff, Howard (* 1949), US-amerikanischer Komponist und Musikpädagoge
- Sandrone, Stefano (* 1988), italienischer neurowissenschaftlicher und Teaching Fellow am Imperial College London
- Sandroni, Cícero (1935–2025), brasilianischer Journalist und Schriftsteller
- Șandru, Constantin (* 1927), rumänischer Radrennfahrer
- Sandru, Gabriel (* 1974), schweizerisch-deutscher Kameramann

### Sands
- Sands, Anita (* 1942), US-amerikanische Schauspielerin
- Sands, Bobby (1954–1981), nordirisches IRA-Mitglied, Hungerstreikender und Abgeordneter im britischen Unterhaus (House of Commons)
- Sands, Charles (1865–1945), US-amerikanischer Golfer
- Sands, Christian (* 1989), US-amerikanischer Jazzmusiker (Piano, Komposition)
- Sands, David, US-amerikanischer Pokerspieler
- Sands, Dennis S., US-amerikanischer Tontechniker
- Sands, Diane (* 1947), US-amerikanische Politikerin
- Sands, Duane (* 1962), bahamaischer Arzt und Politiker
- Sands, Ernest (1922–2012), US-amerikanischer Politiker
- Sands, Evie (* 1946), US-amerikanische Sängerin und Komponistin
- Sands, James (* 2000), US-amerikanischer Fußballspieler
- Sands, Jodie, US-amerikanische Popmusiksängerin
- Sands, John (1933–2020), kanadischer Eisschnellläufer
- Sands, Joshua (1757–1835), britisch-amerikanischer Offizier, Händler und Politiker
- Sands, Julian (1958–2023), britischer SchauspielerJulian Sands (1958–2023)
- Sands, Kevin, Autor

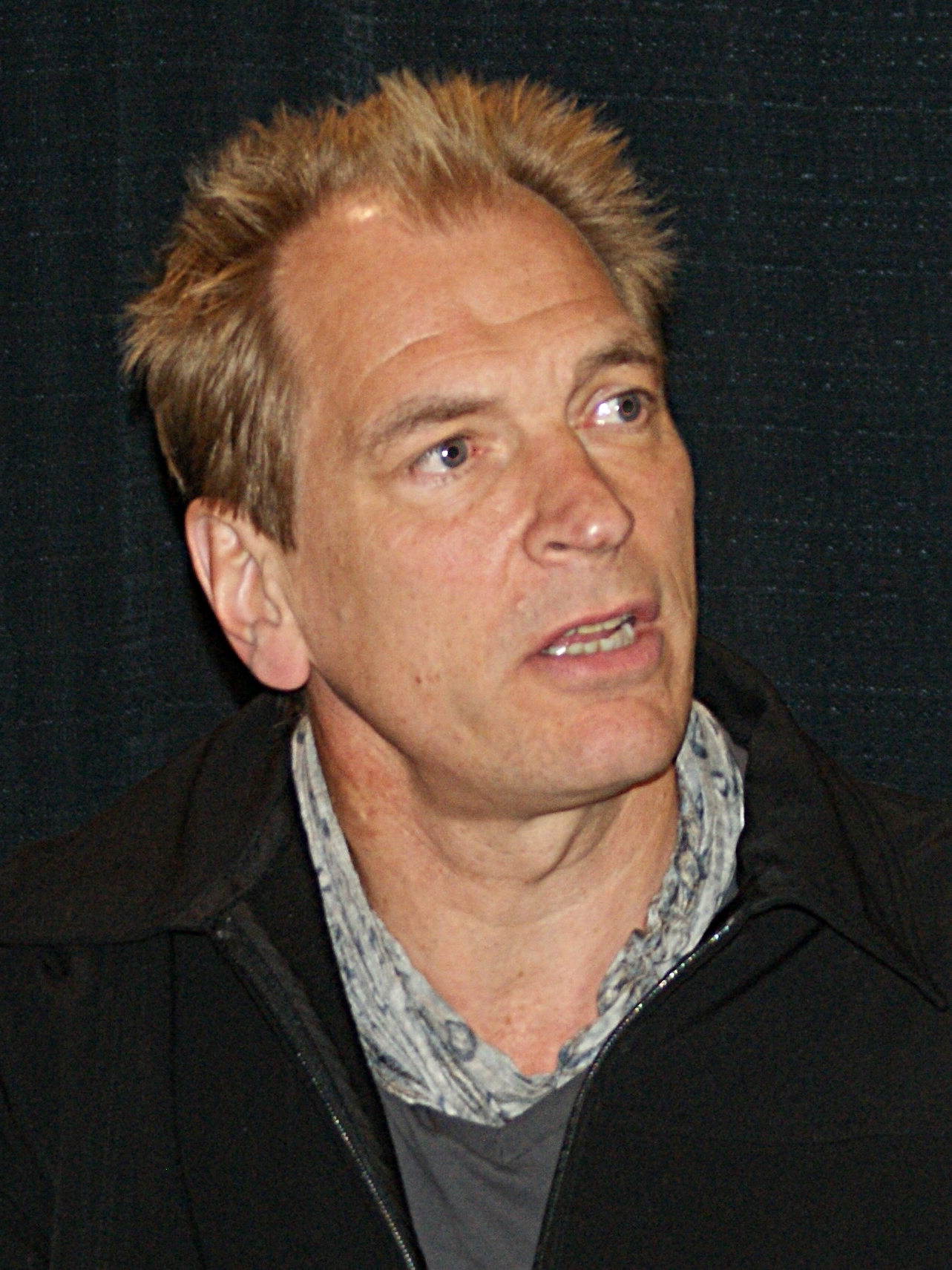
Julian Sands (1958–2023)

- Sands, Kim (* 1956), US-amerikanische Tennisspielerin
- Sands, Leevan (* 1981), bahamaischer Dreispringer
- Sands, Liv (* 2003), kanadische Kugelstoßerin
- Sands, Lynsay, kanadische Autorin
- Sands, Matthew (1919–2014), US-amerikanischer Physiker
- Sands, Michael (* 1953), bahamaischer Sprinter
- Sands, Peter (* 1962), britischer Bankmanager
- Sands, Philippe (* 1960), britischer Jurist und AutorPhilippe Sands (* 1960)

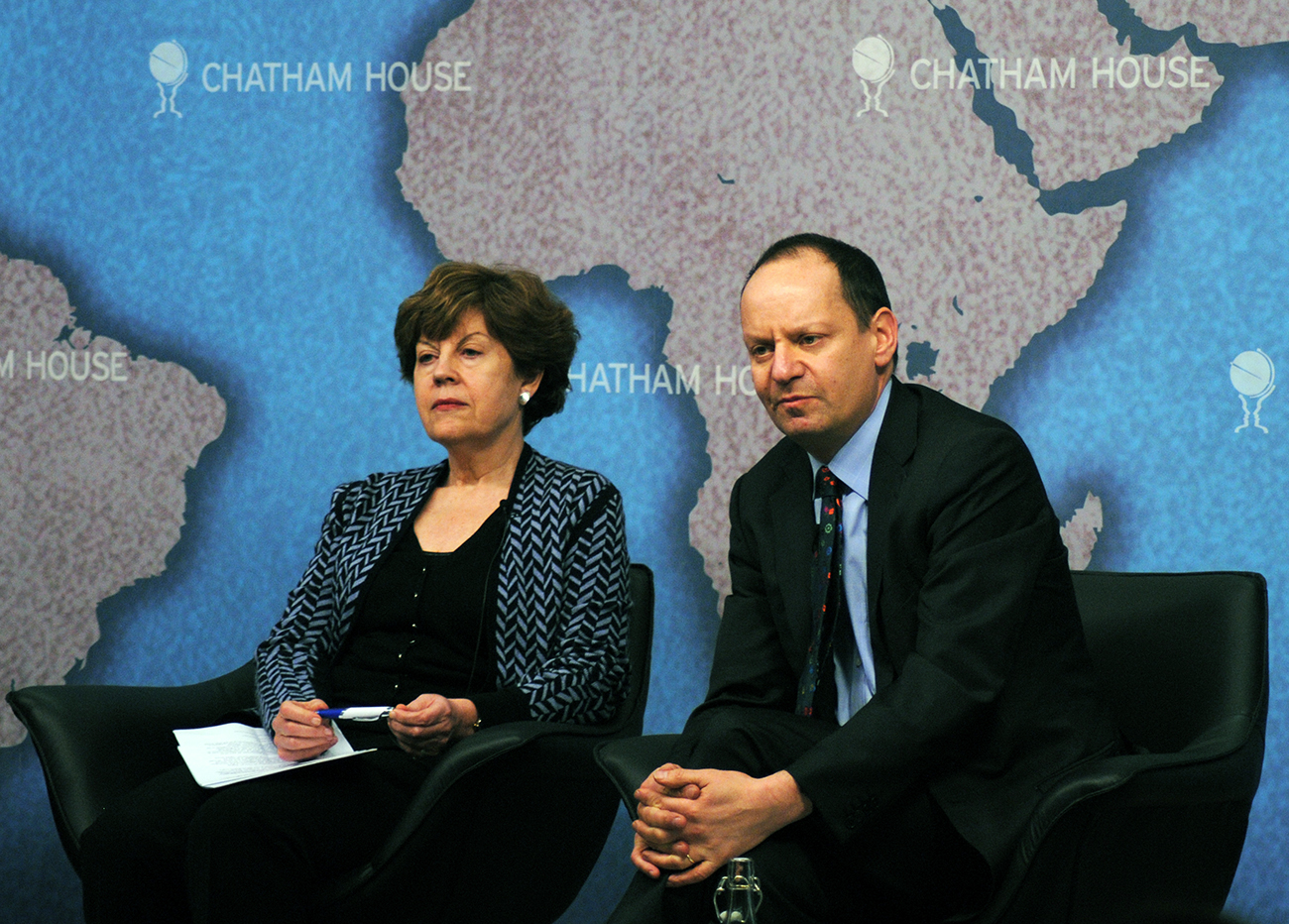
Philippe Sands (* 1960)

- Sands, Robert Charles (1799–1832), US-amerikanischer Schriftsteller und Dichter
- Sands, Stark (* 1978), US-amerikanischer Schauspieler
- Sands, Thomas J. (1907–1984), US-amerikanischer Offizier, Generalmajor der US-Army
- Sands, Tommy (* 1937), US-amerikanischer Country-, Rockabilly- und Pop-Musiker sowie Schauspieler
- Sands, Will (* 2000), US-amerikanischer Fußballspieler
- Sands, William (1923–1984), US-amerikanischer Filmeditor
- Sandschaa, Baldangiin (* 1937), mongolischer Ringer
- Sandschaa, Tserendonoin (1936–2019), mongolischer Ringer
- Sandschabi, Karim (1904–1995), iranischer Akademiker und Politiker
- Sandschani, Babak (* 1974), iranischer Geschäftsmann
- Sandschari, Heschmat (1918–1995), iranischer Komponist und Dirigent, Leiter des Teheraner Philharmonischen Orchesters
- Sandschneider, Eberhard (* 1955), deutscher Politikwissenschaftler
- Sandsjö, Otis (* 1987), schwedischer Jazzmusiker, auch Sänger und Kinderdarsteller
- Sandstad, Hanne (* 1970), norwegische Orientierungsläuferin
- Sandstede, Gerd (1929–2025), deutscher Chemiker
- Sandstede, Hans-Gerd (* 1913), deutscher Nachrichtendienstler im Zweiten Weltkrieg
- Sandstede, Heinrich (1859–1951), deutscher Pflanzenforscher (Lichenologe)
- Sandstedt, Colette, US-amerikanische Filmproduzentin
- Sandstød, Michael (* 1968), dänischer Radrennfahrer
- Sandström, Anna (1854–1931), schwedische Lehrerin, Reformpädagogin und Frauenrechtlerin
- Sandström, Björn (* 1995), schwedischer Skilangläufer
- Sandstrom, Brian, US-amerikanischer Jazzmusiker (Kontrabass, Trompete, Gitarre, Posaune, Perkussion)
- Sandström, Edward (* 1979), schwedischer Automobilrennfahrer
- Sandström, Emil (1886–1962), schwedischer Jurist, Vermittler und ranghoher Rotkreuz-Funktionär
- Sandström, Ingvar (* 1942), schwedischer Skilangläufer
- Sandström, Jaana (* 1963), finnische Wirtschaftswissenschaftlerin und Hochschullehrerin
- Sandstrom, James E. (1949–2010), US-amerikanischer Offizier, Generalmajor der US Air Force
- Sandström, Jan (* 1954), schwedischer Komponist und Musikpädagoge
- Sandström, My (* 1986), schwedische Regisseurin und Drehbuchautorin
- Sandström, Nils (1893–1973), schwedischer Sprinter
- Sandström, Nisse (1942–2021), schwedischer Jazz-Saxophonist
- Sandström, Per (* 1981), schwedischer Handballtorwart
- Sandstrom, Roy (1931–2019), britischer Sprinter
- Sandström, Sven-David (1942–2019), schwedischer Komponist
- Sandström, Tomas (* 1964), schwedischer Eishockeyspieler
- Sandström, Ulf (* 1967), schwedischer Eishockeyspieler

### Sandt
- Sandt, Andreas (* 1962), deutscher Fußballtorhüter
- Sandt, Emil (1864–1938), deutscher Schriftsteller
- Sandt, Erich (1878–1936), deutscher Theater- und Stummfilmschauspieler und Bühnenregisseur
- Sandt, Erika (1918–2010), deutsche Musikpädagogin
- Sandt, Heinrich van de (1899–1974), deutscher Politiker (Zentrum, NSDAP), MdR
- Sandt, Julika (* 1971), deutsche Politikerin (FDP), MdL
- Sandt, Julius (1856–1928), deutscher Unternehmer und Brauereidirektor
- Sandt, Karl von (1826–1890), deutscher Verwaltungsbeamter
- Sandt, Max von (1861–1918), deutscher Verwaltungsjurist
- Sandt, Nicole (* 1970), deutschsprachige Autorin
- Sandt, Nina (1928–2003), Schauspielerin
- Sandt, Theodor van de (1900–1982), deutscher Politiker (NSDAP) und Landrat
- Sandt, Wolfgang (* 1960), deutscher Bildhauer und Autor
- Sandtel, August (1911–1992), deutscher Geistlicher, Propst in Bremen
- Sandten, Thea (1884–1943), deutsche Stummfilmschauspielerin
- Sandtler, Tim (* 1987), deutscher Rennfahrer
- Sandtmann, Horst (1923–1994), deutscher Architekt
- Sandtmann, Julius (1826–1883), deutscher Kaufmann und Politiker (DFP), MdHB, MdR
- Sandtner, Augustin (1893–1944), deutscher KPD-Funktionär
- Sandtner, Hanna (1900–1958), deutsche KPD-Funktionärin, MdR
- Sandtner, Herma (1926–2016), österreichische Filmeditorin
- Sandtner, Hilda (1919–2006), deutsche Textil- und Glaskünstlerin, Hochschullehrerin
- Sandtner, Jakob, Drechslermeister, fertige Modelle bayerischer Städte an
- Sandtner, Rudolf (* 1910), österreichischer Kameramann
- Sandtorp, Haakon (1911–1974), norwegischer Radrennfahrer
- Sandtorv, Natalie (* 1988), norwegische Jazz- und Improvisationsmusikerin
- Sandtrøen, Nils Kristen (* 1989), norwegischer Politiker
- Sandtrøen, Per Martin (* 1985), norwegischer Politiker

### Sandu
- Sandu, Gabriel (1952–1998), rumänischer Fußballspieler
- Sandu, Gerald (* 1986), deutscher Handballspieler
- Sandu, Maia (* 1972), moldauische Ökonomin und PolitikerinMaia Sandu (* 1972)

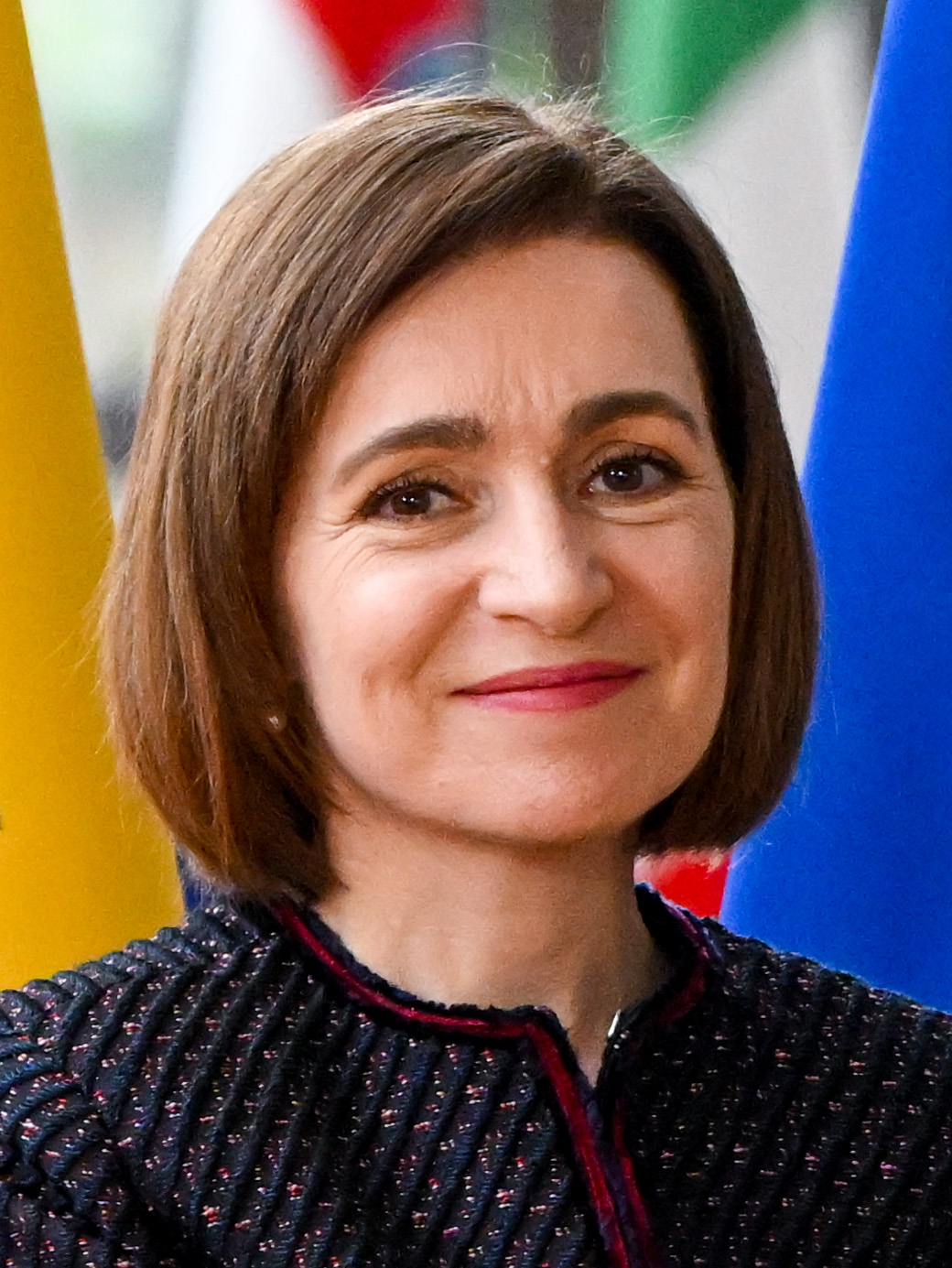
Maia Sandu (* 1972)

- Sandu, Marian (* 1972), rumänischer Ringer
- Sandu, Mihaela (* 1977), rumänische Schachspielerin
- Sandu, Mircea (* 1952), rumänischer Fußballspieler und -funktionär
- Sandu-Dediu, Valentina (* 1966), rumänische Musikwissenschaftlerin
- Sănduleac, Vasile (* 1971), moldauischer Schachspieler, -schiedsrichter und -trainer
- Sandum, Tommy Karlsen (* 1975), norwegischer Schauspieler
- Sandunow, Sila Nikolajewitsch (1756–1820), russischer Schauspieler und Unternehmer
- Sandunowa, Jelisaweta Semjonowna (1772–1826), russische Schauspielerin und Opernsängerin
- Sandurski, Adam (* 1953), polnischer Ringer

### Sandv
- Sandvad, Jesper, dänischer Badmintonspieler
- Sandvang, Peter (* 1968), dänischer Triathlet
- Sandve, Monica (* 1973), norwegische Handballspielerin
- Sandved, Kjell Bloch (1922–2015), norwegisch-amerikanischer Naturfotograf und Sachbuchautor
- Sandvei, Marit (* 1987), norwegische Fußballspielerin
- Sandvej, Cecilie (* 1990), dänische Fußballspielerin
- Sandvik, Astrid (* 1939), norwegische Skirennläuferin
- Sandvik, Edvard (* 2001), norwegischer Skilangläufer
- Sandvik, Eian (* 1989), norwegischer Skirennläufer
- Sandvik, Ole Mørk (1875–1976), norwegischer Volksliedsammler, Musikforscher und -pädagoge
- Sandvik, Oscar Andreas (* 2004), norwegischer Skirennläufer
- Sandvik, Tore (* 1972), norwegischer Orientierungsläufer
- Sandvik, Tore O. (* 1969), norwegischer Politiker
- Sandvliet, Clifton (* 1977), surinamischer Fußballspieler
- Sandvold, Arild (1895–1984), norwegischer Komponist und Organist
- Sandvold, Tom (* 1978), norwegischer Skispringer
- Sandvoß, Hans-Rainer (* 1949), deutscher Politikwissenschaftler und Historiker
- Sandvoß, Jörg (* 1958), deutscher Manager
- Sandvoss, Steve (* 1980), US-amerikanischer Schauspieler

### Sandw
- Sandwall, Peter (* 1950), schwedischer Liedermacher christlicher Popmusik
- Sandwall-Bergström, Martha (1913–2000), schwedische Schriftstellerin
- Sandweg, Kurt (1927–2008), deutscher Bildhauer, Grafiker und Hochschullehrer
- Sandweiss, Ellen (* 1958), US-amerikanische SchauspielerinEllen Sandweiss (* 1958)

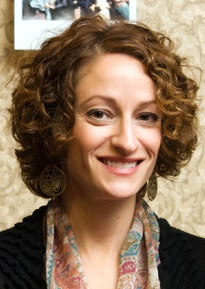
Ellen Sandweiss (* 1958)

- Sandwich, Ralph († 1308), englischer Richter und Lord Mayor von London
- Sandwith, Humphrey (* 1894), britischer Marineoffizier und Nachrichtendienstler
- Sandwith, Noel Yvri (1901–1965), britischer Botaniker

### Sandy
- Sandy, Amitai (* 1976), israelischer Karikaturist und Comicautor
- Sandy, Brian (* 1932), britischer Radrennfahrer
- Sandy, Dwayne (1989–2021), vincentischer Fußballspieler
- Sandy, Gary (* 1945), US-amerikanischer Schauspieler
- Sandy, Herman (1921–2020), belgischer Jazztrompeter
- Sandy, Kenyah, britischer Schauspieler
- Sandy, Marco (* 1971), bolivianischer Fußballspieler
- Sandy, Michael Shaun, US-amerikanischer Schauspieler, Filmproduzent und Filmregisseur
- Sandy, Mikael (* 1982), schwedischer Snowboarder
- Sandys, Duncan (1908–1987), britischer Politiker und MinisterDuncan Sandys (1908–1987)

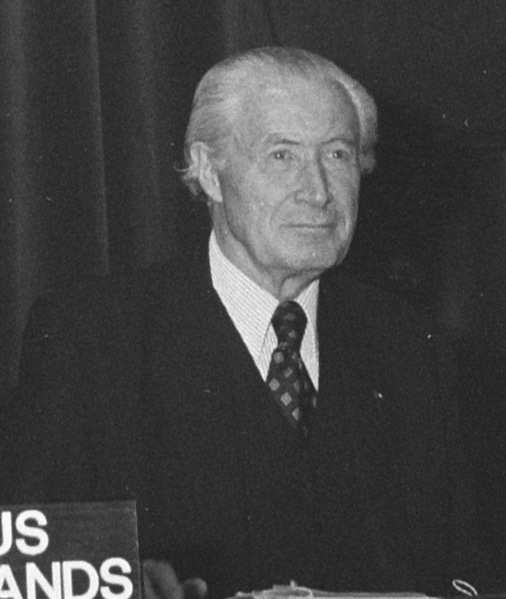
Duncan Sandys (1908–1987)

- Sandys, Edwin (1519–1588), englischer Geistlicher, Erzbischof von York
- Sandys, Edwin (1561–1629), englischer Politiker
- Sandys, Geoff (* 1951), britischer Eisschnellläufer
- Sandys, George (1578–1644), englischer Reisender, Kolonist und Dichter
- Sandys, John Edwin (1844–1922), britischer klassischer Philologe
- Sandys-Clarke, Peter (* 1981), britischer Theater-, Film- und Fernsehschauspieler

### Sandz
- Sandzhakly, Elvir (* 2002), russisch-türkischer Eishockeyspieler